# Ліонель Мессі
Ліоне́ль Андре́с Ме́ссі Куччитті́ні (ісп. Lionel Andrés Messi Cuccittini; нар. 24 червня 1987, Росаріо) — аргентинський футболіст, плеймейкер, нападник клубу «Інтер Маямі». Рекордсмен за кількістю забитих м'ячів у складі збірної Аргентини та «Барселони».
Чемпіон світу 2022 року. Віцечемпіон світу 2014 року.
Восьмиразовий володар призу «Золотий м'яч» (1-й показник), зокрема: 2009, 2019, 2021 та 2023 роки за версією France Football, 2010, 2011, 2012, 2015 роки за версією об'єднаного трофея від France Football та ФІФА.
Восьмиразовий володар титулу найкращий футболіст світу за версією ФІФА, зокрема: 2009, 2010, 2011, 2012, 2015, 2019, 2022, 2023 роки.
Шестиразовий володар Золотого бутса УЄФА (1-й показник) (2010, 2012, 2013, 2017, 2018, 2019).
Другий футболіст світу 2007, 2008, 2013, 2014, 2016 та 2017 років.
Мессі деколи називали «новим Марадоною» за його технічну гру та високу результативність. Один з найобдарованіших і найталановитіших атакувальних півзахисників сучасності. У 2012 журнал «Time» вніс його до списку «100 найвпливовіших осіб світу».

## Дитинство
Ліонель Андрес Мессі народився 24 червня 1987 року в Росаріо, третьою дитиною в сім'ї Хорхе Орасіо Мессі, керівника металургійного заводу, і його дружини Селії Марії Мессі (до шлюбу Кучіттіні), яка працювала в майстерні з виготовлення магнітів. По батьковій лінії він італійського та іспанського походження, правнук іммігрантів з північно-центрального регіону Марке на Адріатичному узбережжі Італії та Каталонії, а по материнській лінії він передусім італійського походження. Лео має двох старших братів — Родріго і Матіаса, а також сестру Марію Соль (Maria Sol). Зростаючи в тісно пов'язаній з футболом родині, Лео змалку плекав пристрасть до спорту, постійно граючи зі своїми старшими братами та двоюрідними братами Максиміліано і Емануелем Б'янкукі, які потім стали професійними футболістами. У чотири роки він вступив до місцевого клубу Грандолі, де його тренував батько, хоча найпершою на нього, як на гравця вплинула бабуся по матері Селії, яка супроводжувала його на тренування та матчі. Його сильно вразила її смерть, яка сталася незадовго до його одинадцятої річниці. Відтоді, як побожний католик, відзначаючи свої голи, він дивиться і вказує пальцем в небо в пам'ять про бабусю.
Мессі змалку вболівав за клуб свого міста Росаріо «Ньюеллс Олд Бойз» і шестирічним вступив до нього. За шість років у «Ньюеллсі» він забив майже 500 голів. Їх називали «Машиною 87-го року», майже непереможну молодіжну команду, названу так за роком народження, яка регулярно розважала глядачів, виконуючи трюки з м'ячем під час перерви в домашніх матчах першої команди. Однак його майбутнє як професійного гравця опинилося під загрозою, коли у віці 10 років йому поставили діагноз «дефіцит гормону росту». Медичне страхування батька покривало лише два роки лікування гормоном росту, що коштувало понад 1000 доларів на місяць. Керівництво Ньюеллс спочатку погодилося відшкодовувати решту, але пізніше відмовилося від своєї обіцянки. Його розглядали скаути клубу із Буенос-Айреса — «Рівер Плейт», чий плеймейкер Пабло Аймар був його кумиром, але й вони не змогли заплатити за його лікування через аргентинську економічну кризу. Роналду став його підлітковим забивним кумиром. Мессі називав його «найкращим форвардом, якого я будь-коли бачив».

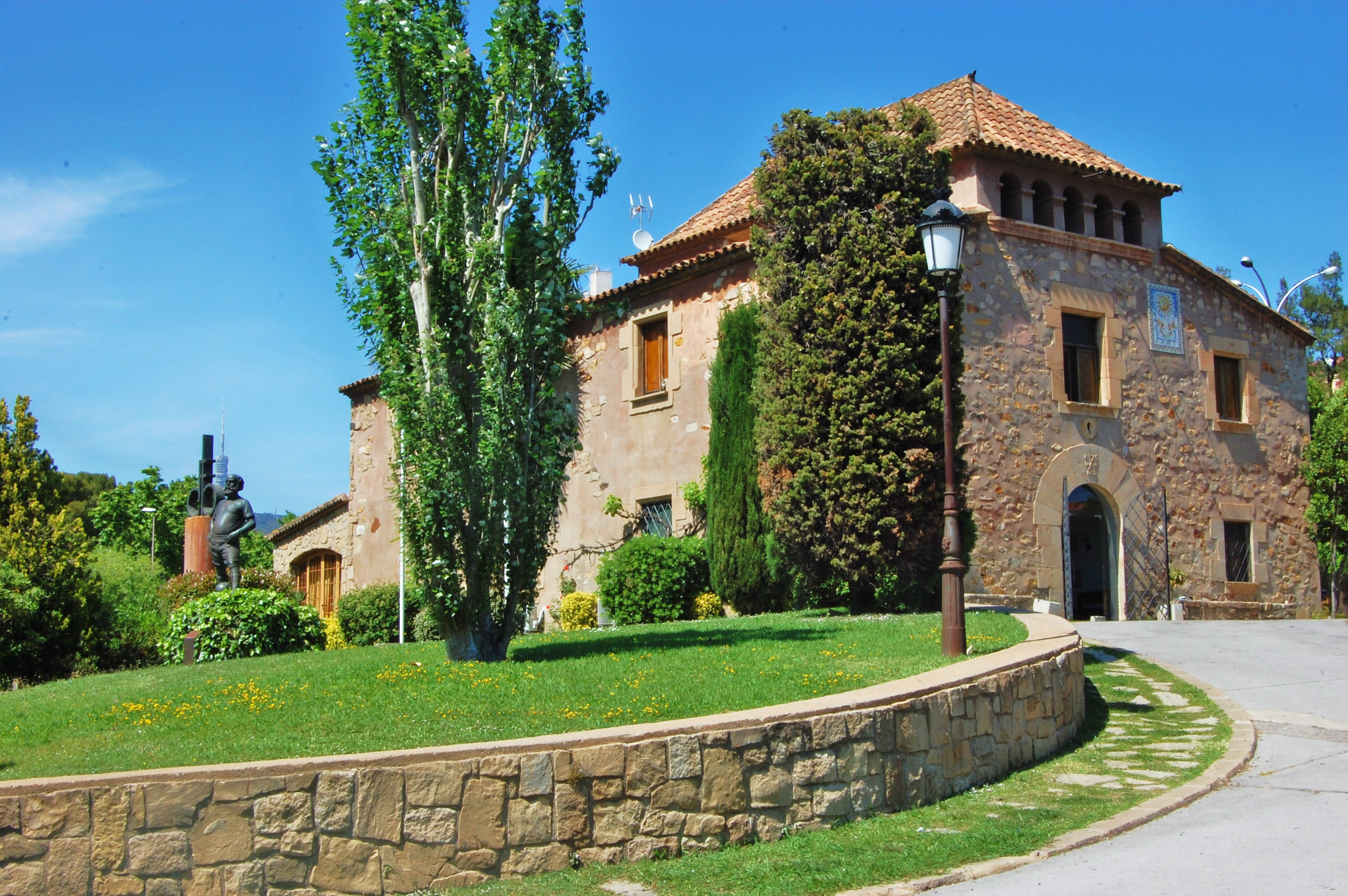
У 13 років Мессі записався до молодіжної академії Барселони, Ла Масія

Мессі помітили в Барселоні й запросили на двотижневий випробувальний термін у вересні 2000 року. 17 вересня він разом з батьком вперше прибув до Барселони і протягом 2 тижнів чекав на зустріч зі спортивним директором ФК «Барселона» Карлесом Решаком, який був у закордонному відрядженні у Сіднеї. Коли Решак побачив хлопчика в грі він негайно захотів його підписати, але рада директорів вагалася; в той час для європейських клубів було дуже незвично підписувати іноземних гравців такого юного віку. 14 грудня Барселона постала перед ультиматумом — чи захоче вона брати гравця. Решак вмовив керівництво Барселони заплатити за переїзд сім'ї Лео до Барселони і за його лікування, яке було досить коштовним. Не маючи під рукою іншого паперу, Решак підписав контракт на паперовій серветці. У лютому 2001 року родина переїхала до Барселони, де вони оселилися в квартирі біля клубного стадіону «Камп Ноу». У свій перший рік в Іспанії Мессі рідко грав у складі Інфантілес через трансферний конфлікт з Ньюеллом: як іноземець, він міг виходити на поле лише у товариських матчах та каталонській лізі. Без футболу йому важко було вписатися в команду. Лео був талановитий від природи, але такий мовчазний, що товариші по команді спочатку вважали його німим. Він сумував за батьківщиною після того, як мати повернулася до Росаріо разом з братами та маленькою сестрою Марією Сол, залишивши його в Барселоні з батьком.
Провівши рік у молодіжній академії Барселони, Ла Масія, у лютому 2002 року Мессі остаточно вступив до Королівської іспанської футбольної федерації (RFEF). Тепер він грав у всіх турнірах і здружився зі своїми товаришами по команді, серед яких були Сеск Фабрегас та Жерард Піке. Після завершення лікування гормоном росту у віці 14 років Мессі став невіддільною частиною «Дитячої команди-мрії», найвидатнішої молодіжної команди Барселони. Ліонель швидко знайшов свою гру і часто почав з'являтися в стартовому складі юнацької команди. У своєму першому повному сезоні (2002—2003) він став найкращим бомбардиром з 36 голами в 30 матчах у складі «Кадетів А», які виграли безпрецедентну трійку: лігу, а також обидва кубки, Іспанії та Каталонії. Фінал Копа Каталонії, що завершився перемогою 4:1 над Еспаньйолом, став відомий у клубі як partido de la máscara, скидання маски. За тиждень до фіналу, під час матчу чемпіонату Мессі зламав виличну кістку, і йому дозволили розпочати гру лише за умови, що він вдягне пластиковий протектор. Маска заважала грати, тож він її скинув і перед заміною за 10 хвилин встиг забити два голи. Наприкінці сезону він дістав пропозицію приєднатися до Арсеналу, свою першу від закордонного клубу, але вирішив залишитися в Барселоні, тоді як Фабрегас та Піке незабаром поїхали до Англії.

## Кар'єра в «Барселоні»

### Сезони 2003—2005: сходження до головної команди
Протягом сезону 2003–2004 років, свого четвертого в «Барселоні», Мессі стрімко просунувся в клубній ієрархії, встигнувши зіграти за той короткий проміжок часу в рекордних п'яти командах. Його визнавали гравцем турніру в чотирьох міжнародних передсезонних змаганнях в складі Юніорс Б. Він зіграв лише один офіційний матч за цю команду, перш ніж перейшов до Юніорс А, де забив 18 голів у 11 матчах ліги. Мессі став тоді одним з кількох юніорів, яких покликали, щоб під час міжнародної перерви посилити виснажену головну команду. Французький вінгер Людовік Жулі пояснив, як підліток Лео потрапив на очі на тренуванні з головною командою Франка Райкарда: «Він знищив усіх нас… Вони його штурхали всюди, щоб цей хлопець не виставив їх посміховиськом, а він просто підводився й продовжував грати. Він проходив повз чотирьох гравців і забивав гол. Навіть стартові центральні захисники нервували. Він був ніби прибулець».
16 листопада 2003 року, коли Мессі було 16 років, 4 місяці і 23 дні, він дебютував у головній команді, вийшовши на 75-й хвилині товариського матчу проти «Порту» Жозе Моурінью. Його виступ, створення двох гольових моментів та удар по воротах, справили враження на технічний персонал, і він згодом розпочав щодня тренуватись із резервною командою клубу, «Барселоною Б», а також щотижня з головною командою. Після першого тренування Мессі з головною командою новий зірковий гравець Барси, Роналдінью, сказав своїм товаришам по команді, що можливо цей хлопчик стане ще кращим гравцем, ніж він сам. Незабаром Роналдінью подружився з Мессі, якого він назвав «маленьким братом», що значно полегшило його входження в головну команду.

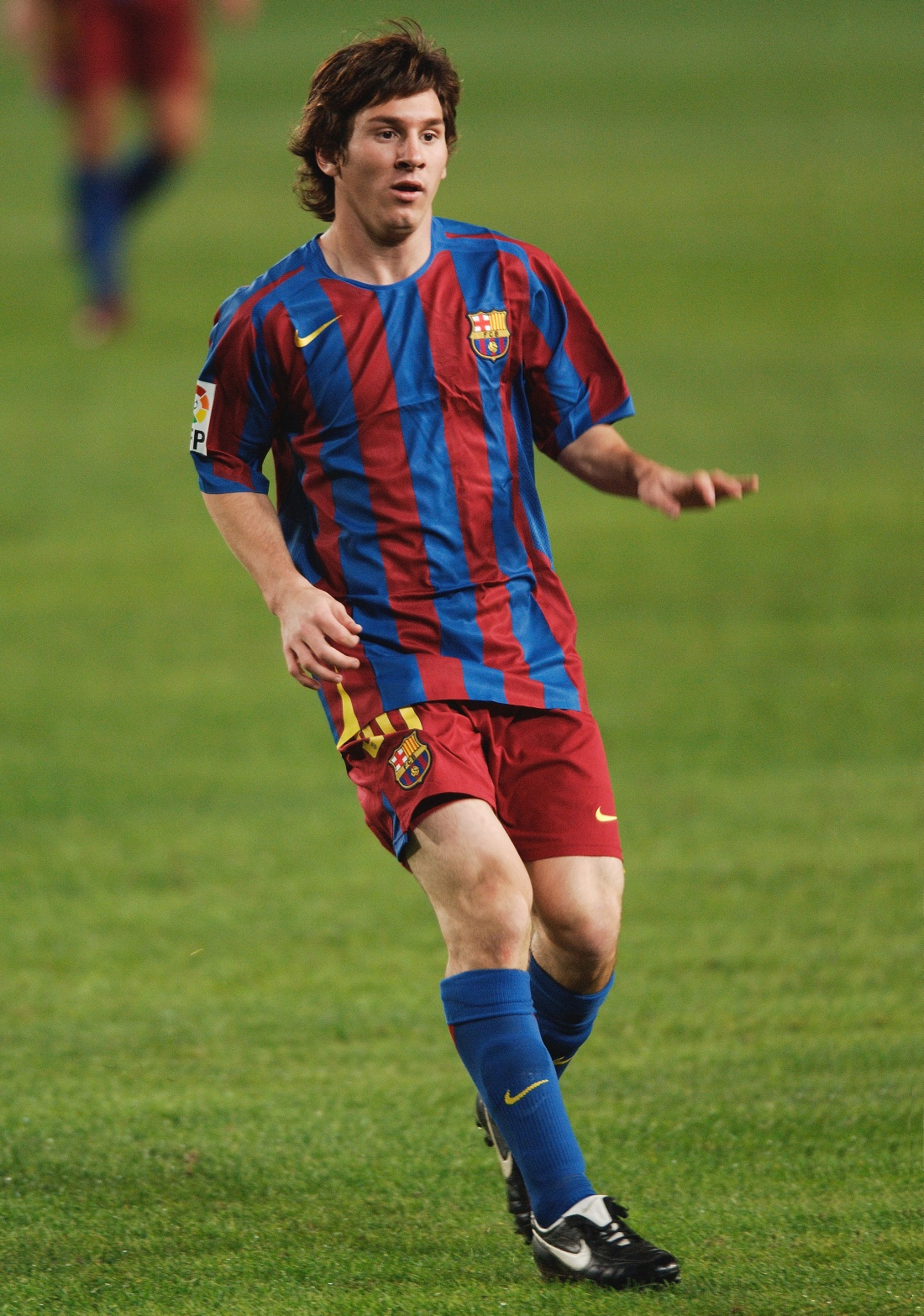
Мессі грає проти Малаги в жовтні 2005 року

Для набуття подальшого досвіду матчів, Мессі приєднався до Барселони C, провівши свою першу гру за третю команду 29 листопада, граючи навперемінки й за Ювеналів А. Він допоміг третій команді піднятися з зони вильоту в дивізіоні Терсера, забивши п'ять м'ячів у десяти матчах. Крім того, відзначився хет-триком за вісім хвилин під час матчу Кубка Іспанії проти Севільї, коли його персонально опікав Серхіо Рамос. Його прогрес відбився в його першому професійному контракті, підписаному 4 лютого 2004 року, що тривав до 2012 року і містив початковий пункт про викуп у розмірі 30 млн євро. Через місяць, 6 березня, він дебютував за «Барселону B» у Сегунді Б, і сума викупу контракту автоматично збільшилась до 80 млн євро. Того сезону він зіграв п'ять матчів за команду B, але не забивав. Фізично він був слабшим за своїх опонентів, які часто були набагато старшими та вищими, і на тренуваннях працював над збільшенням м'язової маси та загальної сили, щоб бути здатним звільнятися від захисників. Наприкінці сезону він повернувся до обох юнацьких команд, допомігши Ювеналам Б виграти лігу. Під час того сезону він забивав за чотири з п'яти своїх команд, а загалом його результативність досягла 36 голів у всіх офіційних змаганнях.
У сезоні 2004–2005 років Мессі регулярно виходив у стартовому складі команди «Б», провів за них 17 матчів і забив шість голів. Після дебюту в листопаді минулого року його майже рік не викликали до головної команди, але в жовтні 2004 року гравці попросили Франка Райкарда перевести його. Оскільки на лівому фланзі вже грав Роналдінью, Райкард перемістив Мессі з його звичного положення на правий фланг (хоча спочатку проти бажання гравця), що дозволило йому пробиватися в центр поля та стріляти своєю провідною лівою ногою.
16 жовтня 2004 року у віці 17 років, 3 місяці 22 дні аргентинець дебютував у Ла-Лізі в матчі проти «Еспаньйола», ставши на той час наймолодшим гравцем, що грав за «Барселону» в офіційному матчі. Виходячи на заміну, того сезону він зіграв за головну команду 77 хвилин у дев'яти матчах. Зокрема, він вперше зіграв у єврокубках — «Барселона» відрядила на останню гру групового етапу Ліги чемпіонів до Донецька запасний склад і Мессі провів проти «Шахтаря» усі 90 хвилин. Перший свій гол за головну команду він забив 1 травня 2005 року проти Альбасете з передачі Роналдінью. Йому не було й вісімнадцяти років. Цей гол зробив його наймолодшим гравцем команди, що забивав в офіційних матчах. У своєму другому сезоні з Райкардом Барселона вперше за шість років виграла Ла-Лігу.

### Сезони 2005—2008: гравець стартового складу
24 червня 2005 року, у свій 18-й день народження, Мессі підписав перший контракт як гравець головної команди. Це гарантувало йому місце в складі до 2010 року, що на два роки менше, ніж за попереднім контрактом, зате розмір відступних збільшився до 150 млн євро. Прорив у грі відбувся через два місяці, 24 серпня, під час передсезонних змагань на Кубок Жоана Гампера. Його виступ проти Ювентуса Фабіо Капелло, коли він вперше вийшов у стартовому складі, зірвав овації глядачів на «Камп Ноу». Капелло попросив віддати Мессі в оренду, а від Інтернаціонале навіть готовий був заплатити 150 млн євро відступних і втричі підвищити зарплатню. Зі слів тогочасного президента Жуана Лапорти, це був єдиний раз, коли клуб справді ризикував втратити Мессі, але гравець зрештою вирішив залишитися. 16 вересня його контракт оновлено вдруге за три місяці й продовжено до 2014 року.

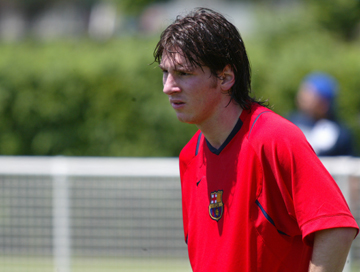
Мессі тренується з Барселоною в серпні 2006 року

У сезоні 2005—2006 Мессі виграв чемпіонат Іспанії. Через проблеми, що стосуються його правового статусу в Королівській федерації футболу Іспанії, Мессі пропустив старт Ла Ліги, але 26 вересня він отримав іспанське громадянство, а отже й право грати в ній. Одягаючи футболку під номером 19, він поступово утвердив себе як правий вінгер стартового складу, утворивши атакувальне тріо з Роналдінью та нападником Самуелем Ето'о. 2 листопада 2005 він забив свій перший гол у Лізі чемпіонів у матчі проти «Панатінаїкоса». Тоді «Барселона» виграла з рахунком 5:0. З-поміж перших важливих матчів у стартовому складі його перший «Ель Класіко» проти запеклого суперника «Реала» 19 листопада, а також виїзна перемога над «Челсі» в першому матчі 1/8 фіналу Ліги чемпіонів. У 25-ти матчах він забив 8 голів.
У грудні італійська газета «Tuttosport» нагородила його званням «Золотого хлопчика» 2005 року як найкращого серед гравців молодших 21 року. При визначенні лауреата Мессі з великим відривом випередив Вейна Руні та Лукаса Подольскі.
Його сезон закінчився передчасно, коли під час матчу-відповіді проти «Челсі» 7 березня 2006 року він зазнав розриву м'яза верхнього стегнового біцепса на правій нозі. Мессі працював над тим, щоб встигнути відновитись до фіналу Ліги чемпіонів, але 17 травня, в день матчу, тренерський штаб вирішив його не випускати. Каталонці обіграли «Арсенал» з рахунком 2:1, але сам Мессі був такою мірою розчарований, що не відзначав разом з усіма перемогу, про що згодом шкодував.
Сезон 2006–2007 років позначився спадом у грі Барселони, натомість 19-річний Мессі зарекомендував себе як один з найкращих гравців у світі. Став кумиром прихильників «Барселони» (culés) і зумів забити 17 голів у 36 матчах на всіх змаганнях. Однак його і далі переслідували травми: перелом плеснової кістки на лівій нозі, що стався 12 листопада 2006 року, вивів його з гри на три місяці. Він встиг відновитися перед першим матчем 1/8 фіналу Ліги чемпіонів проти Ліверпуля, однак Барселона програла і вилетіла з турніру. У Ла-Лізі його результативність зросла до кінця сезону: 11 з 14 підсумкових голів припали на останні 13 ігор. 10 березня 2007 року він зробив свій перший хет-трик в Ель Класіко проти «Реала» — перший кому це вдалось за останні 12 років. Всі його м'ячі були відповідями на голи Реала, а матч закінчився внічию 3:3. Після цього матчу в світі почалася «мессіманія», молодий аргентинець став кумиром мільйонів і новим № 1 у Барселоні. Того ж місяця «Барселона» підписала з Мессі новий контракт, у якому значно підвищила зарплатню футболіста.

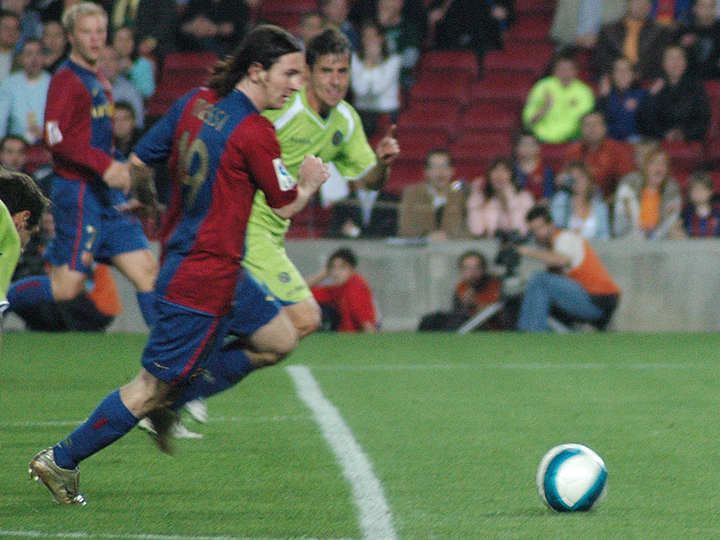
Мессі в матчі з «Хетафе». 18 квітня 2007

Мессі й раніше часто порівнювали з його співвітчизником Дієго Марадоною, який називав його своїм спадкоємцем. 18 квітня під час півфіналу Кубка Іспанії проти Хетафе Мессі забив гол, надзвичайно подібний до забитого Марадоною у чвертьфіналі чемпіонату світу з футболу 1986 року, відомого як «Гол століття». Мессі заволодів м'ячем на правому фланзі неподалік від центральної лінії на своїй половині поля, пробіг 60 метрів, на шляху до воріт обігравши п'ятьох захисників, і забив з гострого кута, як це колись зробив Марадона. 9 червня в матчі Ла-Ліги проти Еспаньйола він відзначився рукою аналогічно до іншого гола Марадони, який називають «Рукою Бога», забитого в тому ж матчі Кубка світу. Майстерність Мессі зростала, тоді як Барселона зазнавала невдач: команда не змогла дійти до фіналу Кубка Іспанії, програвши матч-відповідь проти Хетафе, коли Мессі відпочивав, а в Ла-Лізі поступилась чемпіонством Реалу за додатковим показником особистих зустрічей.
Для Мессі сезон 2007—2008 був «багатий» на травми, які перешкодили йому зіграти в повну силу. У першій половині сезону найкращий перед тим футболіст «Барселони» Роналдінью втратив форму і юний Лео, якому тоді було 20 років, став головною ударною силою клубу в нападі. Іспанські ЗМІ дали йому прізвисько «Месія». Гра аргентинця 2007 року не залишилась непоміченою: у грудні «Франс футбол» поставив його на 3-тє місце серед найкращих футболістів світу позаду володаря «Золотого м'яча» Кака та Кріштіану Роналду. А міжнародні менеджери та капітани національних збірних поставили його на друге місце в голосуванні за Діамантовий м'яч ФІФА позаду того ж таки Кака, а 3-тє місце посів Роналду. У сезоні 2007–2008 років Мессі вдалося забити 16 голів. Але другу половину його сезону знову зіпсували травми. 15 грудня під час матчу з «Валенсією» Мессі зазнав розриву сухожилля стегнового біцепса на лівій нозі. Повернувшись, він двічі відзначився проти Селтіка, чим допоміг команді здобути виїзну перемогу в першому матчі 1/8 фіналу Ліги чемпіонів. У цей момент з шістьма голами він очолював список бомбардирів турніру, але знову зазнав травми в матчі-відповіді 4 березня 2008 року. Райкард випустив Мессі на поле, попри попередження медичного персоналу, а капітан команди Карлес Пуйоль розкритикував іспанські ЗМІ, що ті змушують футболіста грати в кожному матчі. Барселона завершила сезон 2007—2008 без трофеїв: у плей-оф ліги чемпіонів поступилась майбутнім переможцям Манчестер Юнайтед, а в Ла-Лізі посіла третє місце.
Після двох невдалих сезонів «Барселоні» знадобився «капітальний ремонт», що спричинило відхід Райкарда та Роналдінью, який перейшов у «Мілан». Від останнього Мессі дісталась футболка під номером 10. У липні 2008 року він підписав новий контракт, згідно з яким його річна зарплатня сягнула 7,8 млн євро і за цим показником він був найпершим у клубі. Напередодні нового сезону найбільше непокоїли його часті м'язові травми, через які він сумарно пропустив вісім місяців у 2006—2008 роках. Для боротьби з цією проблемою клуб призначив новий режим тренувань, харчування та способу життя, і приставив до нього особистого фізіотерапевта, який поїхав з ним у тренувальний табір збірної Аргентини. Як підсумок, Мессі практично не зазнавав травм упродовж наступних чотирьох років, що дозволило йому повністю розкрити свій потенціал.
Попри травми на початку 2008 року, його виступи загалом за той рік знову принесли йому другі місця в опитуваннях «Золотий м'яч» (від France Football) та Діамантовий м'яч ФІФА, в обох випадках позаду Кріштіану Роналду.

### Сезон 2008—2009
Мессі чудово провів весь сезон, вигравши з «Барселоною» три турніри: чемпіонат Іспанії, кубок Іспанії та Лігу чемпіонів. У Чемпіонаті Іспанії Мессі забив 23 голи і віддав 12 гольових передач в 31 зустрічі, а також відзначився голом у «Ель Класіко» з «Реалом» на «Камп Ноу» (матч закінчився 2:0) і дублем у матчі з тим же суперником на «Сантьяго Бернабеу» (матч закінчився з рахунком 6:2 на користь «Барселони»). Незабаром Мессі забив вирішальний гол у фіналі Кубка Іспанії, коли каталонці на «Местальї» обіграли «Атлетік» з рахунком 4:1.
27 травня 2009 року разом з «Барселоною» виграв Лігу Чемпіонів у матчі з «Манчестер Юнайтед». Мессі забив вирішальний гол і «Барса» обіграла манкуніанців з рахунком 2:0. Мессі став найкращим бомбардиром Ліги чемпіонів 2008/09, забивши загалом 9 м'ячів.
Після цих успіхів Мессі визнано найкращим футболістом року в клубному європейському футболі за версією УЄФА і найкращим нападником Ліги чемпіонів.
За підсумками 2009 року Мессі став володарем «Золотого м'яча», як найкращий футболіст Європи за версією «France Football» (Мессі набрав 473 очки з 480 можливих — 96 журналістів з усього світу практично одноголосно визнали його найкращим) та отримав «Діамантовий м'яч» ставши найкращим футболістом світу за версією ФІФА. Він став першим аргентинцем, який удостоївся цих почесних нагород.
У сезоні 2008—2009 рр. Ліонель Мессі забивав голи в 32 з 60 зіграних матчах, зокрема: 1 хет-трик, 7 дублів та 24 разів по 1 м'ячу (всього — 41 гол).

### Сезон 2009—2010
На початку сезону «Барселона» підписала з Мессі новий контракт. Тепер угода з 22-річним аргентинським форвардом діє до 2016 року, а сума відступних становить 250 млн євро. Колишній контракт із сумою відступних в 150 млн євро закінчувався 2014 року.
На початку сезону 2009—2010 Барселона виграла Суперкубок УЄФА та Суперкубок Іспанії. У матчі за Суперкубок Іспанії «Барселона» обіграла «Атлетік» (2:1 в гостях та 3:0 вдома) у домашній зустрічі Мессі зробив дубль і допоміг своїй команді виграти перший трофей у сезоні. Кількома днями пізніше «Барселона» в матчі за Суперкубок УЄФА обіграла донецький «Шахтар» з рахунком 1:0, на рахунку Мессі гольовий пас.
На клубному чемпіонаті світу, який проходив в Абу-Дабі, Мессі зробив великий внесок в успіх Барселони в турнірі. У півфінальному матчі з мексиканською «Атлантою», Мессі забив переможний гол. У фінальній зустрічі проти аргентинського «Естудіантеса», забив переможний гол грудьми, у другому таймі додаткового часу і приніс перемогу Барселоні. Мессі визнано найкращим гравцем фінального матчу, а також найкращим гравцем всього турніру.
10 січня 2010 року в матчі іспанського чемпіонату з «Тенерифе», Мессі зробив хет-трик, який став першим для нього в сезоні і третім за весь час виступу у складі «Барселони».
16 січня у матчі проти «Севільї» Мессі спочатку забив свій сотий, а потім і 101 гол у синьо-гранатовій футболці. На підкорення цієї позначки йому треба було всього 188 ігор, але примітно інше — до нього сотня ще нікому в історії клубу не підкорялась в такому ранньому віці (22 роки, 6 місяців і 22 дні).
14 березня в матчі іспанського чемпіонату з «Валенсією», Мессі зробив хет-трик, який став другим для нього в сезоні і четвертим за всі виступи у складі «Барселони».
21 березня 2010 року вже в наступному турі проти «Сарагоси», Мессі знову зробив хет-трик, другий поспіль, який став третім для нього в сезоні і п'ятим за весь час виступу у складі «Барселони».
6 квітня 2010 року у повторному чвертьфінальному матчі Ліги Чемпіонів проти «Арсенала» Мессі провів феноменальну гру вперше зробивши «покер», забивши чотири м'ячі, після пропущеного каталонцями м'яча на початку матчу. Він став шостим гравцем, який забив 4 м'ячі в історії розіграшів Ліги чемпіонів. Забивши в цілому 25 голів у Лізі чемпіонів, Мессі порівнявся за цим показником з Рівалдо. Мессі став 10-м за кількістю забитих м'ячів за клуб.
У сезоні 2009—2010 Мессі став вдруге поспіль найкращим бомбардиром Ліги Чемпіонів забивши 8 голів, та найкращим бомбардиром Чемпіонату Іспанії забивши 34 голи, повторивши клубне досягнення Роналду.
Протягом сезону 2009—2010 рр. Ліонель Мессі забивав голи в 28 з 64 зіграних матчів, зокрема: 1 раз — 4 м'ячі, 3 хет-трики, 11 дублів та 13 разів по 1 м'ячу (всього — 48 м'ячів).

### Сезон 2010—2011
Сезон 2010—2011 рр. почався для Мессі матчем за суперкубок Іспанії проти клубу «Севілья», що завершився поразкою 1-3, в якому він вийшов на заміну в другому таймі. Та вже через тиждень в матчі-відповіді «Барселона» та Мессі не залишили ніяких шансів «Севільї» забивши їй чотири сухі голи, три з яких на рахунку Ліонеля Мессі. Так Лео допоміг Барселоні вдев'яте здобути Суперкубок Іспанії, та обігнати за цим показником мадридський «Реал».
У сезоні Ліги Чемпіонів 2010—2011 Лео став новим рекордсменом Барселони за кількістю голів за клуб в єврокубках, обійшовши за цим показником Рівалдо, в якого було 25 м'ячів, та довівши свій рекорд до 37 м'ячів до кінця сезону. В груповому турнірі Мессі забив по 3 м'ячі Панатінаїкосу та Копенгагену (по 2 вдома та по 1 на виїзді).
Протягом сезону 2010—2011 рр. Мессі забивав голи в 37 з 66 зіграних матчів, зокрема: 4 хет-трики, 12 дублів та 21 раз по 1 м'ячу (всього — 57 м'ячів).

### Сезон 2011—2012
Сезон 2011—2012 розпочався для «Барселони» з двоматчевої дуелі за суперкубок Іспанії проти свого найзапеклішого суперника «Реала». Перший поєдинок проходив в Мадриді та завершився внічию 2-2, на рахунку Мессі гол+результативна передача, в другому матчі Барселона перемогла з рахунком 3-2, на рахунку Мессі 2 голи (в тому числі переможний на 90 хвилині матчу) та результативна передача.
25 серпня під час церемонії жеребкування групового турніру Ліги Чемпіонів у Монако, Ліонелю Мессі вручили нагороду найкращому футболісту Європи сезону 2010/2011 рр. за версією УЄФА. Він став першим володарем цього призу, випередивши гравця «Барселони» Хаві Ернандеса та гравця «Реала» Кріштіану Роналду.
Наступний матч проходив 26 серпня 2011 року за Суперкубок УЄФА проти португальського Порту. Барселона здобула цей трофей перемігши з рахунком 2-0 (Мессі відзначився голом і точною передачею).
В першому матчі чемпіонату «Барселона» перемогла «Вільяреал» з рахунком 5-0 (Мессі 2 голи + передача). Загалом в перших чотирьох матчах сезону Мессі продемонстрував високу результативність, забивши 6 м'ячів та зробивши 4 гольові передачі.
Третій тур Прімери ознаменувався перемогою «Барселони» над «Осасуною» з рахунком 8-0, в активі Мессі 5 результативних дій (3+2).
У п'ятому турі Прімери Мессі оформив свій другий хет-трик сезону в матчі з «Атлетіко», в якому «Барселона» перемогла з рахунком 5-0.
27 вересня 2011 в матчі з білоруським «БАТЕ» (рахунок 5-0) в другому турі Ліги Чемпіонів Мессі оформив дубль, забивши свої 38-й та 39-й голи в Єврокубках, а також 194-й гол у складі «Барселони», зрівнявшись за цим показником з форвардом команди 1950-х років Ладіслао Кубалою (2 місце в загальному реєстрі бомбардирів Барси за всю історію).
29 жовтня Ліонель забив третій хет-трик сезону в матчі 10-го туру чемпіонату з «Мальоркою». Загалом з початку сезону в доробку Мессі 19 голів у 16-ти матчах.
1 листопада в четвертому турі групового турніру Ліги чемпіонів у виїзному матчі з «Вікторією» Ліонель забив свій 200-й гол у складі «Барселони», з пенальті на 24 хвилині першого тайму. Також це був 40 м'яч забитий Ліонелем в турнірі. У цьому матчі Мессі забив ще двічі, оформивши таким чином свій перший хет-трик у Лізі чемпіонів 2010/2011 років, та четвертий загалом з початку сезону.
У п'ятому турі Ліги чемпіонів «Барселона» на виїзді перемогла у принциповому матчі італійський «Мілан» з рахунком 3:2. Доробок Мессі в матчі 1 гол з пенальті та результативна передача на Хаві за рахунку 2:2.

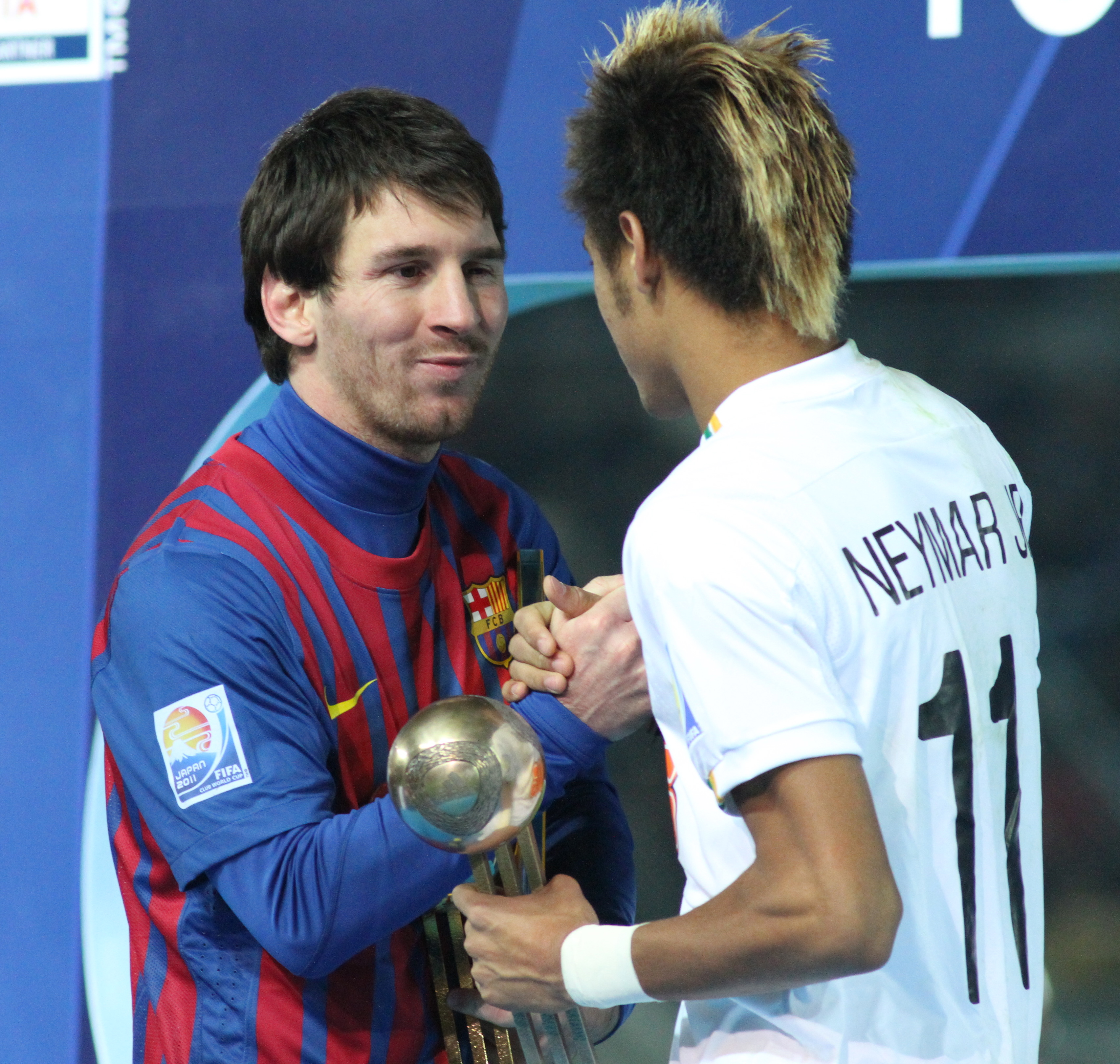
Мессі та Неймар в фіналі клубного чемпіонату світу 2011 р.

10 грудня 2011 року в Мадриді увосьме в цьому році зустрілися «Реал» та «Барселона». Рахунок матчу 1:3. В активі Ліонеля точна передача, після проходу, в якому він обіграв чотирьох гравців суперника.
18 грудня Мессі вдруге став переможцем клубного чемпіонату світу з футболу. У фінальному матчі каталонський клуб переміг бразильський «Сантос», забивши чотири сухі м'ячі, два з яких на рахунку аргентинця. За історію проведення турніру Мессі вже забив 4 м'ячі, зрівнявшись за цим показником з Денілсоном.
Клубний чемпіонат світу з футболу став шостим турніром, в якому по ходу поточного року Мессі забив, повторивши досягнення свого одноклубника Педро Родрігеса, який 2009 року також відзначився в шести турнірах. Також аргентинець отримав приз найкращого гравця турніру.
22 грудня Мессі отримав нагороду «Золота Олімпія», яку вручають найкращому спортсмену року Аргентини. Лео удостоївся цієї нагороди вперше. Мессі вважає нагороду найкращому спортсменові Аргентини 2011 року особливою:
- Я щасливий і пишаюся отриманою нагородою. Я отримував призи по всьому світу та в різних номінаціях, але саме в Аргентині до цього дня не було жодної нагороди[110].

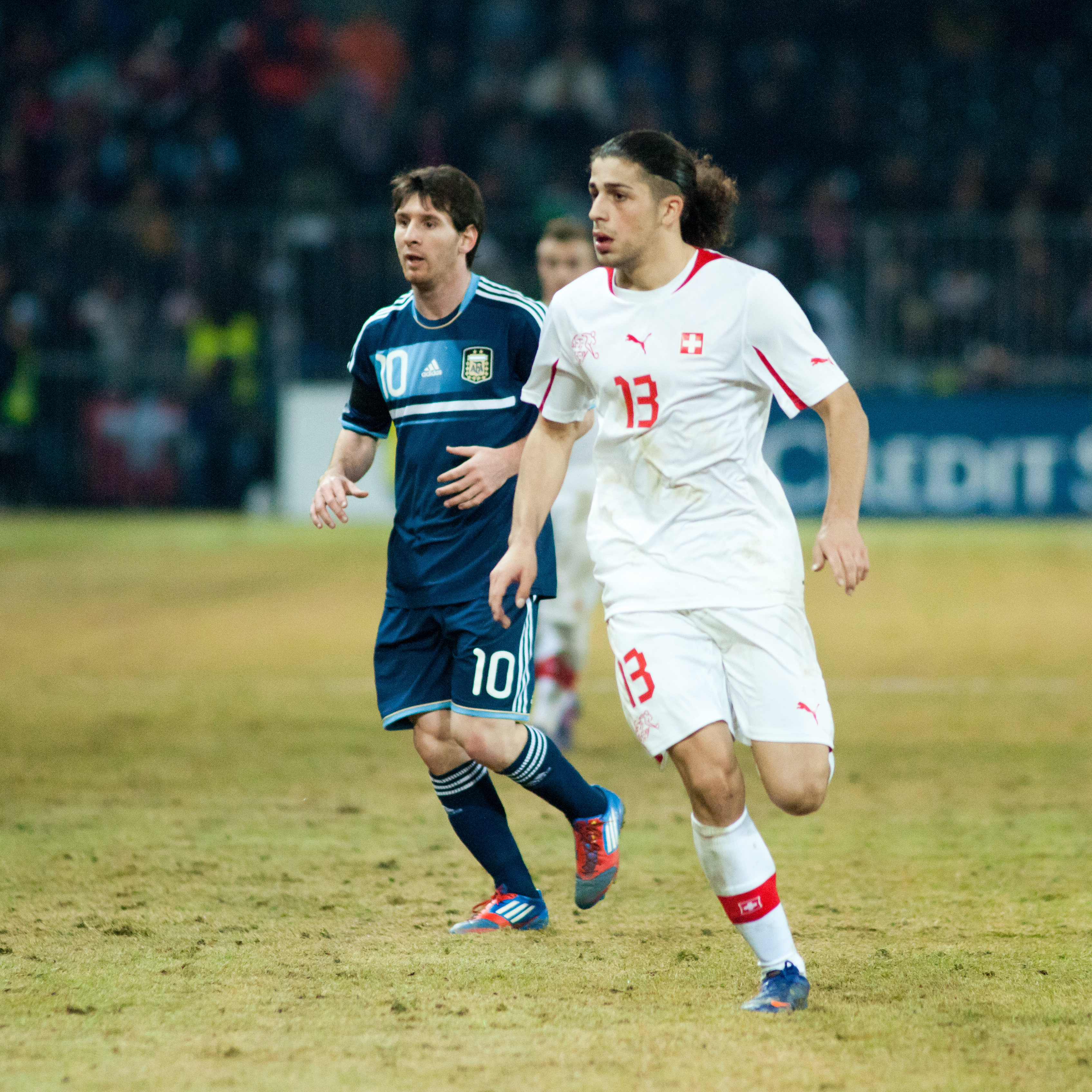
Ліонель Мессі в грі за збірну Аргентини

9 січня 2012 року на церемонії вручення премії Золотий м'яч ФІФА, як найкращому футболістові світу, Мессі втретє поспіль отримав цей трофей, випередивши за підсумками голосування Кріштіану Роналду та Хаві Ернандеса.
У матчі-відповіді 1/8 фіналу Кубка Іспанії 2011—2012 року з «Осасуною» Ліонель віддавши результативну передачу, записав на свій рахунок 300 очок (211 голів + 89 точних передач). Це був його 298-й матч у складі «Барселони».
15 січня в матчі дев'ятнадцятого туру Прімери з «Бетісом» (рахунок 4-2) Ліонель оформив дубль.
19 січня матчі 1/4 фіналу Кубка Іспанії на виїзді з «Реалом» Мессі зіграв свій 300-й офіційний матч у складі «Барселони». Його команда перемогла 2:1, на рахунку Ліонеля точна передача. У матчі-відповіді на стадіоні «Ноу Камп» у Мессі теж одна гольова передача, матч закінчився з рахунком 2-2, в півфінал вийшла «Барселона».
22 січня в матчі 20-го туру з «Малагою» Ліонель оформив свій четвертий хет-трик в сезоні.
14 лютого «Барселона» зустрічалася на виїзді з німецьким «Баєром» в першому матчі 1/8 фіналу Ліги Чемпіонів, та перемогла з рахунком 3-1. Мессі в цьому матчі забив свій 7-й гол та зробив 4-ту результативну передачу в поточному розіграші Ліги Чемпіонів.
19 лютого Ліонель провів 200-й матч за «Барселону» в чемпіонаті проти «Валенсії» (рахунок 5-1). Мессі відзначився чотирма забитими голами.
Також Ліонель Мессі став наймолодшим гравцем, якому вдалося зіграти 200 матчів за «Барселону». В день матчу йому виповнилося 24 роки та 240 днів. Попередній рекорд належав Хаві Ернандесу (25 років 236 днів).
На початку березня Ліонель продовжив свою забивну серію зробивши хет-трик за збірну Аргентини в товариському матчі зі збірною Швейцарії, рахунок 3-1.
7 березня 2012 року Мессі, забивши в ворота леверкузенського «Баєра» 5 м'ячів, встановив новий рекорд результативності в одному матчі, який до цього становив 4 м'ячі та належав декільком гравцям, зокрема Марко Ван Бастену, Андрію Шевченку, Сімоне Індзагі, Руд ван Ністельрою та самому Мессі.
У 27-му турі Прімери 11 березня в матчі проти «Расинга», зробивши дубль, Мессі другий рік поспіль досяг неймовірної позначки 50 забитих м'ячів протягом сезону в усіх клубних турнірах, а також третій рік поспіль позначки 30 забитих м'ячів в чемпіонаті Іспанії.

Мессі наздоганяє Родрігеса, та стає найкращим бомбардиром в історії «Барселони»

17 березня Мессі забив свій ювілейний 150-й гол в чемпіонатах Іспанії в матчі проти «Севільї».
20 березня в матчі 29 туру Прімери проти «Гранади» (рахунок 5-3) Мессі оформив свій дванадцятий хет-трик в кар'єрі. Другий м'яч Мессі, забитий ним в цьому матчі, став для нього 233-м в складі «Барселони», що зробило Ліонеля найкращим бомбардиром в історії клубу. Мессі обійшов за цим показником багаторічного володаря цього титулу форварда 50-х рр. Сезара Родріґеса (232 забиті м'ячі).
- «Я дуже радий. Ніколи не мріяв, що колись стану найкращим бомбардиром в історії „Барселони“. Знаєте, насправді я не можу виділити найкращий або найцінніший гол. Вони всі особливі і важливі. Я завжди хотів гідно відплатити „Барселоні“ за те, що вона зробила для мене. І я гордий, що став частиною історії клубу. Але я ніколи не досяг би цього без підтримки своїх партнерів», — сказав Мессі в інтерв'ю аргентинському виданню Ole[128].

24 березня в матчі проти Мальорки Мессі ударом зі штрафного забив свій 35 м'яч в чемпіонаті Іспанії 2011—2012 рр. та став рекордсменом «Барселони» за кількістю забитих голів в одному сезоні. Він перевершив свій же ж результат сезону 2009-10рр. та Роналду сезону 1996-97рр. (34 голи).
3 квітня 2012 року в матчі-відповіді чвертьфіналу Ліги чемпіонів проти італійського «Мілана», зробивши дубль (обидва голи з пенальті), став рекордсменом турніру за кількістю голів, забитих в ході одного сезону. Перед початком зустрічі на «Камп Ноу» на рахунку аргентинця було 12 м'ячів. Саме такий результат в сезоні 2002–2003 встановив виступаючи за «Манчестер Юнайтед» Рууд ван Ністелрой. Після зустрічі він підняв планку результативності в найпрестижнішому єврокубку на нову висоту (14 м'ячів). Також він наздогнав Жозе Альтафіні, до сьогодні найрезультативнішого гравця за підсумками одного розіграшу Кубка європейських чемпіонів. Представник «Мілана» встановив своє досягнення в сезоні 1962—1963. Також в цьому матчі Ліонель став четвертим гравцем якому вдалося подолати планку в 50 забитих м'ячів в турнірі. Раніше дану позначку подолали Рауль Гонсалес, Рууд ван Ністелрой і Тьєррі Анрі.

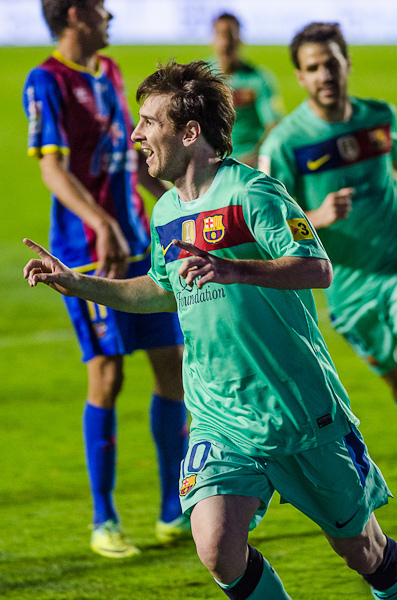
Мессі в матчі з «Леванте»

7 квітня в матчі чемпіонату проти «Сарагоси» (рахунок 4-1). Мессі відзначився дублем. Другий гол Ліонеля в цьому матчі став для нього шістдесятим голом в сезоні забитим в усіх турнірах.
14 квітня 2012 року два голи, забиті в матчі з «Леванте», дозволили Мессі зрівнятися з Кріштіану Роналду за забитими голами в одному розіграші чемпіонату. Обидва гравці забили по 41 м'ячу, а до кінця чемпіонату залишалося ще 5 турів. Також Лео забиває в 10 матчі чемпіонату поспіль, повторивши рекорд Барселони, який до цього належав Маріану Мартіну (1942—1943) та Роналду ді Ліма (1996—1997).
У трьох наступних матчах Ліонель не відзначався в воротах суперників, а «Барселона» вибула з Ліги чемпіонів, програвши «Челсі» в півфіналі за підсумком двох матчів з загальним рахунком 2-3, а також втратила всі шанси на чемпіонство в Прімері, програвши Реал (Мадрид) на Ноу Камп з рахунком 1-2.
29 квітня Ліонель перервав свою суху безгольову триматчеву серію, зробивши дубль у матчі 35 туру Прімери на виїзді проти «Райо Вальєкано», в якому Барса перемогла з рахунком 7-0.
2 травня Мессі, забивши три м'ячі в ворота «Малаги»,. побив рекорд результативності в одному сезоні, забивши 68 м'ячів. Попередній рекорд належав німцеві Герду Мюллеру, який в сезоні 1972—1973 рр. забив 67 м'ячів. Також в другому таймі цьому матчі Ліонель вперше надів капітанську пов'язку в офіційному матчі, яку йому передав Андрес Іньєста, котрого замінили по ходу матчу.
5 травня Ліонель в матчі з «Еспаньйолом» зробив третій покер в кар'єрі та збільшив свої рекорди цього сезону, зокрема: в Прімері забив 50-й гол, в усіх турнірах — 70-й (загалом 72 голи), за «Барселону» — 250-й (загалом 252 голи).
За підсумками сезону 2011/12 Ліонель вдруге став володарем трофею Пічічі, який вручають найкращому бомбардиру чемпіонату, з новим рекордом чемпіонатів Іспанії — 50 м'ячів, а також вдруге володарем трофею Золотий бутс, як найкращий бомбардир вищих дивізіонів національних футбольних чемпіонатів країн УЄФА.
19 травня після завершення фінального матчу Ліги чемпіонів, Ліонель офіційно вчетверте поспіль став найкращим бомбардиром найпрестижнішого європейського турніру, з повторенням рекорду — 14 м'ячів. До Мессі два футболісти ставали найкращими бомбардирами трьох поспіль розіграшів Кубка чемпіонів: Герд Мюллер (1972/73, 1973/74, 1974/75) і Жан-П'єр Папен (1989/90, 1990/91, 1991/92). Аргентинець став першим, хто став найкращим бомбардиром чотири рази поспіль.
25 травня в фіналі Кубка Іспанії «Барселона» перемогла «Атлетик» з рахунком 3-0. Ліонель в цьому матчі забив один гол.
- «Я йду на переможній ноті, побачивши 73 гол Мессі в сезоні. Для мене він найкращий гравець, якого я коли-небудь бачив і побачу! Завдяки Мессі я навчився розуміти, що таке прагнення до перемоги. Ми б виграли трофеї і без нього, але точно не 14 з 19», — сказав головний тренер Барселони Пеп Гвардіола після переможного фіналу Кубка Іспанії[149].

2 червня Ліонель забивши 1 гол в ворота збірної Еквадору побив ще один рекорд Ференца Деака за кількістю голів в усіх офіційних матчах (в тому числі за національні збірні). Це був його 79-й гол (73 за «Барселону», 6 за збірну Аргентини.
9 червня Мессі завершив сезон 2011/2012 рр. хет-триком в товариському матчі в ворота збірної Бразилії, в якому Аргентина перемогла з рахунком 4-3. Це були його 80-й, 81-й та 82-й голи в сезоні 2011/2012 рр., таким чином, Ліонель встановив абсолютний рекорд всіх часів за забитими голами в одному сезоні, для цього йому знадобилося 69 матчів.
Протягом сезону Мессі забивав голи в 42-х з 69-ти зіграних матчів, зокрема: 1 раз — 5 м'ячів, 2 рази по 4 м'ячі, 9 хет-триків, 12 дублів та 18 разів по 1 м'ячу (загалом — 82 м'ячі).

#### Рекорди Мессі в сезоні 2011—2012
- Найкращий бомбардир «Барселони» за історію — 253 м'ячі (попередній рекорд — Сезар Родріґес — 232 м'ячі);
- Найкращий бомбардир сезону в світі (клуб) — 73 м'ячі (попередній рекорд Герд Мюллер — 67 м'ячів (сезон 1972/1973 рр.));
- Найкращий бомбардир сезону в світі (клуб+збірна) — 82 м'ячі (попередній рекорд Ференц Деак — 78 м'ячів (сезон 1948/1949 рр.));
- Найкращий бомбардир чемпіонатів Іспанії — 50 м'ячів (попередній рекорд — Кріштіану Роналду — 40 м'ячів (сезон 2010/2011 рр.))
- Найкращий бомбардир Кубка європейських чемпіонів — 14 м'ячів (повторення рекорду Жозе Альтафіні сезон 1962—1963 рр.);
- Найкращий бомбардир Ліги Чемпіонів — 14 м'ячів (попередній рекорд Рууд ван Ністелрой — 12 м'ячів (сезон 2002—2003 рр.));
- Вчетверте поспіль найкращий бомбардир Ліги Чемпіонів (попередній рекорд тричі поспіль: Герд Мюллер (1972/73, 1973/74, 1974/75) і Жан-П'єр Папен (1989/90, 1990/91, 1991/92);
- 5 м'ячів в одному матчі Ліги Чемпіонів;
- Найкращий бомбардир клубних чемпіонатів світу за історію — 4 м'ячі (повторення досягнення Денілсона);
- Найкращий результат сезону серед володарів Золотого бутса — 50 м'ячів (попередній рекорд — Дуду Джорджеску — 47 м'ячів (1977 р.));
- Найкращий бомбардир Суперкубка Іспанії — 8 м'ячів (попередній рекорд — Рауль Гонсалес — 7 м'ячів)
- Втретє поспіль володар Золотого м'яча (повторення досягнення Мішеля Платіні (1983—1985 рр.)).

### Сезон 2012—2013
24 червня 2012 року Ліонель Мессі відзначив своє 25-ліття зігравши в благодійному матчі, який відбувся в Маямі. Разом з ним у зустрічі «Друзів Мессі» з «Іншим світом» брали участь його колеги по «Барсі» — Дані Алвеш, Хав'єр Маскерано і Хосе Мануель Пінто, а також такі футболісти як Едінсон Кавані, Радамель Фалькао, Дрогба та Луїс Суарес. Матч закінчився з рахунком 7:7. Володар «Золотого м'яча» відзначився хет-триком, а також зробив три гольові передачі.
19 серпня 2012 року новий сезон Ліонель розпочав з дубля в ворота «Реал Сосьєдада» в першому турі Ла Ліги, в якому «Барселона» перемогла з рахунком 5-1.
26 серпня «Барселона» завдяки дублю Мессі (75 та 80-й хв.) вирвала перемогу в «Осасуни» в невиразному матчі другого туру чемпіонату Іспанії.
23 та 29 серпня «Барселона» проводила матчі за Суперкубок Іспанії проти мадридського «Реала». В першому матчі «Барселоні» вдалося здобути лише мінімальну перемогу з рахунком 3-2 (Мессі забив один гол з пенальті). В другому матчі на виїзді каталонці поступилися з рахунком 1-2. (єдиний гол на рахунку Мессі зі штрафного).
15 вересня в 4-му турі Прімери вийшовши на заміну на 58-хв. Мессі оформив дубль (втретє в сезоні) у виїзному матчі проти «Хетафе», в якому Барселона перемогла з рахунком 4-1.
19 вересня «Барселона» завдяки двом м'ячам Ліонеля Мессі, які він забив на 71-й та 80-й хв., здобула вольову перемогу над московським «Спартаком» з рахунком 3-2 у матчі 1-го туру групового етапу Ліги чемпіонів.
7 жовтня в матчі 7-го туру Прімери в матчі проти «Реала» на «Камп Ноу» (рахунок матчу 2-2) Мессі оформив четвертий дубль у сезоні (Прімері). Це були його 16-й та 17-й голи в ворота Реалу, за цим показником він обійшов Рауля (15 голів), та наблизився до найкращого бомбардира «Ель Класіко» Альфредо Ді Стефано, на рахунку якого 18 голів. Також Ліонель Мессі став першим футболістом, який забив 150 м'ячів на «Камп Ноу». Всього на рахунку Мессі в 22 матчах «Ель Класіко» 27 результативних дій (17 голів та 10 передач).
20 жовтня у виїзному матчі з «Депортіво» в 8 турі Прімери, в якому Барселона перемогла з рахунком 5-4, Ліонель Мессі зробив свій перший хет-трик у сезоні. Мессі в цьому матчі забив 42-й, 43-й та 44-й голи в Прімері в 2012 році і побив рекорд Кріштіану Роналду за кількістю голів в календарному році в Прімері, на рахунку якого 43 голи в 2011 році.
27 жовтня в Мадриді в матчі 9 туру Ла Ліги проти місцевого «Райо Вальєкано» (рахунок матчу 5-0 на користь Барселони), перший з двох забитих Ліонелем Мессі голів в цьому матчі став для нього 300-м за кар'єру (269 — у складі «Барселони», 31 — у складі
збірної Аргентини), в 419-му зіграному ним матчі. З 300 голів, 246 аргентинець забив лівою ногою, 40 — правою, 12 — головою, 1 — тулубом та 1 — рукою.
Також завдяки дублю в цьому матчі Мессі вийшов на 10-те місце в історії найкращих бомбардирів іспанської першості. На рахунку аргентинця 182 голи, і за цим показником він зрівнявся з відомим у минулому гравцем «Севільї» Хуаном Арсу.
11 листопада Мессі забив два голи «Мальорці» на виїзді в матчі 11 туру чемпіонату Іспанії, в якому Барселона перемогла з рахунком 4-2.
Цей дубль дозволив Ліонелю (76 м'ячів) обійти за кількістю голів протягом одного календарного року Пеле, який в 1958 році забив 75 м'ячів, та наблизитися до досягнення Герда Мюллера, який в 1972 році забив в ворота суперників 85 голів.
18 листопада Мессі забив дубль у ворота «Реал (Сарагоса)», завдяки чому вийшов на 9-те місце в історії найкращих бомбардирів чемпіонату Іспанії з доробком в 186 голів, зрівнявшись за цим показником з Карлосом Сантільяною.
20 листопада Ліонель Мессі забив свої 79-й та 80-й м'ячі в 2012 році, в матчі 5-го туру групового етапу Ліги чемпіонів на виїзді проти московського «Спартака», в якому Барселона перемогла з рахунком 3-0. Також Мессі вийшов на друге місце в списку бомбардирів Ліги чемпіонів за історію турніру забивши 56 голів та зрівнявшись за цим показником з голландцем Руудом ван Ністельроєм, на рахунку іспанця Рауля — 71 гол.
25 листопада чергові 2 голи провів Ліонель в ворота «Леванте» у виїзному матчі 13 туру чемпіонату Іспанії (рахунок матчу 4-0 на користь Барселони).
1 грудня Ліонель Мессі забивши 2 м'ячі в матчі 14 туру Прімери «Атлетику», довів лік своїх голів в чемпіонатах Іспанії до 190, що дозволило йому зрівнятися з найкращим бомбардиром за кількістю голів в Прімері в історії «Барселони» Сезаром Родрігесом. Також це були 83-й та 84-й голи в календарному році, до рекорду Герда Мюллера залишилося провести 1 гол.
9 грудня у виїзному матчі 15 туру чемпіонату Іспанії проти Бетіса, в якому Барселона перемогла з рахунком 2-1, Ліонель Мессі, забивши свої 85-й та 86-й голи в 2012 році, повторив та перевершив рекорд Герда Мюллера 1972 року за кількістю м'ячів забитих протягом календарного року в усіх турнірах за клуб та за збірну. Також Мессі, забивши 191-й та 192-й голи, став найкращим бомбардиром за кількістю голів в чемпіонаті Іспанії в історії «Барселони» обійшовши за цим показником Сезара Родрігеса на рахунку якого 190 забитих м'ячів.
- «Рекорд Мюллера? Це приємно, але найбільш важливо — перемагати і зберігати відрив від інших команд», — зі слів Мессі після матчу Бетіс-Барселона[181].
- «Рекорд Мюллера? Ви могли подумати, що це неможливо … Думаю, ми більше ніколи не побачимо такого гравця, як Мессі. Не тільки через його голи», — враження тренера Барселони Тіто Віланови після матчу з Бетісом про рекорд Ліонеля Мессі[182].
- «Мій рекорд 85 голів в 60 матчах, який був встановлений в 1972 році, був побитий найкращим гравцем у світі — Ліонелем Мессі, і я дуже радий за нього. Я сподіваюся, що він заб'є ще в матчах, що залишилися в 2012 році та встановить рекорд на найближчі 40 років», — сказав попередній рекордсмен Герд Мюллер[183].

12 грудня «Барселона» завдяки двом голам Мессі здобула суху перемогу в першому матчі 1/8 фіналу Кубка Іспанії проти Кордоби.
14 грудня авторитетний журнал World Soccer втретє визнав Ліонеля Мессі найкращим футболістом світу. За підсумками опитування Ліонель набрав 47,33 % голосів, значно випередивши португальця Кріштіану Роналду (19,01 %) та іспанця Андреса Іньєсту (9,77 %). Раніше Мессі визнавався найкращим футболістом світу в 2009 та 2011 рр., таким чином він повторив досягнення бразильця Роналду, який теж тричі (1996, 1997, 2002 рр.) перемагав в опитуванні журналу World Soccer.
16 грудня Ліонель Мессі оформив шостий поспіль дубль в чемпіонаті Іспанії в матчі з Атлетіко, в якому Барселона перемогла з рахунком 4-1. Також аргентинець покращив свій же рекорд за кількістю забитих голів за один календарний рік довівши його до 90 голів.
22 грудня Ліонель Мессі забивши переможний гол в ворота Вальядоліда в 17 турі Ла Ліги, в якому Барса перемогла з рахунком 3-1, зафіксував свій рекорд за кількістю голів за один календарний рік на позначці 91 гол.
7 січня 2013 року Ліонель Мессі став першим в історії чотириразовим володарем «Золотого м'яча», випередивши за підсумками голосування Кріштіану Роналду та Андреса Іньєсту, про що було оголошено на церемонії вручення нагород Золотий м'яч ФІФА, яка відбулася в швейцарському Цюриху.
13 січня 2013 року в матчі 19 туру Ла Ліги проти Малаги, в якому «Барселона» перемогла з рахунком 3-1, Ліонель записав на свій рахунок своєрідний хет-трик (1 гол + 2 гольові передачі).
27 січня 2013 року Мессі забивши чотири голи в ворота «Осасуни» в 21 турі Ла Ліги,. став наймолодшим гравцем, який досягнув позначки в 200 забитих м'ячів в чемпіонатах Іспанії. Також Ліонель в цьому матчі встановив новий рекорд відзначившись в 11 матчі поспіль в чемпіонаті, перевершивши попереднє досягнення в 10 матчів, яке підкорилося Маріану Мартіну (1942–1943), Роналду ді Ліма (1996–1997) та самому Мессі (2011–2012).
16 лютого 2013 Ліонель Мессі в матчі 24 туру Ла Ліги на виїзді проти «Гранади», став першим футболістом, який забив 300 голів в складі «Барселони», ювілейним для нього виявився перший з двох його голів у цьому матчі, крім того Лео продовжив свою рекордну серію забивши в 14 матчі поспіль в чемпіонаті.
2 березня гол Мессі в ворота мадридського «Реала» в 26 турі Ла Ліги не допоміг «Барселоні» уникнути поразки в другому поспіль Ель-Класіко протягом 4 днів. Проте цей гол дозволив Ліонелю повторити рекорд колишнього гравця «Реала» Альфредо Ді Стефано за кількістю голів в Ель Класіко, тепер на рахунку обох гравців по 18 голів в матчах між цими командами. Крім того, Лео продовжив свою забивну серію в чемпіонаті до 16 матчів, а також третій рік поспіль досяг позначки в 50 забитих голів в сезоні.
9 березня Ліонель Мессі в домашньому матчі проти «Депортіво» (рахунок 2-0 на користь «Барселони») встановив світовий рекорд, відзначившись голом у 17-му матчі національного чемпіонату поспіль, побивши рекорд поляка Теодора Пьотерека, який в період з 1937 по 1938 вражав ворота суперників 16 матчів поспіль.
12 березня Ліонель оформив дубль в матчі-відповіді 1/8 фіналу Ліги чемпіонів проти італійського «Мілана», в якому «Барселона» перемогла з рахунком 4-0, та за підсумками двобою вийшла в чвертьфінал турніру. Завдяки дублю Мессі вийшов на 2 місце серед найкращих бомбардирів в історії Ліги чемпіонів з доробком у 58 забитих м'ячів.
30 березня відзначившись голом в матчі 29 туру чемпіонату Іспанії проти «Сельти», Ліонель став першим футболістом в історії Прімери, якому вдалося відзначитися в 19 матчах поспіль з різними суперниками.
27 квітня Ліонель Мессі відзначившись в воротах «Атлетик (Більбао)», забив свій 24 гол на чужому полі в поточному сезоні Ла Ліги, таким чином перевершивши на 1 гол торішнє досягнення форварда «Реала» Кріштіану Роналду.
5 травня Мессі покращив свою гольову серію, яка нараховує вже 21 матч чемпіонату Іспанії поспіль, зробивши дубль в матчі з «Бетісом» після виходу на заміну в другому таймі.
1 червня 2013 року, після завершення останнього туру Прімери, Ліонель Мессі офіційно став найкращим бомбардиром чемпіонату Іспанії 2012-13 рр., забивши в ворота суперників 46 голів, та випередивши найближчого переслідувача Кріштіану Роналду на 12 голів.
Протягом сезону 2012—2013 рр. Ліонель Мессі забивав голи в 43 з 62 зіграних матчів, зокрема: 1 раз — 4 м'ячі, 2 хет-трики, 19 дублів та 21 раз по 1 м'ячу (всього — 69 м'ячів).

### Сезон 2013—2014
18 серпня 2013 року в першому турі Прімери Мессі відзначився 2 голами та 1 результативною передачею в матчі з «Леванте», в якому «Барселона» перемогла з рахунком 7-0.
1 вересня 2013 року Мессі оформив свій 26-й хет-трик в кар'єрі у виїзному матчі третього туру чемпіонату проти «Валенсії», в якому «Барселона» перемогла з рахунком 3-2. Завдяки цьому хет-трику Ліонель, на рахунку якого 220 голів в 248 матчах, перемістився на шосту сходинку найкращих бомбардирів Ла Ліги за історію, випередивши колишнього гравця «Спортінга» та «Барселони» Кіні, на рахунку якого 219 голів.
18 вересня 2013 року, забивши 3 голи в ворота «Аякса» в матчі 1 туру групового етапу Ліги Чемпіонів, Ліонель Мессі встановив рекорд за кількістю хет-триків в Лізі Чемпіонів. Це був четвертий хет-трик аргентинця, по три хет-трики мають в своєму активі Маріо Гомес та Філіппо Індзагі. Також Ліонель з показником в 62 забиті м'ячі вийшов на 2 місце в реєстрі найкращих голеадорів в історії Кубка Чемпіонів УЄФА (включаючи кваліфікаційні раунди), випередивши Руда ван Ністелроя (60 голів) та Андрія Шевченка (59 голів).
24 вересня 2013 року у матчі чемпіонату Іспанії проти «Реал Сосьєдад» Мессі забив свій 323 гол у складі «Барселони» в офіційних матчах. Таким чином, Мессі забив за «Барселону» стільки ж голів, як і Рауль за всю кар'єру в мадридському «Реалі». Тепер Мессі та Рауль ділять 2 сходинку в списку футболістів, які забили найбільшу кількість голів у складі одного іспанського клубу.
6 листопада 2013 року Ліонель Мессі відзначився дублем в матчі 4 туру групового етапу Ліги Чемпіонів проти італійського «Мілана», в якому Барселона здобула перемогу з рахунком 3-1.
10 листопада 2013 року Ліонель отримавши травму у матчі Прімери проти «Бетіса», не з'являвся на полі у футболці «Барселони» протягом 2 місяців.
8 січня 2014 року Ліонель Мессі, вийшовши на заміну на 64-й хв. в кубковому матчі проти «Хетафе» та забивши 2 голи, феєрично відзначив своє повернення на поле після травми.
13 січня 2014 року Ліонелю Мессі не вдалося вп'яте поспіль стати найкращим футболістом світу, про що було оголошено на церемонії вручення нагород Золотий м'яч ФІФА, яка відбулася у швейцарському Цюриху. За підсумками голосування, набравши 24,72 % очок, Ліонель поступився Кріштіану Роналду, який, набравши 27,99 % очок в підсумку, став найкращим футболістом світу 2013 року.
9 лютого 2014 року Мессі відзначився дублем в матчі 23 туру Ла Ліги, в якому «Барселона» на виїзді перемогла «Севілью» з рахунком 4-1.
15 лютого 2014 року Ліонель Мессі оформивши дубль в матчі 24 туру чемпіонату Іспанії проти «Райо Вальєкано» (6-0), забив свій 228-й гол в турнірі. Таким чином, 26-річний аргентинець вийшов на третє місце за цим показником в історії Ла Ліги, обійшовши відомого в минулому форварда Альфредо Ді Стефано на 1 гол та зрівнявшись з іншим нападником мадридського «Реала» Раулем. Також, забивши свої 336-й та 337-й голи за «Барселону», Ліонель Мессі встановив новий рекорд за кількістю забитих м'ячів за один іспанський клуб в усіх турнірах, випередивши колишнього нападника «Атлетік (Більбао)» Тельмо Сарру (335 голів).
16 березня 2014 року завдяки хет-трику в ворота «Осасуни» в 28 турі Прімери, Ліонель Мессі з показником в 371 забитий м'яч (344 — в офіційних матчах, 27 — в товариських матчах), став найкращим бомбардиром «Барси» за історію, враховуючи товариські зустрічі, побивши рекорд гравця каталонців 20-х років минулого століття Пауліно Алькантари, на рахунку якого 369 забитих м'ячів (142 — в офіційних матчах, 227 — в товариських матчах).
23 березня забивши три голи в ворота «Реал (Мадрид)» в 29 турі чемпіонату Іспанії, в якому
«Барселона» перемогла з рахунком 4-3, Ліонель Мессі перевершив декілька досягнень, зокрема став найкращим бомбардиром в історії «Ель Класіко» (21 гол), випередивши колишнього гравця «Реала» Альфредо Ді Стефано, на рахунку якого 18 забитих м'ячів,. та першим гравцем якому вдалося зробити два хет-трики за історію «Ель Класіко». Також Ліонель випередив іншого гравця «Реала» Уго Санчеса (234 голи) в списку найкращих бомбардирів за історію Прімери, вийшовши на друге місце з показником у 236 забитих м'ячів.

### Сезон 2014—2015

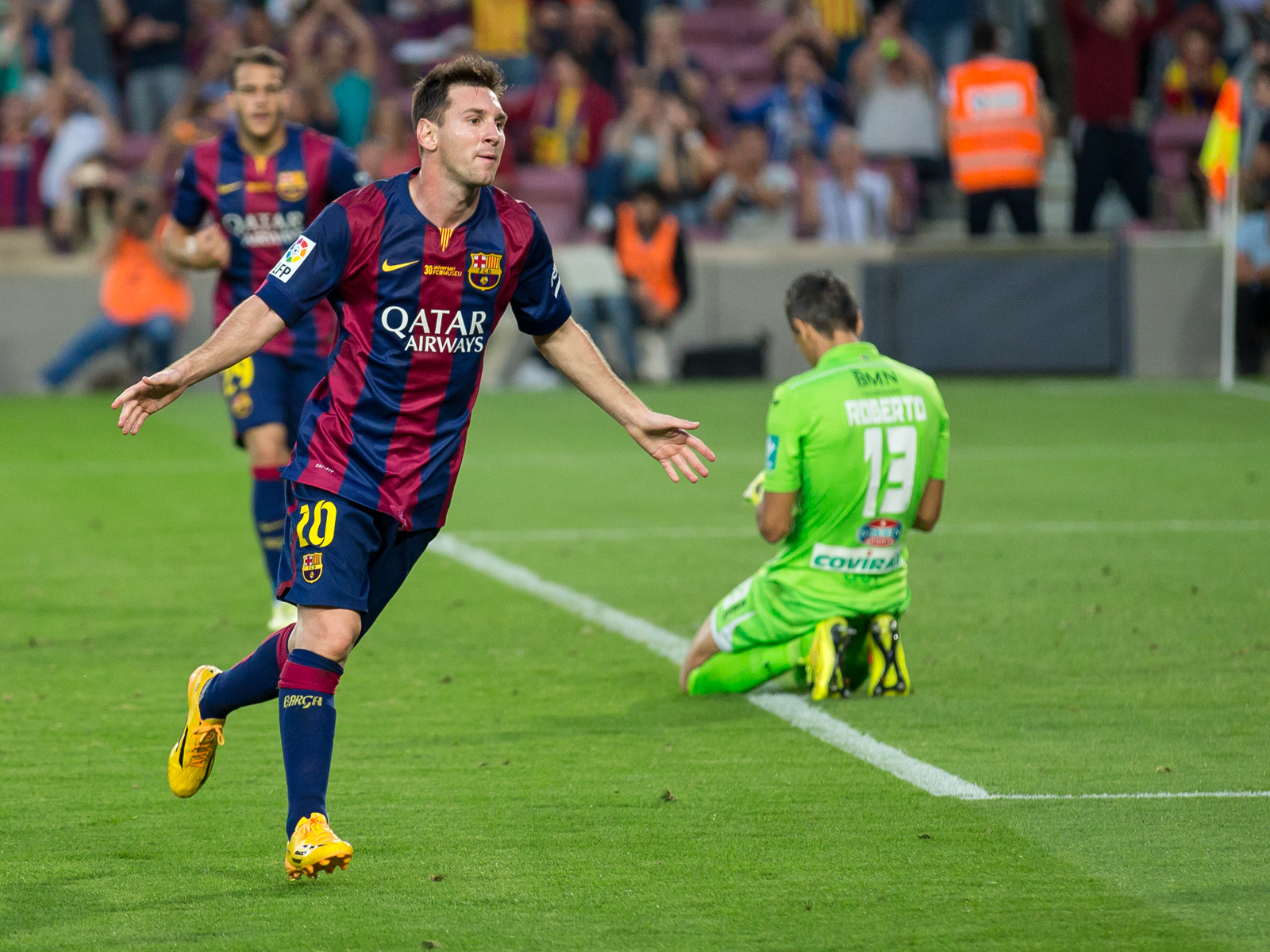
Мессі святкує свій другий гол у ворота «Гранади» у вересні 2014 року

24 серпня 2014 року Ліонель Мессі четвертий сезон поспіль відзначається дублем в стартовому матчі чемпіонату Іспанії, завдяки чому «Барселона» перемогла в домашньому матчі «Ельче» з рахунком 3-0.
21 вересня 2014 року три результативні дії Мессі (1 гол + 2 передачі) допомогли «Барселоні» здобути перемогу у виїзному матчі чемпіонату проти «Леванте» з рахунком 5-0.
28 вересня 2014 року Ліонель Мессі, відзначившись забитим м'ячем (першим з двох) на 62-й хвилині матчу 6 туру чемпіонату Іспанії проти «Гранади», досягнув позначки в 400 голів за кар'єру (358 — за «Барселону», 42 — за збірну Аргентини). Загалом у цьому матчі аргентинець набрав 4 очка за системою гол+пас (2+2), а його команда перемогла з рахунком 6-0.
18 жовтня 2014 року у домашньому матчі проти «Ейбара», в якому «Барса» перемогла з рахунком 3-0, Ліонель Мессі забив свій 250-гол у Прімері.
5 листопада 2014 року, забивши 2 голи у ворота амстердамського «Аякса» в рамках 4 туру ліги чемпіонів УЄФА, Ліонель Мессі повторив рекорд Рауля за кількістю забитих м'ячів у цьому турнірі — 71. Крім того, другий гол аргентинця став 1000-м м'ячем, забитим каталонським клубом в єврокубках.
22 листопада 2014 року Ліонель Мессі забивши 3 м'ячі у ворота «Севільї», та довівши число власних голів в чемпіонатах Іспанії до 253 голів, встановив новий рекорд результативності за історію Прімери, перевершивши досягнення гравця «Атлетік» (Більбао) 50-х років Тельмо Сарри, на рахунку якого 251 забитий м'яч.
25 листопада 2014 року оформивши хет-трик у виїзному матчі Ліги чемпіонів УЄФА проти кіпрського АПОЕЛя, Мессі встановив новий рекорд турніру — 74 забиті м'ячі. Також Мессі оновив власний рекорд за кількістю хет-триків у турнірі, довівши їх число до п'яти.
7 грудня 2014 року у матчі чемпіонату Іспанії проти Еспаньйола Ліонель відзначився черговим хет-триком (32-м за кар'єру).
12 січня 2015 року Ліонель Мессі, набравши 15,76 % очок за підсумками голосування на визначення найкращого футболіста світу, посів друге місце поступившись Кріштіану Роналду (37,66 %), який вдруге поспіль став володарем «Золотого м'яча ФІФА», про що було оголошено на церемонії вручення нагороди у швейцарському Цюриху.
18 січня 2015 року Ліонель відзначився трьома голами у воротах «Депортіво» у виїзному матчі 19 туру Ла Ліги. Це був 30 хет-трик Мессі у складі «Барселони».
Свій 31-й хет-трик за «Барселону» Мессі провів у ворота «Леванте» в матчі 23 туру Ла Ліги, що проходив 15 лютого 2015 року на Камп Ноу, зрівнявшись, таким чином, за кількістю хет-триків у складі іспанських клубів з рекордсменом Тельмо Саррою. Крім того, Ліонель наздогнав рекордсмена за кількістю хет-триків в іспанській першості Кріштіану Роналду (23 хет-трики). Слід також відзначити, що це був 300-й матч Ліонеля в Ла Лізі. А вже 8 березня, забивши 3 голи в ворота «Райо Вальєкано», Ліонель таки зумів вийти на 1 місце, як за кількістю хет-триків у складі іспанських клубів (32 хет-трики), так і в Прімері (24 хет-трики). Крім того, аргентинець наздогнав Кріштіану Роналду за кількістю голів в поточній першості Іспанії, в обох по 30 забитих м'ячів.
18 квітня 2015 року гол забитий у ворота Валенсії у 32 турі Ла Ліги, став для Ліонеля Мессі 400-м у складі «Барселони» в офіційних матчах. На рахунку аргентинця 278 голів у Ла Лізі, 75 голів у Лізі чемпіонів, 32 голи у Кубку Іспанії, 10 голів у Суперкубку Іспанії, 4 голи у Клубному чемпіонаті світу та 1 гол у Суперкубку Європи.
6 травня 2015 року Ліонель Мессі відзначився дублем та результативною передачею в першому матчі півфінального етапу Ліги чемпіонів проти «Баварії», в якому «Барселона» перемогла з рахунком 3 — 0.
17 травня 2015 року єдиний гол Мессі у виїзному матчі 37 туру Ла Ліги проти «Атлетико»
забезпечив «Барселоні» 23-й титул чемпіона Іспанії (7-й для Ліонеля) за тур до закінчення турніру.
30 травня 2015 року завдяки дублю Ліонеля у фіналі Кубка Іспанії, «Барселона» перемогла «Атлетик» з рахунком 3-1.
6 червня 2015 року Ліонель Мессі вчетверте за кар'єру став переможцем Ліги чемпіонів, завдяки перемозі в фінальному поєдинку «Барселони» над Ювентусом з рахунком 3-1. За підсумками турніру Ліонель поділив звання найкращого бомбардира з Неймаром та Кріштіану Роналду (по 10 забитих м'ячів), а також став найкращим асистентом (5 гольових передач).
16 липня 2015 року Мессі удостоївся премії ESPY як найкращий зарубіжний спортсмен 2015 року за версією ESPN.

### Сезон 2015—2016

Мессі проти Евера Банеги у матчі за Суперкубок УЄФА 2015

Новий сезон Ліонель Мессі розпочав з матчу за Суперкубок УЄФА, що проходив у Тбілісі, в якому суперником «Барселони» була Севілья, як переможець Ліги Європи УЄФА 2014—2015 рр.. Барселона здобула перемогу з рахунком 5-4, а Ліонель відзначився двома голами зі штрафних ударів та був визнаний найкращим гравцем матчу. Крім того, у цьому матчі аргентинець покращив декілька своїх досягнень, зокрема: здобув 25-й титул в клубній кар'єрі, і разом з Андресом Іньєстою, зрівнявся за цим показником з Хаві Ернандесом, також зумів наздогнати Кріштіану Роналду за кількість голів у єврокубках (80 голів), та вперше забив двічі зі штрафних ударів в одному матчі.
27 серпня під час церемонії жеребкування групового етапу Ліги чемпіонів, що проходила у Монако, Ліонелю Мессі вдруге в кар'єрі була вручена нагорода найкращому футболісту Європи сезону 2014/2015 рр. за версією УЄФА. За підсумками проведеного голосування Ліонель отримав 49 голосів з 54 можливих, його одноклубник Луїс Суарес отримав 3 голоси, а гравець «Реала» Кріштіану Роналду — 2 голоси. Найкращим голом європейського сезону 2014/2015 рр. визнано другий гол Ліонеля у ворота «Баварії» в домашньому півфінальному матчі Ліга чемпіонів УЄФА 2014—2015 років.
26 вересня 2015 року Ліонель Мессі отримав пошкодження коліна і був замінений на 10 хвилині матчу шостого туру чемпіонату Іспанії проти Лас-Пальмаса. Аргентинець повернувся на поле лише через 2 місяці вийшовши на заміну в «Ель Класіко», в якому «Барса» знищила «Реал» на «Сантьяго Бернабеу» з рахунком 4-0.
24 листопада 2015 року Ліонель відзначився дублем у воротах італійської «Роми» в 5 турі групового етапу Ліги чемпіонів.
20 грудня 2015 року Мессі втретє в кар'єрі став переможцем клубного чемпіонату світу. Ліонель забив переможний гол у фінальному матчі, в якому «Барселона» перемогла аргентинський «Рівер Плейт» з рахунком 3-0.
30 грудня Ліонеля Мессі вчетверте став найкращим футболістом світу за підсумками опитування журналу World Soccer. Набравши 927 очок, він випередив Кріштіану Роналду (702 очка) та свого одноклубника Неймара (675). Раніше Мессі визнавався найкращим футболістом світу в 2009, 2011 та 2012 рр., таким чином Ліонель випередив бразильця Роналду та португальця Кріштіану Роналду на рахунку яких по три перемоги в опитуванні журналу World Soccer.
9 січня 2016 року Ліонель відзначився хет-триком в матчі 19 туру чемпіонату Іспанії, в якому «Барселона» вдома перемогла Гранаду з рахунком 4-0. Це був 33-й хет-трик Ліонеля за «Барселону».
11 січня 2016 року Ліонеля Мессі вп'яте був визнано найкращим футболістом світу, про що було оголошено на церемонії вручення нагород Золотий м'яч ФІФА, що відбулася в швейцарському Цюриху. За підсумками голосування він випередив Кріштіану Роналду та Неймара.
3 лютого 2016 року оформив свій 34-й хет-трик за «Барселону» в півфінальному матчі Кубка Короля, в якому каталонці перемогли «Валенсію» з рахунком 7-0.
17 лютого 2016 року в матчі проти хіхонського «Спортінга», в якому «Барселона» перемогла з рахунком 3-1, Ліонель забив свій 300-й та 301-й голи у чемпіонатах Іспанії. Для цього аргентинцю знадобилося 334 гри. Крім цього, Мессі забив 10000-й гол «Барселони» в історії.
23 лютого 2016 дубль Мессі приніс «Барселоні» перемогу над «Арсеналом» у виїзному матчі 1/8 фіналу Ліги чемпіонів УЄФА.
3 березня 2016 року в матчі проти «Райо Вальєкано» Мессі оформив свій 35-й хет-трик за «Барселону» в 27-му турі чемпіонату Іспанії, в якому каталонці перемогли з рахунком 1-5.
17 квітня 2016 року в матчі 33-го туру Ла Ліги проти «Валенсії» Мессі забив свій 500-й гол у професійній кар'єрі.
24 квітня 2016 року, забивши гол «Спортингу» з Хіхона Ліонель Мессі вийшов на 5-те місце в рейтингу найкращих бомбардирів в чемпіонатах п'яти провідних європейських ліг (Англія, Іспанія, Німеччина, Франція, Італія). Аргентинець обійшов легендарного англійського нападника Діксі Діна, результат якого становив 310 голів.

### Сезон 2016—2017
Сезон 2016—2017 років Ліонель Мессі разом з «Барселоною» розпочали з перемоги над «Севільєю» у двоматчевому протистоянні за Суперкубок Іспанії з загальним рахунком 5-0 (2-0 на виїзді та 3-0 дома). На рахунку Ліонеля гольова передача в першому та гол + гольова передача у другому поєдинках. Цей трофей став для Ліонеля Мессі 29-м у складі «Барселони» та першим як капітана команди.
13 вересня 2016 року Ліонель відзначився трьома голами в 1-му турі групового етапу Ліги чемпіонів УЄФА, в якому «Барселона» перемогла шотландський «Селтік» з рахунком 7-0. Це був 6-й хет-трик Ліонеля у турнірі, і за цим показником він обійшов Кріштіану Роналду (5 хет-триків), а також ювілейний 40-й за кар'єру (36 — за «Барселону», 4 — за збірну Аргентини. Крім того, аргентинець встановив також інше досягнення: забив у 12-му сезоні ЛЧ поспіль, до цього це вдавалося зробити двом футболістам — Раяну Гіггзу і Раулю, які відзначалися голами в 16-ти та 15-ти сезонах поспіль відповідно.
17 вересня Мессі забив 2 голи «Леганесу» у виїзному матчі 4 туру чемпіонату Іспанії.
15 жовтня у домашньому матчі 8 туру чемпіонату Іспанії Депортіво, після двотижневої реабілітації від травми, Мессі вийшовши на заміну, вже через дві хвилини забив гол та довів рахунок матчу до 0-4. Гол Мессі став 180-м в домашніх матчах «Барселони». Таким чином, він обійшов легендарного форварда «Атлетика» з Більбао Тельмо Сарру, який забив 179 домашніх голів за басків в період з 1940 по 1955 рік.
19 жовтня Ліонель відзначився трьома голами у ворота Манчестер Сіті у третьому турі групового етапу Ліги чемпіонів УЄФА. Це був другий поспіль хет-трик аргентинця в Лізі чемпіонів, а також 7-й загалом за кар'єру у цьому турнірі.
22 жовтня завдяки дублю Мессі «Барселона» на виїзді перемогла «Валенсію» з рахунком 3-2 у 9 турі Ла Ліги. Крім того, Ліонель з показником 319 забитих голів вийшов на чисте четверте місце серед найкращих бомбардирів топ-5 європейських ліг за всю історію, випередивши англійського гравця Стіва Блумера (317 голів), що виступав у період 1892—1914 років. Попереду аргентинця залишаються Кріштіану Роналду (346 голів), Герд Мюллер (365 голів) та Джиммі Грівз (366 голів).
23 листопада 2016 року, оформивши дубль у виїзному матчі 5 туру Ліги чемпіонів УЄФА проти «Селтіка», Ліонель Мессі став першим футболістом в історії, який забив 100 голів у міжнародних клубних змаганнях. З цих 100 голів 92 він забив у Лізі чемпіонів, 5 — в матчах Клубного чемпіонату світу і 3 — в Суперкубку УЄФА (всього 119 ігор).
4 березня 2017 року Ліонель відзначився дублем та двома асистами на партнерів у матчі 26 туру Прімери, в якому «Барселона» здолала «Сельту» з рахунком 5:0.
19 березня 2017 року в матчі 28 туру Прімери проти «Валенсії» (рахунок 4-2) Мессі відзначився черговим дублем, який став для аргентинця 100-им в офіційних матчах за «Барселону». Крім того, Ліонель восьмий сезон поспіль досяг позначки у 40 забитих голів в усіх клубних турнірах.
23 квітня 2017 року Ліонель Мессі відзначився дублем у виїзному матчі проти мадридського «Реала», у якому «Барселона» перемогла з рахунком 3-2. Другий гол аргентинця на 92-й хвилині став переможним у матчі та 500-м для Ліонеля Мессі у футболці «Барселони».

### Сезон 2017—2018
26 серпня 2017 року завдяки дублю Ліонеля «Барселона» перемогла «Алавес» з рахунком 2-0. Перший з двох голів став для Мессі 350-им у чемпіонаті Іспанії.
9 вересня 2017 року хет-трик Мессі забезпечив «Барселоні» перемогу в дербі з «Еспаньйолом» з рахунком 5-0.
12 вересня 2017 року Ліонель відзначився дублем в матчі першого туру групового етапу Ліги чемпіонів, в якому «Барселона» перемогла «Ювентус» з рахунком 3-0. Це були перші голи для Мессі в ворота Джанлуїджі Буффона в чотирьох очних зустрічах.
19 вересня 2017 року Ліонель Мессі відзначився покером у матчі 5-го туру Прімери проти «Ейбар» (6:1). Це вже четвертий покер на рахунку аргентинця в чемпіонаті Іспанії за кар'єру.
18 жовтня 2017 року Мессі забив свій 100-й гол у єврокубках. Ця подія відбулася у матчі третього туру групового етапу Ліги чемпіонів проти грецького «Олімпіакоса», в якому «Барселона» перемогла з рахунком 3-1.
23 грудня 2017 року Ліонель відзначився голом та результативною передачею в «Ель Класіко» в матчі 17 туру Ла Ліги, в якому «Барселона» перемогла на виїзді з рахунком 3-0. У цьому матчі аргентинець побив рекорд Герда Мюллера за кількістю голів за один європейський клуб. Мессі забив 526-й гол за каталонську команду, а на рахунку Мюллера 525 голів за «Баварію», у складі якої він грав в 1964—1979 роках.
5 березня 2018 року гол Мессі точним ударом в дев'ятку зі штрафного забезпечив перемогу «Барселоні» над «Атлетіко (Мадрид)» з рахунком 1-0. Цей гол став 600-м в 747 матчах за «Барселону» (539 голів) та збірну Аргентини (61 гол).
14 березня 2018 року Ліонель відзначився дублем у матчі 1/8 фіналу Ліги чемпіонів проти «Челсі», в якому «Барселона» перемогла з рахунком 3-0, та вийшла до наступного раунду. Другий гол аргентинця у цьому матчі став для нього 100-м у Лізі чемпіонів. Таким чином, він став другим гравцем в історії, хто подолав рубіж у 100 голів у найпрестижнішому європейському турнірі. Попереду нього лише форвард мадридського Реала Кріштіану Роналду (117 голів). Також у цьому матчі Мессі забив найшвидший гол у своїй кар'єрі, а саме на 125-й секунді зустрічі. Попередній рекорд тримався на рівні 156-ї секунди (матч з «Расінгом» у Прімері).
7 квітня 2018 року Ліонель Мессі оформив свій 40-й хет-трик за «Барселону». Це сталося у матчі 31 туру чемпіонату Іспанії, в якому «Барса» переграла вдома «Леганес» з рахунком 3:1. Окрім того, перший гол у матчі став для аргентинця шостим забитим зі штрафного удару у цьогорічному розіграші Ла Ліги, що стало повторенням рекорду легендарного півзахисника «Барселони» Роналдінью.
21 квітня 2018 року «Барселона» вчетверте поспіль здобула Кубок Іспанії перемігши у фіналі «Севілью» з рахунком 5-0. Індивідуальний внесок Ліонеля Мессі у цьому матчі 3 очки (1 гол + 2 паси).
29 квітня 2018 року черговий хет-трик Мессі допоміг «Барселоні» здобути непросту перемогу над «Депортіво» з рахунком 4-2 та достроково оформити чемпіонство Іспанії за 4 тури до закінчення турніру.

### Сезон 2018—2019
12 серпня 2018 року «Барселона» обіграла «Севілью» в матчі за Суперкубок Іспанії 2018. Цей трофей став 33-м для Ліонеля Мессі в складі «Барселони», таким чином, Мессі перевершив Іньєсту, який завоював з «блаугранас» 32 трофеї та став найтитулованішим гравцем в історії Барселони.
Новий сезон Ла-Ліги Ліонель Мессі розпочав з дубля в матчі проти «Алавеса», в якому «Барселона» перемогла з рахунком 3-0. Його перший гол у матчі став 6000-м для «Барселони» в чемпіонатах Іспанії. Слід зазначити, що аргентинець був також автором 5000-го голу «Барселони» (2009 рік).

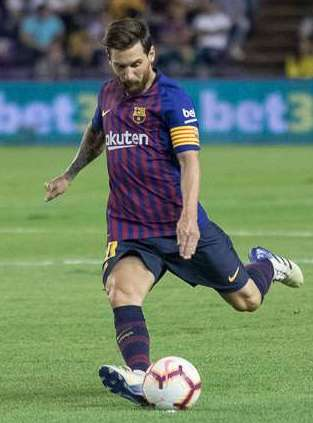
Мессі виконує штрафний удар у матчі з «Реал Вальядолід» у серпні 2018 року

18 вересня 2018 року Мессі оформив хет-трик у домашньому матчі з ПСВ Ейндговен (рахунок 4-0 на користь «Барселони») і став першим в історії Ліги чемпіонів, кому вдалося зробити це вісім разів.
Вийшовши на поле у 5 турі Ла-Ліги у матчі проти «Жирони» аргентинець зіграв свій 423 матч у чемпіонаті і став рекордсменом за кількістю проведених матчів серед легіонерів.
17 грудня 2018 року «Барселона» завдяки хет-трику і двом результативним передачам Ліонеля Мессі розгромила на виїзді Леванте в матчі 16-го туру Прімери. Аргентинець в поточному календарному році забив вже 50 голів за клуб і збірну, цю позначку йому вдалося досягти 8-й раз за останні 9 років
.
13 січня 2019 року у матчі проти «Ейбара» Мессі забив 400-ий гол у чемпіонаті Іспанії, ставши першим кому підкорилася ця позначка. Для цього аргентинцю знадобилося 435 матчів (0,92 гола за матч).
23 лютого 2019 року завдяки хет-трику Мессі «Барселона» зуміла обіграти на виїзді «Севілью» з рахунком 4-2. Цей хет-трик став для аргентинця ювілейним — 50-м (з них за Барселону — 44, за збірну Аргентини — 6).
13 березня 2019 року «Барселона» пробилась в 1/4 фіналу Ліги чемпіонів перемігши на «Камп Ноу» «Ліон» з рахунком 5-1, Ліонель відзначився 4-ма результативними діями (2 голи + 2 гольові передачі).
17 березня 2019 року аргентинець відзначився черговим хет-триком у виїзному матчі чемпіонату проти «Бетіса», а Барселона перемогла з рахунком 4:1. Ця перемога стала для Мессі 477-ю у футболці каталонського клубу в усіх турнірах, і за цим показником Ліонель обійшов легенду «блаугранас» Хаві, у якого 476 перемог за «Барселону». Слід відзначити третій гол Ліонеля, обігравшись з Ракитичем на вході у карний майданчик аргентинський нападник несподівано у дотик метрів з 20-ти закинув м'яч за комірець Лопесу у дальній кут. Заповнений стадіон «Естадіо Беніто Вільямарін» аплодував стоячи.
30 березня 2019 році два голи Мессі забезпечили «Барселоні» перемогу в каталонському дербі з рахунком 2-0. Звітний поєдинок став для аргентинця 675-м за «Барселону», і за цим показником Мессі випередив Андреса Іньєсту (674 матчі) поступаючись лише Хаві Ернандесу (767 матчі).
6 квітня 2019 року, забивши 1 гол, Мессі допоміг обіграти Атлетіко (2-0). Ця перемога стала для нього рекордною 335-ю в Ла-Лізі, попереднє досягнення належало ексворотарю мадридського «Реала» Ікеру Касільясу.
16 квітня 2019 року завдяки дублю Ліонеля Мессі «Барселона» перемогла «Манчестер Юнайтед» з рахунком 3-0, та вперше за 3 роки вийшла у півфінал Ліги чемпіонів.
27 квітня 2019 року «Барселона» достроково за 3 тури до закінчення турніру стала чемпіоном Іспанії перемігши у домашньому матчі «Леванте» з рахунком 1-0 (гол забив Мессі). Це 10-й титул чемпіона Іспанії для Ліонеля Мессі, і за цим показником аргентинець поступається лише гравцеві «Реала» 50-60-х років Франсіско Хенто, у якого 12 титулів.
1 травня 2019 року Ліонель Мессі відзначився дублем у першому півфінальному матчі Ліга чемпіонів УЄФА, у якому «Барселона» на «Камп Ноу» перемогла Ліверпуль з рахунком 3-0. Другий гол аргентинця у матчі став для нього 600-м на клубному рівні (всі голи у футболці «Барселони»). Та цього виявилося замало для виходу у фінал турніру, у повторному поєдинку «Барселона» на виїзді поступилася з рахунком 0-4.
19 травня 2019 року аргентинець двічі забив «Ейбару» в останньому турі чемпіонату Іспанії, та з показником 36 забитих м'ячів вшосте став найкращим бомбардиром іспанської першості повторивши рекорд Тельмо Сарри. Крім того, Мессі став найкращим бомбардиром з найбільшим відривом у 15 голів від найближчих переслідувачів (на рахунку Луїса Суареса та Каріма Бензема по 21 голу), побивши досягнення Уго Санчеса сезону 1986/1987 рр. — 14 голів переваги над Гарі Лінекером.

### Сезон 2019—2020
Початок сезону Мессі пропустив через травму, вперше вийшовши у стартовому складі лише у матчі 6-го туру Ла Ліги проти «Вільярреала», після двох виходів на заміну у попередніх матчах. Але через дискомфорт у м'язах лівого стегна був замінений після 1 тайму цього матчу, пропустивши також наступний матч чемпіонату проти «Хетафе». Перший повний матч сезону аргентинець провів 2 жовтня проти «Інтера» у матчі 2-го туру Ліги Чемпіонів, у якому Барселона перемогла з рахунком 2-1, а Ліонель відзначився гольовою передачею у переможному голі.
29 жовтня Ліонель відзначився 2 голами та 2 асистами у матчі чемпіонату проти «Вальядоліда», у якому «Барса» перемогла з рахунком 5-1. Перший із двох голів став 50-м для Лео, який був забитий прямим ударом зі штрафного.
9 листопада 2019 року Мессі відзначився хет-триком у домашньому матчі чемпіонату Іспанії проти Сельти (4-1), при чому усі три голи були ним забиті зі стандартів — один із пенальті та два зі штрафних ударів. Це були 52-й хет-трик та 52-й гол зі штрафного удару у кар'єрі Ліонеля. Крім того, Мессі провів вже 40 голів за календарний рік, встановивши фантастичний рекорд — Ліонель забиває стільки вже 11 років поспіль.
Наприкінці листопада у своєму 700-му матчі за «Барселону» Ліонель відзначився голом та двома результативними передачами у матчі Ліги чемпіонів про «Боруссії» із Дортмунда. Таким чином дортмундці стали 34-ю командою, якій забивав аргентинець в найпрестижнішому клубному турнірі, обійшовши за цим показником нападника Ювентуса Кріштіану Роналду та ексфорварда Реала Рауля, у яких по 33 уражені команди. Також Мессі визнали найкращим плеймейкером 2019 року за версією Міжнародної федерації футбольної історії та статистики (IFFHS), і за кількістю нагород Ліонель наздогнав рекордсмена Хаві Ернандеса, в обох — по 4 нагороди.
2 грудня 2019 року Ліонель Мессі вшосте став володарем Золотого М'яча, побивши рекорд за кількістю виграних «круглих» від «France Football».
7 грудня 2019 року аргентинець відзначився трьома забитими голами у матчі 16-го туру чемпіонату Іспанії проти «Мальорки» (5:2). Цей хет-трик став для Мессі 35-м в іспанському чемпіонаті, і таким чином він побив досягнення Кріштіану Роналду (34 хет-трики).
17 лютого 2020 року Лео Мессі разом із Льюїсом Гамільтоном став переможцем номінації «Кращий спортсмен року» за версією престижної премії «Laureus». Аргентинець став першим футболістом, який переміг у цій номінації.
22 лютого 2020 року Ліонель забив 4 голи у ворота «Ейбара» у матчі 25 туру іспанського чемпіонату.
1 липня 2020 року Мессі забив гол в ворота мадридського «Атлетіко», який став для аргентинця 700-м в кар'єрі футболіста.

### Сезон 2020—2021
17 січня 2021 року отримав першу червону картку в своїй кар'єрі за 753 зіграні матчі в футболці «блаугранас» у фінальному матчі за Суперкубок Іспанії проти «Атлетіка» (Більбао). На 120 хвилині матчу при нічийному рахунку Ліонель відмахнувся від нападника команди суперника Вільялібре, за що отримав червону картку і покинув поле, залишивши команду у меншості. У підсумку каталонці програли матч з рахунком 2:3.
21 березня 2021 року Ліонель Мессі став рекордсменом за кількістю матчів проведених за «Барселону», обійшовши за цим показником Хаві Ернандеса. Для аргентинця поєдинок проти Реал Сосьєдада став 768-м у футболці каталонського клубу (у Хаві Ернандеса — 767 матчів).
17 квітня 2021 року «Барселона» стала володарем Кубка Іспанії перемігши у фіналі «Атлетік» з рахунком 4-0. На рахунку Ліонеля дубль, завдяки чому йому вдалося оновити рекорд фіналів Кубка Іспанії. Аргентинець став першим футболістом в історії, який забив за всю кар'єру 9 голів у фіналах турніру, обійшовши за цим показником легенду «Атлетіка» Тельмо Сарру (8 голів).

## Кар'єра в «Парі Сен-Жермен»

### Сезон 2021—2022
1 липня 2021 року Ліонель став вільним агентом після закінчення контракту з ФК «Барселона». Представники клубу та Мессі досягли угоди і планували підписати новий контракт, але через фінансові перешкоди цього не зробили. 10 серпня Мессі підписав контракт із французьким клубом ПСЖ терміном на два роки та можливістю продовження ще на рік.

### Сезон 2022—2023
31 липня 2022 року «Парі Сен-Жермен» обіграв «Нант» в матчі за Суперкубок Франції 2022 з рахунком 4-0. Перший м'яч за парижан в даній зустрічі забив Ліонель Мессі. Цей трофей став 41-м для Ліонеля Мессі в кар'єрі.
7 серпня 2022 року новий сезон Ліонель розпочав з дубля в ворота «Клермона» в першому турі чемпіонату Франції, в якому «ПСЖ» переміг з рахунком 5-0.
26 лютого 2023 року Ліонель Мессі відзначився голом та двома результативними передачами у виїзному матчі чемпіонату Франції проти марсельського Олімпіка, у якому ПСЖ переміг з рахунком 3-0. Гол аргентинця у цьому матчі став для нього 700-м на клубному рівні (672 — у футболці «Барселони», 28 — за ПСЖ). Для досягнення цієї позначки йому знадобилося 840 матчів.
4 березня 2023 року завдяки голу забитому в ворота «Нанта» (4-2) в 26 турі чемпіонату Франції, Мессі досяг позначки у 1000 результативних дій у клубній кар'єрі: 701 гол + 299 асистів. За офіційними підрахунками, він став першим футболістом, хто досяг позначки у 1000 результативних дій в офіційних матчах за клубну кар'єру..
11 березня 2023 року гольова передача Ліонеля Мессі на Кіліана Мбаппе в матчі «ПСЖ» — «Брест» (2:1) стала 300-ю для аргентинця на клубному рівні.
24 березня 2023 року Ліонель Мессі забив 800-й гол у кар'єрі (збірна Аргентини — 99 голів, Барселона — 672 голи, ПСЖ — 29 голів). Сталося це у товариському матчі проти збірної Панами, коли капітан «Альбіселесте» зі штрафного з 24 метрів переправив м'яч у сітку та встановив остаточний рахунок у матчі — 2:0. Для досягнення цієї позначки аргентинцю знадобилось 1017 матчів.
8 квітня 2023 року відзначився забитим м'ячем у матчі 30 туру Ліги 1 проти «Ніцци», в якому його команда перемогла з рахунком 2-0. Цей гол став для аргентинця 702-м на клубному рівні в Європі, і це новий рекорд. Ліонель обійшов португальського форварда Кріштіану Роналду, який забив 701 гол, граючи за клуби у Європі. При цьому аргентинець набагато ефективніший, так як провів на 104 поєдинки менше португальця (845 проти 949).
27 травня 2023 року зігравши на виїзді зі Страсбуром внічию з рахунком 1-1 (гол забив Мессі), ПСЖ за тур до закінчення став переможцем чемпіонату Франції. Ліонель Мессі вдруге поспіль став чемпіоном Франції. Загалом це 43-й трофей у кар'єрі аргентинця, він зрівнявся з рекордним показником Дані Алвеса, який раніше виступав за Барселону.

## Кар'єра в «Інтер Маямі»

### Сезон 2023
15 липня 2023 року Ліонеля Мессі офіційно презентовано як футболіста клубу «Інтер Маямі». Аргентинець перейшов до «Інтер Маямі» на правах вільного агента, контракт з клубом розрахований на два сезони, до літа 2025 року.
22 липня 2023 року у Флориді Мессі дебютував за свою нову команду у матчі розіграшу Кубка Ліг, в якому «Інтер Маямі» зустрічався з мексиканським «Крус Асуль». Аргентинець з'явився на полі, вийшовши на заміну на 54-й хвилині. До цього його нова команда 6 матчів поспіль не здобувала перемогу. І саме гол Ліонеля перервав цю чорну смугу. У компенсований час зустрічі зірковий новачок підійшов до м'яча та влучно пробив зі штрафного у своєму стилі, не залишивши голкіперу шансів на порятунок. У результаті його команда перемогла з рахунком 2:1. У цьому матчі Ліонель Мессі відзначився черговим досягненням: аргентинець забив 700-й гол у кар'єрі без урахування пенальті (усього 108 голів з пенальті), у його найближчого переслідувача — це Кріштіану Роналду — 686 голів з гри. При цьому Мессі зіграв на 139 матчів менше за Роналду.
26 липня 2023 року «Інтер Маямі» переміг «Атланту Юнайтед» з рахунком 4-0, на рахунку аргентинця дубль та гольова передача. Для Ліонеля Мессі «Атланта Юнайтед» стала 100-м клубом у кар'єрі, ворота якого він вразив. Мессі також відзначився дублями у двох наступних матчах, що відбулися на стадії плей-оф Кубка ліг 2023, зокрема в 1/16 фіналу проти «Орландо Сіті» (3-1) та 1/8 фіналу проти «Даллас» (4-4). Ще по разу аргентинець відзначився в 1/4 фіналу проти «Шарлотт» (4-0) та у півфінальному матчі проти «Філадельфії Юніон» (4-1). Завдяки виходу у фінал Кубка Ліг «Інтер Маямі» кваліфікувався в Лігу чемпіонів КОНКАКАФ 2024.
19 серпня 2023 року Ліонель Мессі виграв свій перший трофей з «Інтер Маямі». У фінальному матчі Кубка Ліг, що відбувся на полі суперника у Нашвіллі, Ліонель відкрив рахунок у матчі феноменальним пострілом у дев'ятку, а основний час завершився нічиєю 1-1. Долю титулу вирішила наддовга серія пенальті, 10:9 — на користь клубу з Маямі після 11 ударів! Вирішальний пенальті не забив голкіпер «Нешвілла». Мессі було визнано найкращим гравцем турніру, а також Лео став найкращим бомбардиром турніру (10 голів). Цей титул став 44-м в кар'єрі Мессі, що дозволило йому стати одноосібним найтитулованішим гравцем в історії футболу (у Дані Алвеса — 43)..
23 серпня 2023 року «Інтер» Маямі завоював путівку до фіналу Відкритого кубка США. У півфіналі команда аргентинця за підсумками серії пенальті обіграла «Цинциннаті» — 3-3 (5-4 по пен). На рахунку Мессі два асисти, один з яких Ліонель виконав на 90+7 хвилині шикарним пасом з глибини поля, завдяки чому матч було переведено в овертайм.
26 серпня 2023 року Мессі дебютував в МЛС у виїзному матчі проти «Нью-Йорк Ред Буллз» вийшовши на заміну за рахунку 1:0 на користь своєї команди, та встановивши остаточний рахунок 2-0 на 89-й хвилині матчу.
30 жовтня 2023 року Ліонель Мессі увосьме отримав нагороду найкращому футболісту світу — «Золотий м'яч» від журналу «France Football». Набравши за результатами голосування 462 очки, аргентинець впевнено випередив найближчих переслідувачів Ерлінга Голлана та Кіліана Мбаппе на 105 та 192 очки відповідно.

### Сезон 2024
2 березня 2024 року Ліонель Мессі відзначився дублем у матчі 3-го туру МЛС проти «Орландо Сіті». На рахунку аргентинця стало 500 голів у національних чемпіонатах за всю кар'єру, зокрема Мессі забив 474 голи у чемпіонаті Іспанії, 22 — у чемпіонаті Франції та 4 — у МЛС.
27 квітня 2024 року аргентинець набрав три очка за системою гол+пас (2+1) у матчі 11-го туру МЛС проти «Нью-Інгленд Революшн». Після цього на його рахунку стало 1200 гольових дій за кар'єру: 832 голи та 368 асистів. Мессі став першим гравцем в історії, якому вдалося досягти такої позначки. Для цього йому знадобилося 1057 офіційних поєдинків.
4 травня 2024 року Мессі записав на свій рахунок 1 гол та 5 гольових передач у домашньому матчі 12-го туру МЛС проти Нью-Йорк Ред Буллз, в якому «Інтер Маямі» переміг з рахунком 6-2. Причому, усі шість результативних дій аргентинець здійснив лише за другий тайм цього матчу. Це вперше за свою кар'єру Ліонель віддав 5 асистів в одному матчі. Окрім того, пента-трик з асистів та 6 результативних дій в одному матчі стали новими рекордами результативності в МЛС.
2 жовтня 2024 року Ліонель Мессі допоміг «Інтер Маямі» завоювати трофей «Supporters' Shield», який вручається переможцям регулярного чемпіонату сезону МЛС. У виїзному матчі 32 туру проти головного конкурента «Коламбус Крю», аргентинець відзначився двома голами, а його команда перемогла з рахунком 3-2 та достроково за тури до завершення стала переможцем регулярного чемпіонату. Для нього це вже другий трофей у складі «Інтер Маямі», а загалом 46-й трофей у кар'єрі. За цим показником Ліонель Мессі залишається найтитулованішим гравцем в історії.
19 жовтня 2024 року Мессі відзначився трьома голами за 11 хвилин після виходу на заміну у другому таймі матчу останнього туру регулярного чемпіонату МЛС проти «Нью-Інгленд Революшн», в якому його команда перемогла з рахунком 6-2. Це був його перший хет-трик за «Інтер Маямі», а також перший «небарселонський» за клубну кар'єру (у складі «ПСЖ» аргентинець не відзначався трьома голами в одному матчі). Цей хет-трик зробив Ліонеля Мессі найкращим бомбардиром в історії «Інтер Маямі», загалом на його рахунку 33 голи (у еквадорця Леонардо Кампана — 32 забиті м'ячі). Перемога «Інтер Маямі» над «Нью-Інгленд Революшнн» дозволила клубу фінішувати з 74 очками у регулярному чемпіонаті, що стало рекордним показником за історію МЛС. Загалом регулярний сезон Мессі завершив з 20 голами та 10 гольовими передачами у 19 матчах.
6 грудня 2024 року Ліонеля Мессі був визнаний «найціннішим гравцем МЛС» за підсумками щорічного опитування, що проводиться серед гравців, представників ЗМІ та клубів МЛС. У підсумку набравши 38,43 % голосів аргентинець випередив колумбійця Хуана Ернандеса з «Коламбус Крю» (33,7 %).

### Сезон 2025
У новому сезоні «Інтер Маямі» взяв участь у Кубку чемпіонів КОНКАКАФ 2025 року, як переможець регулярного чемпіонату МЛС. В 1/16 фіналу турніру «Інтер Маямі» пройшов «Спортінг Канзас-Сіті» за сумою двох матчів з рахунком 4:1, в 1/8 — ямайський клуб «Кавалер» (4:0), а у 1/4 фіналу здолав «Лос-Анджелес» завдяки вражаючому камбеку: після поразки на виїзді 0:1 у першому матчі, у другому переміг з рахунком 3:1, Ліонель Мессі в тому поєдинку оформив дубль.. У півфіналі «Інтер Маямі» поступився «Ванкувер Вайткепс» з загальним рахунком 1:5 (1:3 вдома, 0:2 на виїзді), завершивши виступ за трофей. Особиста статистика Мессі у цьому турнірі: 7 матчів, 5 голів.
У травні 2025 року Ліонель Мессі вперше в сезоні та втретє загалом був визнаний найкращим гравцем місяця в МЛС. У семи травневих матчах чемпіонату аргентинець забив 7 голів і віддав 4 результативні передачі. «Інтер Маямі» у цих поєдинках здобув три перемоги, двічі зіграв унічию та зазнав двох поразок.
У червні 2025 року «Інтер Маямі», як команда-господар турніру та володар «Supporters' Shield», дебютувала на Клубному чемпіонаті світу. У груповому етапі команда посіла друге місце, зігравши внічию з єгипетським Аль-Аглі (0:0), здолала «Порту» (2:1) — історична перемога для клубу МЛС над європейською командою, при цьому Ліонель Мессі відзначився голом зі штрафного удару, — а також розійшлася миром з бразильським «Палмейрас» (2:2). Попри цей успіх, в 1/16 фіналу турніру команда зазнала поразки 0:4 від «Парі Сен-Жермен» — чинного переможця Ліги чемпіонів УЄФА, та завершила виступ на турнірі.

## Міжнародна кар'єра

### 2004—2005: успіх у молодіжній збірній (до 20 років)
Як людина, що має подвійне аргентино-іспанське громадянство, Мессі мав право вибору, за яку цих країн виступати. Селекціонери збірної Іспанії до 17 років почали переслідувати його 2003 року після того, як футбольний директор Барселони Карлес Решак дав знати Королівській іспанській футбольній федерації про свого молодого гравця. Мессі відхилив це запрошення, бо з дитинства мріяв грати за Ла Альбіселесте. Щоб ще більше відгородити його від Іспанії, Аргентинська футбольна асоціація в червні 2004 року організувала два товариські матчі до 20 років проти Парагваю та Уругваю з метою остаточно закріпити за ним статус гравця збірної Аргентини у ФІФА. Через п'ять днів після свого 17-го дня народження, 29 червня, він дебютував за свою країну проти Парагваю, забивши один раз і віддавши дві гольові передачі, а загалом команда перемогла 8-0. Згодом його внесли в заявку на молодіжний чемпіонат Південної Америки, який відбувся в Колумбії в лютому 2005 року. Оскільки за витривалістю Мессі поступався товаришам по команді, що було наслідком його колишнього дефіциту гормону росту, його випустили на заміну в шести з дев'яти матчів. Ставши гравцем матчу проти Венесуели, він забив переможний (2:1) гол у вирішальному останньому матчі проти Бразилії, тим самим забезпечивши їм третє місце у кваліфікації на молодіжний Чемпіонат світу 2005 року.
Усвідомлюючи свої фізичні обмеження, Мессі найняв особистого тренера для збільшення м'язової маси. На молодіжний чемпіонат світу, що проходив у червні на полях Нідерландів, він поїхав у поліпшеній формі. Мессі не вийшов у стартовому складі в першому матчі проти Сполучених Штатів, в якому Аргентина зазнала поразки 1-0. Старші гравці команди попросили тренера Франсіско Ферраро дозволити Мессі виходити в стартовому складі, бо вважали його найкращим гравцем команди. Допомігши збірній перемогти Єгипет та Німеччину і вийти з групового етапу, Мессі виявився результативним у матчах на вибування, коли зрівняв рахунок проти Колумбії, забив гол і зробив гольову передачу проти фаворитів іспанців, а також забив їхній перший гол проти чинних чемпіонів збірної Бразилії. Перед фіналом йому вручили Золотий м'яч як найкращому гравцеві чемпіонату. У фіналі Мессі забив два пенальті, а його команда перемогла збірну Нігерії 2–1. Для Аргентини це був п'ятий титул чемпіонів, а сам Ліонель став найкращим бомбардиром, забивши 6 м'ячів. Його виступи почали порівнювати з земляком Дієго Марадоною, який привів молодіжну збірну Аргентини до чемпіонського титулу 1979 року.

### 2005—2006: дебют в національній збірній і Чемпіонат світу
Виступ футболіста у команді до 20 років привернув увагу головного тренера старшої команди Хосе Пекермана й той викликав Мессі на гру в товариському матчі проти збірної Угорщини, що відбувся 17 серпня 2005 року. У віці 18 років Мессі дебютував за дорослу збірну Аргентини на стадіоні Ференц Пушкаш, вийшовши на заміну 63-й хвилині. Однак, він зіграв лише 40 секунд і відразу ж отримав червону картку за удар суперника ліктем. Вільмош Ванцак схопив Мессі за футболку й той вдарив захисника рукою, намагаючись відштовхнути його, що арбітр трактував як навмисне порушення. Повідомлялося, що Мессі плакав у роздягальні після вилучення. Першу свою офіційну зустріч Мессі провів 3 вересня 2005 року в матчі зі збірною Парагваю, що проходив у рамках відбіркового раунду Чемпіонату світу 2006. Перед початком гри він її назвав «повторним дебютом». У ній він вийшов на заміну на 80-й хвилині. Першою грою в стартовому складі для Мессі став наступний кваліфікаційний матч проти збірної Перу, в якому йому вдалося забити вирішальний пенальті, що забезпечив їм перемогу. Після матчу Пекерман назвав його «коштовністю». Мессі регулярно виступав за збірну напередодні Чемпіонату світу 2006 року. Перший свій гол він забив у товариському матчі проти Хорватії 1 березня 2006 року. Через тиждень травма підколінного суглоба поставила під загрозу його присутність на чемпіонаті світу, але все-таки його обрали до складу команди Пекермана. До початку турніру Мессі встиг відновити форму.
Попри травму, отриману наприкінці сезону 2005/06, Мессі потрапив до заявки національної збірної на чемпіонат світу 2006 в Німеччині. Перший матч проти збірної Кот-д'Івуару він пропустив, а його команда перемогла. У другому ж матчі проти Сербії та Чорногорії він став наймолодшим гравцем, який представляв Аргентину на чемпіонаті світу з футболу, коли вийшов на заміну на 74-й хвилині. Через кілька хвилин він зробив гольовий пас, а потім забив останній гол (загальний рахунок — 6:0). Цей м'яч зробив його наймолодшим бомбардиром турніру та шостим наймолодшим за всю історію чемпіонатів світу. Це був його перший гол за збірну в офіційних матчах. Оскільки команда собі вже забезпечила вихід у плей-оф, то під час останнього групового матчу тренер дав відпочити кільком гравцям стартового складу. Отже, Мессі розпочав гру проти Нідерландів, яка завершилася з рахунком 0-0, а команда посіла перше місце в групі завдяки кращій різниці м'ячів. У день свого 19-річчя Мессі зіграв у матчі 1/8 фіналу проти Мексики, замінивши Савіолу на 84-й хвилині. Матч завершився з рахунком 1:1. Він, здається, забив гол, але арбітр виніс суперечливе рішення «поза грою», а команді знадобився пізній гол у додатковий час, щоб пройти далі. Збірну Аргентини вважали одним з претендентів на перемогу, але «альбіселестес» в 1/4 фіналу поступились господарям — Німеччині у серії післяматчевих пенальті. Цей поєдинок Мессі провів на лаві запасних. Рішення Пекермана залишити його на лавці проти Німеччини потім зазнало критики з боку тих, хто вважав, що Мессі міг змінити результат матчу на користь Аргентини.

### 2007—2008: фінал Копа Америка 2007 та золото Олімпіади
До часу Кубку Америки 2007 у Венесуелі Мессі вже став одним із найкращих гравців у світі, тож забезпечив собі місце у стартовому складі національної збірної, а команду Альфіо Басіле вважали фаворитом цього турніру. Мессі провів усі 6 ігор та забив 2 голи. Він діяв у атакувальному ключі, ближче до вістря атаки, де грав Карлос Тевес. У першому матчі його команда перемогла збірну США з рахунком 4-1. Четвертий з цих голів забив Мессі. Потім з пенальті зрівняв рахунок у матчі проти Колумбії, який завершився перемогою Аргентини 4-2. Оскільки команда вже забезпечила була собі своє місце у фазі плей-оф, Мессі розпочав наступну гру проти Парагваю на лавці запасних, вийшовши на останні 25 хвилин за рахунку 0-0, допомігши своїй команді забити єдиний гол. Чвертьфінальний гол команді Перу, коли півзахисник, побачивши необачний ривок голкіпера вперед, технічно та делікатно перекинув перуанського воротаря з кута штрафного майданчика, визнали найгарнішим голом турніру. Його команда перемогла 4:0. У півфіналі він перекинув м'яч через воротаря збірної Мексики, забезпечивши ще одну перемогу 3-0. Зважаючи на часами невпевнене просування бразильців по турнірній драбині, а також відсутність кількох найкращих гравців, «альбіселестес» котувалися у фіналі як фаворити. Але Бразилія зіграла грамотно і дисципліновано, здобувши перемогу — 3:0. Ця несподівана поразка викликала значну критику в Аргентині, хоча Мессі здебільшого пробачили через його молодий вік та вторинний статус щодо зіркового гравця Хуана Романа Рікельме. КОНМЕБОЛ його визнав найкращим молодим гравцем турніру

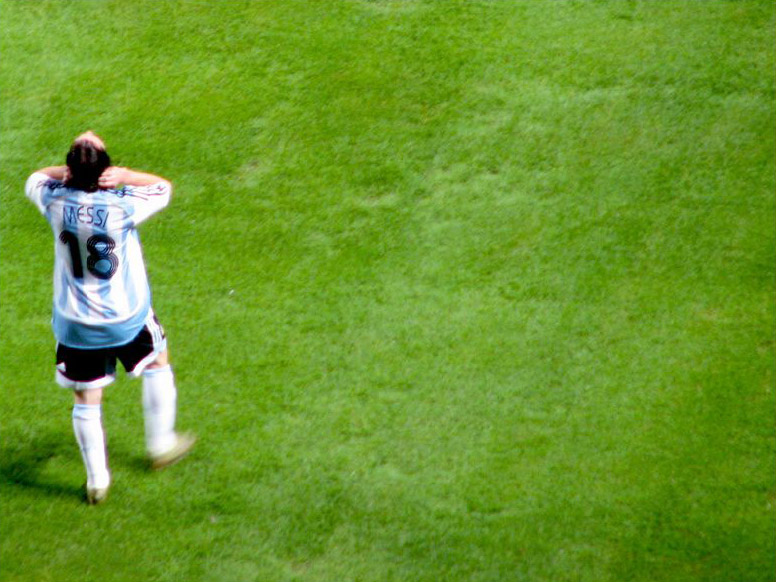
Мессі на Чемпіонаті Америки 2007

2008 року Мессі вирушив зі збірною Аргентини на Олімпійські ігри. «Барселона» не бажала відпускати Мессі на змагання, оскільки їх дати проведення збігалися з кваліфікаційними матчами Ліги чемпіонів. Тільки після розмови Мессі з новим головним тренером Жузепом Гвардіолою, переможцем олімпійського турніру 1992 року, клуб погодився відпустити гравця у команду Серхіо Батісти. У першому ж матчі проти Кот-д'Івуару Мессі забив свій перший гол на турнірі, допомігши команді перемогти 2–1. Після перемоги 1–0 у наступному матчі проти Австралії, що забезпечила їм вихід до чвертьфіналу, Мессі відпочив під час гри проти Сербії, а його команда виграла матч і посіла перше місце у своїй групі. У чвертьфіналі проти Нідерландів він забив перший гол і віддав гольовий пас, допомігши своїй команді перемогти 2:1 у додатковий час. У півфіналі Мессі взяв участь у розгромі Аргентини над збірною Бразилією (3:0), за яку грав його колишній одноклубник Роналдінью. У матчі за золоті олімпійські медалі Мессі віддав гольовий пас Анхелю Ді Марії, який і забив переможний гол у ворота Нігерії (1:0). Поруч із Рікельме, ФІФА виділила Мессі як визначного гравця в складі найкращої команди турніру.

### 2008—2011: спад у грі збірної
Від кінця 2008 року збірна пережила трирічний період, який відзначався поганими результатами. Під керівництвом Дієго Марадони, який привів Аргентину до перемоги на чемпіонаті світу як гравець, команда ледве пробилася на Чемпіонат світу 2010, забезпечивши собі місце в турнірі лише після перемоги над Уругваєм 1-0 у своєму останньому матчі відбору. Марадону критикували за його стратегічні рішення, зокрема за гру Мессі не на своїй звичній позиції. У восьми матчах кваліфікації під керівництвом Марадони Мессі забив лише один гол, перший гол у першому з цих матчів, коли його команда перемогла Венесуелу 4:0. Під час цієї гри, що відбулася 28 березня 2009 року, він вперше носив футболку Аргентини під номером 10 після завершення виступів за збірну Рікельме. Загалом Мессі забив 4 голи у 18 матчах кваліфікаційного турніру. Напередодні турніру Марадона відвідав Мессі в Барселоні, щоб дізнатись про його тактичне бачення; Тоді Мессі окреслив схему 4–3–1–2, де він сам грав позаду двох нападників, позиція плеймейкера, відома в аргентинському футболі як enganche, яка з дитинства була його улюбленою.
Попри погані виступи у кваліфікації, Аргентину вважали претендентами на титул на Чемпіонаті світу в Південній Африці. На початку турніру нове покоління довело свою боєздатність. Мессі, як і очікувалося, зіграв у першому матчі збірної Аргентини на чемпіонаті світу проти збірної Нігерії, аргентинці виграли 1:0, сам півзахисник мав кілька хороших можливостей забити, але нігерійців рятував їх воротар Вінсенте Еньєама. Мессі почав в основному складі і матч проти Південної Кореї, який завершився впевненою перемогою збірної Аргентини з рахунком 4:1, він взяв участь у всіх гольових комбінаціях команди і допоміг Ґонсало Іґуаїну зробити хет-трик, однак на його рахунку в цьому матчі так і не було жодної результативної передачі. Оскільки Аргентина гарантувала собі місце в матчах на вибування, то більшість гравців стартового складу відпочивали під час останнього групового матчу, але Мессі, як повідомляють, відмовився сідати на лаву запасних. На третій і останній матч у групі проти Греції Мессі вийшов на поле з капітанською пов'язкою, тим самим ставши наймолодшим капітаном в історії збірної Аргентини. Матч завершився перемогою аргентинців 2:0. Мессі зіграв добре і був визнаний найкращим гравцем матчу. Хоча він знову не заробив жодного балу за системою гол + пас, але допоміг команді забити другий гол і тим самим допоміг Аргентині посісти перше місце в групі.
За підсумками групового турніру Ліонеля Мессі визнали найнепродуктивнішим для своєї команди гравцем на турнірі. Багато в чому це було обумовлено великою кількістю нереалізованих Мессі моментів і відсутністю голів та результативних передач, попри загалом корисні командні дії.
У матчі 1/8 фіналу Ліонель, нарешті, відзначився результативною передачею, проте гол, забитий Карлосом Тевесом, викликав черговий суддівський скандал, оскільки нападник аргентинців був у явному положенні поза грою, чого не помітив італійський арбітр. Потім Іґуаїн і Тевес забили ще по голу (підсумковий рахунок 3:1).
У матчі 1/4 фіналу Аргентина з великим рахунком поступилася збірній Німеччини — 4:0 і вибула з подальшої боротьби. Вона вибула на тому ж етапі й від того ж суперника, що й чотири роки перед тим. Рахунок 4–0 був їхньою поразкою з найбільшою різницею м'ячів починаючи з Чемпіонату світу 1974 року. Попри розгромну поразку збірної Аргентини, ФІФА визначила Мессі одним з 10 найкращих гравців турніру, посилаючись на його «видатний» темп та креативність та «захопливий та ефективний» дриблінг, удари та передачі. Однак, удома Мессі зазнав суворішої критики. Його вважали найкращим гравцем у світі, тому очікували, що він приведе посередню команду до титулу, як це зробив Марадона на Чемпіонаті світу 1986 року. Але він не зміг повторити зі збірною свої виступи на клубному рівні в Барселоні. На адресу футболіста лунали звинувачення, що він менше дбає про країну, ніж про клуб.

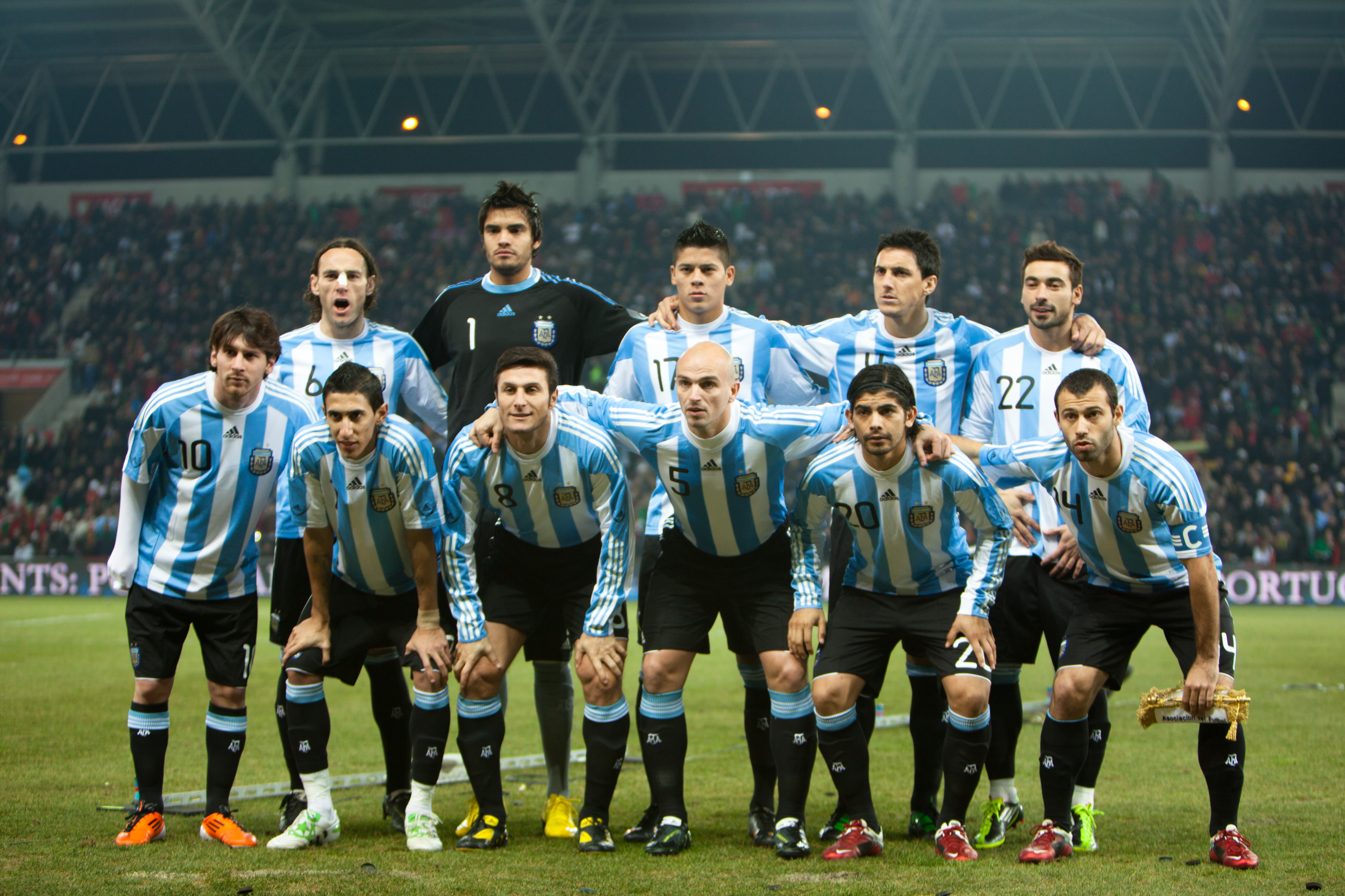
Мессі в складі збірної Аргентини перед товариським матчем проти збірної Португалії в лютому 2011 року

Марадону замінив Серхіо Батіста, який 2008 року привів Аргентину до олімпійського золота. Батіста публічно заявив, що має намір створити команду навколо Мессі, використовуючи його як фальшиву дев'ятку в системі 4-3–3, як це з великим успіхом робили в Барселоні. Попри те, що в клубному сезоні 2010–11 Мессі забив рекордні 53 голи, за збірну Аргентини в офіційному матчі він не забивав з березня 2009 року. Попри зміни в тактиці команди, його гольова посуха продовжилася під час Кубку Америки 2011 року, що відбувся в Аргентині. Перший матч збірна Аргентини проводила проти збірної Болівії. Матч закінчився внічию 1-1, а Мессі визнали гравцем матчу. Друга гра, в якій суперником збірної Аргентини була збірна Колумбії завершилася з рахунком 0-0. ЗМІ та шанувальники відзначали, що він не добре поєднується з нападником Карлосом Тевесом, який користувався більшою популярністю серед аргентинської публіки; Мессі сильно освистали та розкритикували власні вболівальники, які стверджували, що аргентинець грав не так, як він це робить у клубі «Барселона». В третьому матчі групового турніру проти збірної Коста-Рики, в якому Аргентина перемогла з рахунком 3-0, Мессі відзначився двома гольовими передачами на Серхіо Агуеро та Анхеля Ді Марію. У чвертьфіналі Мессі допоміг результативною передачею зрівняти рахунок, а збірна Аргентини після рахунку 1-1 в основний та додатковий час поступилася майбутньому переможцю турніру збірній Уругваю по пенальті 4-5

### 2011—2013: капітанська пов'язка
Після невдалого виступу Аргентини в Кубку Америки Батісту замінив Алехандро Сабелла. Після призначення на посаду в серпні 2011 року Сабелла призначив 24-річного Мессі капітаном. Закритий від природи, Мессі вів уперед команду своїм прикладом найкращого гравця, а Маскерано продовжував виконувати роль лідера на полі та мотиватора. Надалі Сабелла звільнив Тевеса і поставив гравців, з якими Мессі виграв молодіжний чемпіонат світу та Олімпійські ігри. Тепер, граючи вільну роль у поліпшеній команді, Мессі перервав свій безгольовий період, забивши в їхньому першому відбірковому матчі чемпіонату світу проти Чилі 7 жовтня свій перший офіційний гол за Аргентину за два з половиною роки. 13 жовтня в матчі відбіркового турніру ЧС-2014 Ліонель Мессі відзначився двома голами у воротах збірної Уругваю (рахунок матчу 3-0).
За Сабелли результативність Мессі різко зросла. Якщо за попередніх тренерів він забив лише 17 м'ячів у 61 матчі, то за наступні 3 роки відзначився 25 разів у 32 зустрічах. Загалом 2012 року він забив за Аргентину 12 голів у 9 матчах, зрівнявшись з рекордом Габрієля Батістути за кількістю голів у календарному році за збірну своєї країни. Перший свій хет-трик за «Альбіселесте» він забив у товариському матчі проти Швейцарії 29 лютого 2012 року, після чого були ще два хет-трики протягом наступних півтора року в товариських матчах проти Бразилії та Гватемали. 15 червня 2013 року Ліонель Мессі, оформивши хет-трик в товариському матчі у ворота збірної Гватемали, забив свої 33-й, 34-й та 35-й м'ячі у складі збірної Аргентини. Таким чином, він обійшов у реєстрі бомбардирів національної збірної Дієго Марадону, на рахунку якого 34 голи. 11 вересня 2013 року Мессі забив 2 голи у ворота збірної Парагваю в відбірковому турнірі чемпіонату світу 2014 року, в якому збірна Аргентини перемогла з рахунком 5-2. Таким чином Ліонель Мессі, маючи в активі 37 забитих м'ячів, вийшов на чисте друге місце серед найкращих бомбардирів збірної, яке він раніше ділив з Ернаном Креспо. Загалом під час відбіркової кампанії він забив 10 голів у 14 матчах. Що краще виступав футболіст, то краще до нього ставились в Аргентині.

### Чемпіонат світу 2014
На чемпіонаті світу 2014 року в Бразилії Ліонель Мессі був капітаном збірної Аргентини. Напередодні турніру були певні сумніви щодо його форми, оскільки невдалий сезон «Барселони» для самого футболіста позначився травмами. Втім, у перших чотирьох матчах його визнали найкращим гравцем. У дебютному матчі групового етапу Мессі відзначився переможним голом на 65-й хвилині у ворота збірної Боснії і Герцеговини, забивши свій перший з 2006 року гол в рамках фінальних частин чемпіонатів світу.
У наступному матчі збірна Аргентини перемогла збірну Ірану з рахунком 1-0, та забезпечила собі таким чином вихід в плей-оф чемпіонату. Єдиний гол наприкінці матчу, вже в доданий арбітром час гри, забив Ліонель Мессі ударом з відстані 25 метрів, це був 40-й гол Ліонеля за збірну Аргентини. В останньому матчі групового етапу, завдяки 2 голам Ліонеля у ворота збірної Нігерії, аргентинці перемогли з рахунком 3-2 та посіли 1 місце в групі F.
.
В 1/8 фіналу збірна Аргентини зустрічалася зі збірною Швейцарії та перемогла з рахунком 1-0. Переможний гол забито на 118 хвилині після феноменального проходу та ідеального пасу Ліонеля Мессі на Анхеля ді Марію, який свій шанс не змарнував. Мессі вчетверте поспіль було обрано найкращим гравцем матчу.

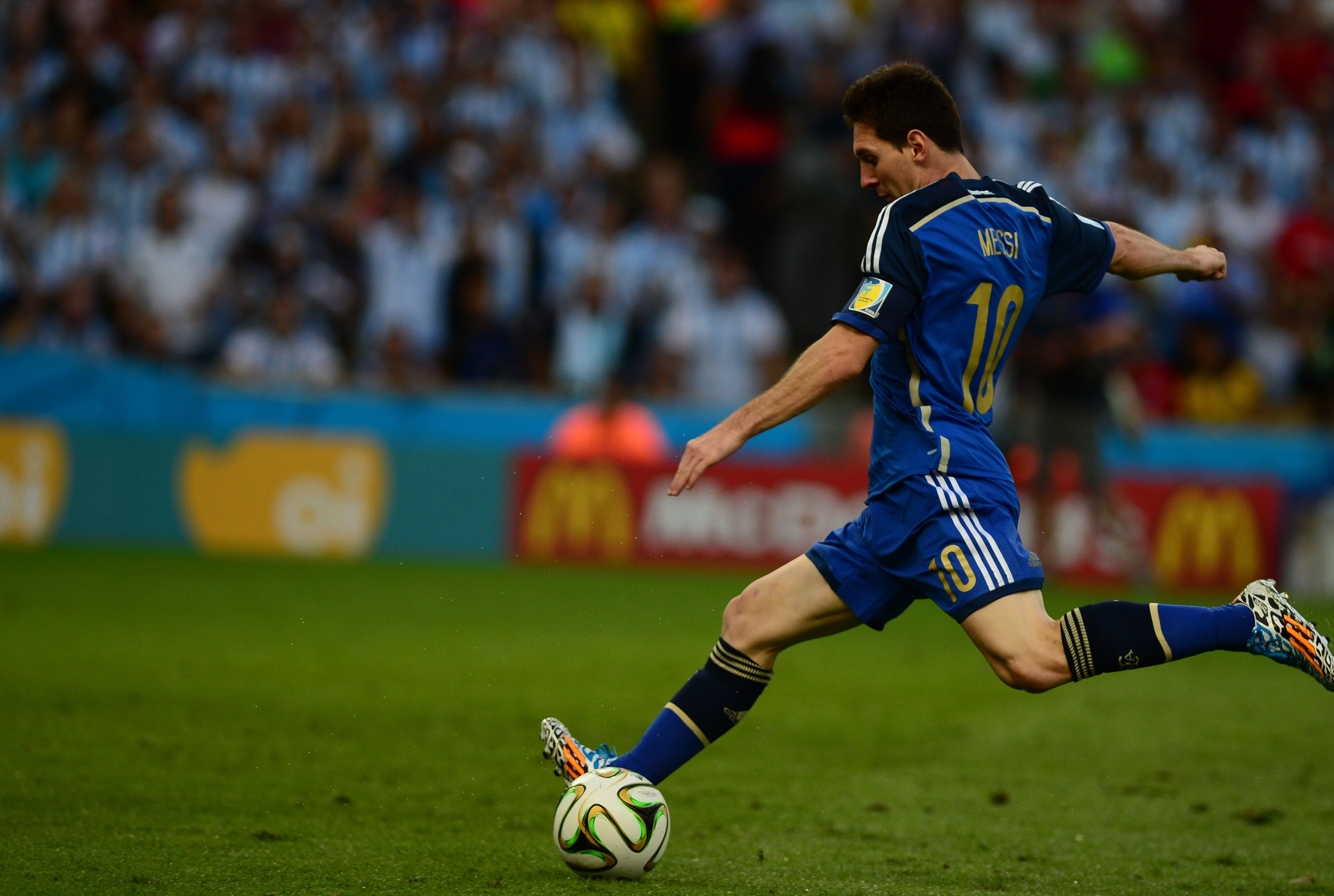
Мессі у матчі проти Німеччини, фінал ЧС-2014

В чвертьфінальному матчі проти збірної Бельгії Мессі розпочав атаку, яка призвела до переможного та єдиного голу в матчі забитого Гонсало Ігуаїном, допомігши Аргентині вийти до півфіналу Кубка світу вперше з 1990 року.
У півфіналі збірна Аргентини зустрічалася зі збірної Нідерландів, та після нічиї в основний та додатковий час з рахунком 0-0, змогла перемогти в серії післяматчевих пенальті з рахунком 4-2. У цьому матчі Ліонель Мессі був практично виведений з гри завдяки чудовій грі захисників суперника, але свій гол в післяматчевих пенальті забив. Аргентинці вперше за 24 роки вийшли у фінал чемпіонату світу. Мессі забив перший пенальті своєї команди.
11 липня 2014 року технічний комітет ФІФА вніс Ліонеля Мессі до списку з 10 футболістів для визначення найкращого гравця турніру.

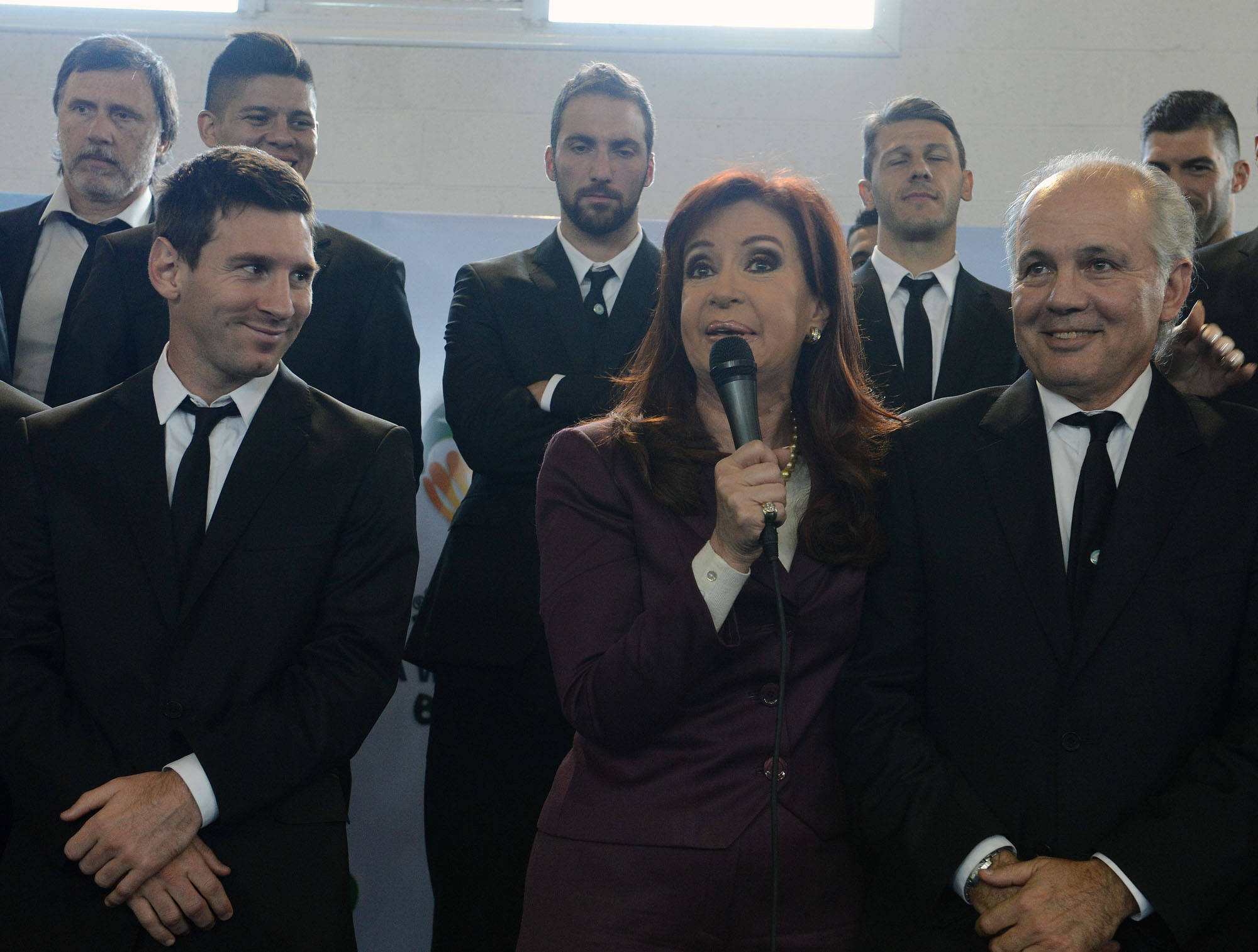
Президент Аргентини Крістіна Фернандес де Кіршнер та віцечемпіони світу

13 липня 2014 року фінальний матч чемпіонату світу 2014 року став повторенням фіналу 1990 року, коли найкращому гравцеві світу (Мессі / Марадона) протистояла найкраща команда світу (збірна Німеччини). Через пів години гри Мессі розпочав атаку, яка призвела до гола, але суддя показав офсайд. Він не скористався кількома можливостями відкрити рахунок упродовж усього матчу, зокрема на початку другого тайму, коли його прорив завершився ударом повз дальню штангу. Попри непогану гру Ліонеля Мессі, який мав декілька шансів забити гол, та збірної Аргентини загалом, долю матчу вирішив єдиний гол гравця збірної Німеччини Маріо Гетце, що вийшов на заміну, забитий на 113 хвилині матчу.
Забивши 4 голи, Ліонель Мессі поділив 3-4 місце з Неймаром серед найкращих бомбардирів турніру, а його 2 голи, зокрема проти Нігерії та Боснії і Герцеговини, за підсумками голосування посіли 9-те та 8-ме місця відповідно серед найкрасивіших голів чемпіонату. Також Мессі найчастіше на турнірі здобував нагороду найкращого гравця матчу (4 рази).
По завершенні фіналу чемпіонату світу Ліонель Мессі був удостоєний нагороди «Золотий м'яч», як найкращий гравець турніру, випередивши за підсумками голосування Томаса Мюллера і Арьєна Роббена,. Також за підсумками турніру увійшов до символічної збірної ФІФА. Однак його вибір викликав критику через відсутність голів у матчах на вибування; Президент ФІФА Сепп Блаттер висловив здивування, а Марадона припустив, що Мессі незаслужено обрали з маркетингових міркувань.

### Копа Америка 2015
На Копа Америка 2015, що проходив у Чилі, збірна Аргентина на чолі з колишнім тренером «Барселони» Тата Мартіно виступала як фаворит зважаючи на статус віцечемпіонів світу. У першому матчі групового турніру аргентинці зіграли внічию 2-2 зі збірною Парагваю, Мессі відзначився голом з пенальті. Це був єдиний гол Ліонеля на турнірі. У матчах проти Уругваю та Ямайки, в яких аргентинці перемогли з однаковим рахунком 1-0, Ліонель результативними діями не відзначався. Матч проти Ямайки був сотим для Ліонеля Мессі у складі національної збірної, і він став лише п'ятим аргентинцем, який подолав позначку в 100 проведених матчів за національну збірну Аргентини. У своїх 100 виступах він забив 46 м'ячів, 22 з яких припали на офіційні змагання.
Перетворившись із символічного капітана команди на справжнього лідера, Мессі вивів Аргентину в матчі на вибування з першого місця в групі. У чвертьфіналі турніру аргентинцям протистояла збірна Колумбії. Аргентинці створили багато гольових моментів, зокрема удар Мессі з відскоку головою, але колумбійців рятував воротар, і в кінцевому підсумку матч закінчився безрезультатно. У серії післяматчевих пенальті перемогли аргентинці 5–4, а Мессі виконав перший точний удар своєї команди. У півфінальному матчі, в якому Аргентина перемогла Парагвай з рахунком 6-1, Ліонель відзначився як плеймейкер, віддавши три гольові передачі, та взявши безпосередню участь ще в трьох голах. Аргентину вважали беззаперечним фаворитом у фінальному матчі проти господарів турніру збірної Чилі, та не реалізувавши свою перевагу в основний та додатковий час матчу (рахунок 0-0), аргентинці поступилися в серії післяматчевих пенальті з рахунком 4-1. Зіткнувшись з агресією суперників, зокрема зазнавши удару ногою в діафрагму, Мессі зіграв нижче своїх можливостей, хоча він єдиний серед аргентинців, хто реалізував свій пенальті. Попри те, що Ліонель Мессі був визнаний найкращим гравцем турніру (відмовився від нагороди), він отримав велику порцію критики від аргентинських ЗМІ та вболівальників.

### 2016: Копа Америка Сентенаріо
Турнір присвячений сторіччю проведення Кубка Америки збірна Аргентини розпочала з реваншу проти збірної Чилі, здобувши перемогу з рахунком 2-1. Ліонель Мессі не брав участі в цьому матчі через травму спини, якої зазнав у товариському матчі зі збірною Гондурасу, що відбувся 27 травня 2016 року. У другому матчі проти збірної Панами, не відновившись повністю від травми, Ліонель вийшов на заміну на 61-й хвилині та зумів оформити хет-трик за 28 хвилин, завдяки чому аргентинці перемогли з рахунком 5-0 забезпечивши собі місце у чвертьфіналі. В останньому матчі групового турніру Аргентина перемогла Болівію з рахунком 3-0, Ліонель повністю відігравши другий тайм результативними діями не відзначився.
18 червня 2016 року у чвертьфіналі «Копа-Америка» аргентинці перемогли Венесуелу з рахунком 4-1. Мессі знову став найкращим гравцем матчу, відзначившись двома результативними передачами і одним голом, що дозволило йому зрівнятись із рекордом Габрієля Батістути 54 голи в офіційних матчах за національну збірну У півфіналі Аргентина перемогла господарів турніру збірну США з рахунком 4-0. У цьому матчі Мессі зробив дві гольові передачі й забив штрафний удар. У такий спосіб він довів кількість своїх голів у складі національної команди до 55 у 112 матчах і став найкращим бомбардиром в історії збірної Аргентини. Другий рік поспіль Аргентина потрапила до фіналу змагань.
У фінальному поєдинку, який відбувся 26 червня 2016 року, збірна Аргентини другий рік поспіль зіграла зі збірною Чилі. Мессі не реалізував післяматчевий пенальті — аргентинці поступились 2:4 в серії (основний час — 0:0). Це була третя поспіль поразка Мессі у фіналі великого турніру з Аргентиною та його четверта загалом. Після матчу він заявив, що завершує виступи за збірну: «Я зробив усе, що міг. Я закінчую з міжнародної кар'єрою. Це моє рішення». Мессі посів друге місце в змаганні бомбардирів, поступившись Едуардо Варгаса, з п'ятьма голами, і з чотирма гольовими передачами став найкращим асистентом. Втім, нагороду «Золотий м'яч» як найкращий гравець, отримав Алексіс Санчес.

### «Не йди, Лео»
Коли Мессі оголосив, що завершує кар'єру, в Аргентині розпочалася кампанія, щоб Мессі змінив свою думку. В аеропорту Буенос-Айреса Його вітали вболівальники з плакатами на кшталт «Не йди, Лео». Президент Аргентини Маурісіо Макрі закликав Мессі не припиняти виступи за збірну, заявивши: «Нам пощастило, саме це приносить задоволення в житті. Божий дар — мати найкращого гравця світу в такій футбольній країні, як наша… Ліонель Мессі — це найбільше, що ми маємо в Аргентині, і ми повинні дбати про нього». Мер Буенос-Айреса Гораціо Родрігес Ларрета відкрив у столиці статую Мессі, щоб переконати його переглянути своє рішення. У соціальних мережах NoTeVayasLeo став глобальною тенденційною темою і навіть списком відтворення на Spotify. Кампанія також тривала на вулицях і проспектах аргентинської столиці. 2 липня приблизно 50 000 прихильників вирушили до Обеліска Буенос-Айреса, застосовуючи те саме гасло.

### Повернення
Лише через тиждень після того, як Мессі оголосив про завершення міжнародної кар'єри, аргентинська газета Ла Насьйон повідомила, що він розглядає можливість повернутись у збірну, щоб зіграти у відбіркових змаганнях до Чемпіонату світу з футболу 2018 року у вересні. 12 серпня було підтверджено, що Мессі передумав завершувати кар'єру в національній збірній, і його внесли до складу команди на майбутні відбіркові матчі Чемпіонату світу з футболу 2018 року. 1 вересня 2016 року першій грі після повернення Мессі відзначився, а його збірна перемогла у кваліфікаційному матчі Уругвай з рахунком 1:0.
28 березня 2017 року Мессі відсторонили на чотири гри збірної за образу на адресу помічника арбітра у грі проти Чилі 23 березня 2017 року. Його також оштрафували на 10 000 CHF. 5 травня 2017 року ФІФА зняла відсторонення на чотири матчі Мессі, а також його штраф у розмірі 10 000 швейцарських франків після того, як футбольна асоціація Аргентини оскаржила вердикт. Тож тепер він міг грати в решті відбіркових матчів. 11 жовтня 2017 року збірна Аргентини була за крок від великого провалу. Невиразна гра протягом усього відбору призвела до того, що альбіселесті перед останнім туром опустились на шосте непрохідне місце. Вони могли не потрапити на Чемпіонат світу вперше від 1970 року. Щоб все ж здобути право участі в наступному чемпіонаті світу Аргентині вкрай потрібно було перемагати Еквадор на її полі, розташованому на висоті майже три тисячі метрів над рівнем моря. Рятівником аргентинців став Ліонель Мессі, завдяки хет-трику якого збірна Аргентини здолала еквадорців з рахунком 3-1 та забезпечила собі вихід на чемпіонат світу з третього місця. Аргентина не перемагала Еквадор у Кіто з 2001 року. Завдяки трьом голам у цьому матчі Мессі разом з Луїсом Суаресом став очолювати список бомбардирів у відбіркових турнірах від КОНМЕБОЛу — 21 гол. Попередній рекорд утримував його співвітчизник Ернан Креспо.

### Чемпіонат світу 2018

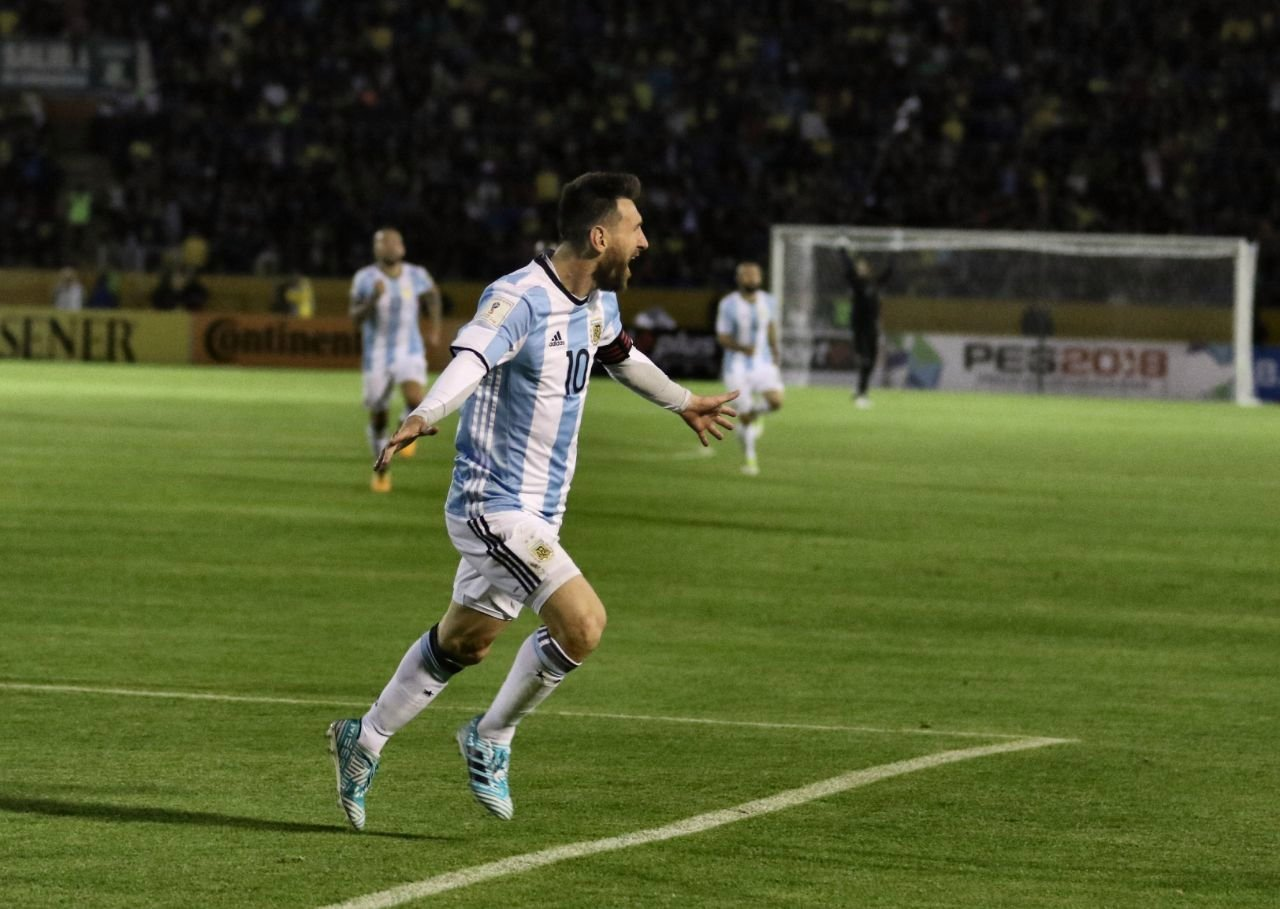
Ліонель Мессі святкує гол у ворота збірної Еквадору

Аргентина невдало провела відбірковий турнір. Лише виступ Мессі в останньому матчі дозволив їй потрапити на Чемпіонат світу Чемпіонат світу 2018 року. Тому прогнози на сам турнір були невтішними, тим більше коли в березні 2018 року команда без травмованого Мессі року програла Іспанії 6–1. Напередодні першого матчу Аргентини в ЗМІ точилися спекуляції щодо того, чи це буде останній чемпіонат світу для Мессі. 16 червня в першому матчі групового етапу проти збірної Ісландії Мессі не забив потенційно переможний пенальті, й матч завершився 1-1. 21 червня в другій грі Аргентина програла Хорватії 3-0. Після матчу тренер Аргентини Хорхе Сампаолі казав про відсутність якості в грі команди навколо Мессі, «дійсність аргентинської команди затуманює його [Мессі] блиск». Мессі лише 49 разів торкнувся м'яча і лише двічі в штрафному майданчику Хорватії. Сампаолі заявив: «Ми просто не могли віддати йому пас, щоб він створював ситуації, до яких звик. Ми працювали над тим, щоб дати йому м'яч, але суперник також наполегливо працював, щоб не залишити його без м'яча. Ми програли цю битву». Півзахисник Хорватії Лука Модрич також заявив після матчу: «Мессі — неймовірний гравець, але він не може все робити сам».
Останній груповий матч проти Нігерії, що відбувся 26 червня на стадіоні «Крестовський» у Санкт-Петербурзі, завершився перемогою Аргентини з рахунком 2-1. Мессі забив перший гол, ставши третім аргентинцем після Дієго Марадони та Габріеля Батістути, які забивали в трьох різних Чемпіонатах світу. Він також став першим гравцем, який забив на чемпіонаті світу у підлітковому, двадцятирічному та тридцятирічному віці. Аргентина вийшла в матчі на вибування з другого місця в групі після Хорватії. 30 червня в матчі 1/16 фіналу проти майбутніх чемпіонів Франції Мессі віддав результативні передачі Габріелеві Меркадо та Серхіо Агюеро. Сама команда зазнала поразки 4–3 й вибула з подальшої боротьби.
Після турніру Мессі заявив, що не братиме участі у товариських матчах Аргентини проти Гватемали та Колумбії у вересні 2018 року, та й взагалі навряд чи гратиме за збірну своєї країни до кінця календарного року. Відсутність Мессі у національній збірній та його нездатність тривалий час здобути титул з Аргентиною спричинили спекуляції в ЗМІ, що Мессі може знову завершити міжнародну кар'єру. Однак у березні 2019 року його знову викликали до складу збірної Аргентини на товариські команди проти Венесуели та Марокко. 22 березня в Мадриді його команда зазнала поразки від Венесуели 3-1.

### 2019: Копа Америка
21 травня 2019 року Мессі внесли до остаточного складу команди Лілонеля Скалоні для участі в Кубку Америки. 19 червня в другому матчі групового етапу Аргентина зіграла внічию проти Парагваю 1–1, а Мессі зрівняв рахунок із пенальті. 28 червня на стадіоні Маракана у чвертьфіналі Аргентина перемогла Венесуелу 2:0, а Мессі зазнав критики від ЗМІ за свій виступ. Він прокоментував, що це була не найкращий Кубок Америки, а також критикував низьку якість полів. 2 липня у півфіналі Аргентина зазнала поразки 2–0 від господарів Бразилії, а Мессі піддав критиці суддівство під час матчу. 6 липня в матчі за третє місце проти Чилі Мессі заробив штрафний удар, який реалізував Агюеро, а Аргентина перемогла 2–1 і здобула бронзову медаль. Однак Мессі вилучили на 37-й хвилині разом із чилійцем Гарі Меделем через суперечку. Після матчу Мессі відмовився забирати медаль, а потім в інтерв'ю наголосив, що вилучення спричинили його коментарі після півфіналу. Пізніше Мессі вибачився за свої коментарі, але CONMEBOL його оштрафував на 1500 доларів США та дискваліфікував на один матч, що залишило його поза участю в наступному матчі відбіркового турніру до Чемпіонату світу. 2 серпня CONMEBOL на три місяці відсторонив Мессі від участі у матчах збірної та оштрафував на 50 000 доларів США за його коментар проти рішень судді. Ця заборона означала, що він пропустить товариські матчі Аргентини проти Чилі, Мексики та Німеччини у вересні та жовтні.

### 2021: Рекордсмен збірної, перемога на Копа Америка, найкращий бомбардир Південної Америки
– Мессі про перемогу в Кубку Америки.
15 червня 2021 року у першому матчі групового турніру «Копа Америка 2021» аргентинці зіграли внічию зі збірною Чилі з рахунком 1-1, Ліонель Мессі відзначився голом зі штрафного удару. У наступних двох матчах групи Аргентина перемогла Уругвай та Парагвай з мінімальним рахунком, у Ліонеля асист проти Уругваю. В останньому матчі групового турніру аргентинці перемогли збірну Болівії з рахунком 4-1, Мессі забив 2 м'ячі та віддав 1 гольову передачу. Цей матч став для Ліонеля 148-м у футболці збірної Аргентини, таким чином він став рекордсменом за кількістю проведених матчів обійшовши Хав'єра Маскерано, на рахунку якого 147 проведених матчів за Аргентину. 4 липня 2022 року Мессі двічі асистував та забив гол зі штрафного у матчі 1/4 фіналу проти збірної Еквадору (3-0). У півфінальному матчі проти збірної Колумбії (рахунок 1-1) Ліонель відзначився гольової передачею, а також голом в серії післяматчевих пенальті, в якій Аргентина перемогла з рахунком 3-2. 11 липня 2022 року Аргентина у фіналі турніру перемогла господарів турніру збірну Бразилії з рахунком 1-0. Ліонель Мессі вперше виграв великий міжнародний титул у складі національної збірної, а Аргентина стала 15-разовим переможцем турніру, зрівнявшись за цим показником із лідируючим Уругваєм. Мессі взяв безпосередню участь у 9 з 12 голів, забитих Аргентиною, 4 голи та 5 результативних передач. За підсумками турніру Мессі став найкращим гравцем (спільно з Неймаром), найкращим бомбардиром (спільно з Луїсом Діасом) та асистентом турніру. Нагороду найкращому бомбардиру «Золотий бутс» отримав Ліонель Мессі за рахунок більшої кількості результативних передач.
9 вересня 2021 року хет-трик Ліонеля Мессі допоміг Аргентині перемогти Болівію з рахунком 3-0 у кваліфікаційному матчі Чемпіонату світу 2022 року. Завдяки цим голам Мессі побив рекорд легендарного бразильця Пеле за кількістю голів, забитих у складі збірних у Південній Америці. Перед поєдинком проти Болівії Мессі забив за збірну Аргентини 76 голів, у той час, як показник Пеле складав 77 м'ячів. Після хет-трику у ворота болівійців аргентинець перевершив досягнення легендарного бразильця, забивши загалом 79 голів.

### 2022: Фіналіссіма— другий трофей
1 червня 2022 року Ліонель Мессі здобув свій другий трофей у складі національної збірної — «Фіналіссіма 2022». Аргентина перемогла збірну Італії з рахунком 3-0 в третьому розіграші Кубка чемпіонів КОНМЕБОЛ–УЄФА, футбольного матчу між переможцями попередніх чемпіонатів Південної Америки та Європи, що відбувся на стадіоні «Вемблі» в Лондоні. Мессі відзначився двома результативними передачами та був визнаний гравцем матчу.
5 червня 2022 року Мессі забив 5 м'ячів у товариському матчі проти збірної Естонії, в якому аргентинці перемогли з рахунком 5-0. Після цього матчу на рахунку Ліонеля — 86 забитих м'ячів за збірну Аргентини, і у списку головних голеадорів серед усіх збірних аргентинець піднявся на 4-те місце, обігнавши Ференца Пушкаша (84 голи за Угорщину та Іспанію).

### Перемога на чемпіонаті світу 2022

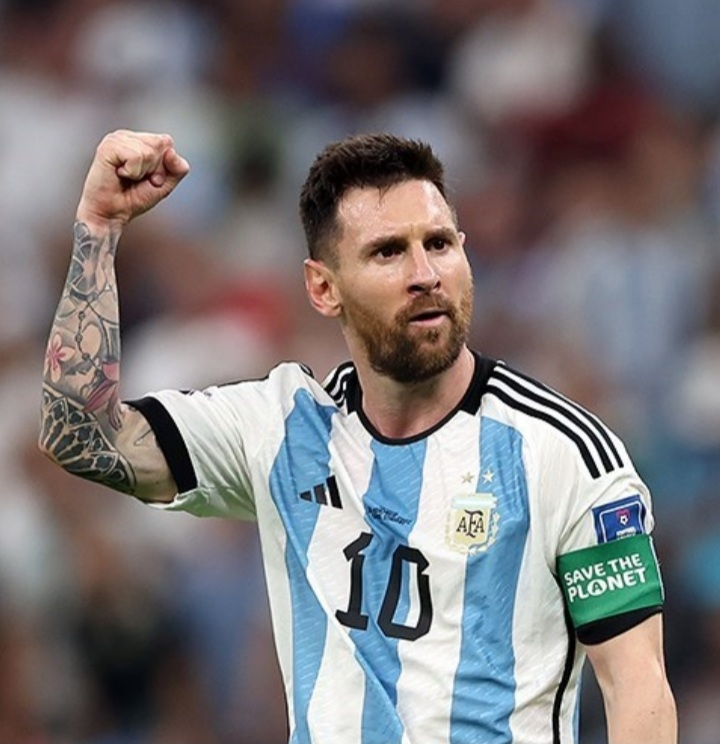
Мессі на чемпіонаті світу 2022

22 листопада в першому матчі групового етапу проти Саудівської Аравії, в якому Аргентина програла з рахунком 2-1, Мессі забив гол, реалізувавши пенальті на 10-й хвилині гри. У наступному матчі групи проти збірної Мексики (2-0), що відбувся 26 листопада, Ліонель відкрив рахунок та віддав гольову передачу на Енцо Фернандеса. Мессі став найвіковішим футболістом в історії проведення мундіалей, якому вдалося забити та віддати асист в одному матчі ЧС (35 років 155 днів), цікаво також, що він досі є також наймолодшим гравцем в історії чемпіонату світу, який оформляв гол+пас у одному поєдинку (ЧС-2006, матч з Сербією, 18 років 357 днів). 30 листопада у вирішальному матчі групового етапу Аргентина перемогла Польщу з рахунком 2-0, Мессі не реалізував пенальті у першому таймі, а також не відзначився результативними діями у цьому матчі. Це був 22-й матч Ліонеля Мессі на чемпіонатах світу, і він випередив за цим показником Дієго Марадону (21 матч).
Матч 1/8 фіналу проти Австралії (2-1), що відбувся 3 грудня, став для Мессі 1000-м офіційним матчем у кар'єрі, і він уперше відзначився у матчі на стадії плей-оф чемпіонатів світу. Ліонель також був визнаний гравцем матчу, для нього це був 8-й раз, коли його визнають найкращим гравцем матчу на чемпіонатах світу, що є рекордним показником в історії мундіалів. 9 грудня збірна Аргентини, після драматичної нічиєї в основний та додатковий час 2-2, перемогла Нідерланди в серії пенальті з рахунком 4-3. У цьому матчі Ліонель відзначився голом з пенальті та гольовою передачею, а також реалізував післяматчевий пенальті. 13 грудня у півфіналі проти Хорватії, Мессі відкрив рахунок у матчі з пенальті, а також віддав результативну передачу на Хуліана Альвареса в його другому голі. Гол проти Хорватії став для Ліонеля Мессі 11-м забитим м'ячем на чемпіонатах світу, і за цим показником він посідає перше місце у списку найкращих аргентинських бомбардирів фінальних турнірів чемпіонатів світу, випередивши Батістуту (10), Гільєрмо Стабіле (8) і Марадону (8).
18 грудня Ліонель Мессі виграв чемпіонат світу 2022 року з Аргентиною після перемоги над Францією на стадіоні «Лусаїл» з рахунком 4–2 у серії пенальті після нічиєї 3–3 у основний та додатковий час. Мессі забив два голи (один з пенальті), а також реалізував свій пенальті в післяматчевій серії.

## Профіль гравця

### Стиль гри
Завдяки невисокому зростові Мессі має нижчий центр ваги, ніж вищі гравці, що надає йому більшої спритності й дозволяє швидше змінювати напрямок та уникати гравців суперника. Тому іспанські ЗМІ назвали його «La Pulga Atómica» («Атомна блоха»). Попри малий зріст, він володіє значною силою у верхній частині тіла. Вкупі з його низьким центром ваги та здатністю утримувати рівновагу, це допомагає йому витримувати тиск дужих супротивників. Отже, за ним неодноразово помічали відсутність симуляції за допомогою пірнання. Короткі, міцні ноги дозволяють йому робити короткі спурти, а їх спритність дає змогу йому зберігати контроль над м'ячем під час дриблінгу на швидкості. Його колишній тренер у Барселоні Пеп Гвардіола якось заявив: «Мессі — єдиний гравець, який швидше бігає з м'ячем, ніж без нього». Від середини 2000-х років Мессі поліпшив гру слабшою ногою, але його провідною ногою, як і раніше, є ліва. Зовнішньою стороною лівої стопи він грає, як правило, коли починає дриблінговий пробіг, а внутрішню її частину він використовує для ударів по воротах та передач .
Мессі прославився здатністю забивати з середини штрафного майданчика, так само як і з-за його меж, а також вмінням обирати позицію, швидкою реакцією та стрімкими проривами крізь лінію захисту. Він не лише влучно б'є по воротах, але й виконує роль плеймейкера, добре бачить поле й віддає точні передачі. Ба більше, він вміє точно виконувати штрафні та пенальті, хоча його точність з позначки дещо погіршилася в останні сезони. Попри те, що на початку кар'єри його коефіцієнт реалізації штрафних ударів був низьким, пізніше він перетворився на одного з найкращих у світі виконувачів штрафних ударів, а деякі фахівці навіть вважають його одним із найвизначніших спеціалістів у цьому компоненті. Швидкість, техніка та здатність контролювати м'яч на швидкості дозволяють Мессі здійснювати дриблінгові прориви до воріт, зокрема під час контратак, зазвичай стартуючи від центральної лінії на правому фланзі. Його вважають найкращим дриблером у світі та одним із найвизначніших усіх часів. Його колишній тренер у збірній Аргентини Дієго Марадона так сказав про цю здатність: «М'яч ніби приклеєний до його ноги; я бачив у своїй кар'єрі визначних гравців, але ніколи не бачив когось, хто контролює м'яч як Мессі». Крім індивідуальних якостей, він також є всебічним, працьовитим гравцем команди, що прославився здатністю створювати комбінації, зокрема з колишніми півзахисниками Барселони Хаві та Андресом Іньєстою.
Мессі грає на позиції вільного нападника. Усебічні навички дозволяють йому атакувати з будь-якого флангу, або ж крізь центр поля. У дитинстві він любив грати на позиції плеймейкера позаду двох нападників, але починав свою кар'єру в Іспанії як лівий вінгер або лівий нападник. Після дебюту в головній команді, Френк Рійкард перемістив його на правий фланг. З цієї позиції йому легше було проривати захист у середині поля й закручувати м'яч у ворота лівою ногою, а не віддавати передачі товаришам по команді. За Гвардіоли та наступних тренерів він найчастіше грав на місці фальшивої дев'ятки. На позиції центрального нападника, він проходив по центру, часто відходив далеко назад і відтягував на себе захисників, щоб створити і використати простір для передачі, стрімких атак товаришів, власного дріблінгу Мессі або комбінації з Хаві та Іньєстою. Під керівництвом Луїса Енріке Мессі спочатку повернувся до гри на правому фланзі, як і під час значної частини його ранньої кар'єри за схеми 4–3–3, тоді ж як у наступних сезон він усе більше грав на місці відтягнутого назад вільного плеймейкера. Під керівництвом Ернесто Вальверде Мессі грав на різних позиціях. Хоча час від часу він як і раніше грав глибше, звідки міг прориватися до воріт, або навіть на правому фланзі чи як фальшива дев'ятка, але його використовували також і в більш атакувальній, центральній ролі за схемою 4–2–3–1 або як другого нападника в схемі 4–4–2, де він знову мав право відходити назад, поруч із півзахисниками, організувати атакувальну гру команди й створювати шанси для свого партнера в атаці Суареса.
У міру розвитку кар'єри схильність Мессі до дріблінгу з віком дещо зменшилась, він почав диктувати гру в глибині поля і перетворився на одного з найкращих асистентів та плеймейкерів у світі. У міру розвитку кар'єри його темп гри без м'яча та оборонні обов'язки також зменшилися. Він став покривати менше місця на полі, а натомість став берегти енергію для коротких спуртів. Він зміг підвищити свою ефективність, рух та позиційну гру, а також перестав зазнавати травм м'язів, попри те, що часто грав багато матчів підряд. І справді, попри схильність до травм на початку кар'єри, пізніше він зміг покращити свої показники гри без травм, менше бігаючи без м'яча та дотримуючись жорсткішої дієти, режиму тренувань та графіку сну. У складі збірної Аргентини Мессі також грав на будь-якій позиції в атаці; різні тренери його використовували на правому фланзі, як фальшиву дев'ятку, як чистого нападника, в допоміжній ролі поряд з іншим форвардом, або ж у глибшій, вільнішій творчій ролі класичного плеймейкера під номером 10 або атакувального півзахисника позаду нападників.

### Порівняння з Кріштіану Роналду
Серед сучасних футболістів, Мессі найчастіше порівнюють з португальським нападником Кріштіану Роналду, в рамках суперництва, що триває. У списку спортивних протистоянь воно стоїть поруч із такими суперництвами: Мухаммед Алі — Джо Фрейзер у боксі, Б'єрн Борг — Джон Макінрой у тенісі, і Айртон Сенна — Ален Прост в автоперегонах Формула-1.
Хоча Мессі часом заперечував будь-яке суперництво їх вважають подразниками один для одного, щоб прагнути стати найкращим гравцем у світі: від 2008 року Мессі здобув 8 Золотих м'ячів, тоді як Роналду — 5, 8 нагород за найкращого гравця світу FIFA, тоді як Роналду 5, та 6 Золотих бутс, тоді як Роналду — 4. Експерти та вболівальники регулярно обговорюють індивідуальні переваги обох гравців. Окрім ігрових стилів, дебати також точаться навколо відмінностей їхньої статури — Роналду — зріст 1,87 м з мускулистою статурою, а також протилежність поведінки перед уболівальниками — впевненість і театральність Роналду як противага до непоказності Мессі. З 2009–10 по 2017–18 роки щороку Мессі щонайменше двічі стикався з Роналду під час Ель Класіко, що належить до найбільш популярних щорічних спортивних подій у світі. Поза межами поля Роналду є прямим конкурентом Мессі в сенсі заробітку, спонсорства та фан-бази в соціальних мережах.

## Особисте життя

### Сім'я та стосунки
Від 2008 року Мессі перебуває у стосунках із Антонелою Роккуццо, уродженкою Росаріо. Він знає Роккуццо з п'яти років, бо вона — двоюрідна сестра його найкращого друга з дитинства Лукаса Скальї, також футболіста. Упродовж року Мессі тримав їхні стосунки в таємниці, а розповів про них уперше в інтерв'ю в січні 2009 року.
Мессі й Роккуццо мають трьох синів: Тьяго (2012 року народження), Матео (2015 р.н.) і Сіро (2018 р.н.). Щоб відсвяткувати першу вагітність своєї подруги, Мессі поклав м'яч під сорочку, коли 2 червня 2012 року відзначився в матчі проти Еквадору, який збірна Аргентини виграла 4:0. Цю звістку він підтвердив в інтерв'ю через два тижні. Тьяго народився в Барселоні 2 листопада 2012 року, а Мессі був присутній під час народження, отримавши від Барселони дозвіл пропустити тренування. На своїй сторінці у Facebook він так написав про появу сина: «Сьогодні я найщасливіша людина у світі, в мене народився син, дякую Богові за цей дар!». Ім'я Тьяго та відбитки рук витатуювані на його лівій литці. У квітні 2015 року Мессі підтвердив у Facebook, що вони очікують на другу дитину. Він пропустив тренування перед матчем проти «Атлетико Мадрид», щоб відвідати народження свого другого сина Матео 11 вересня 2015 року в Барселоні. 30 червня 2017 року він одружився з Роккуццо в розкішному готелі під назвою Hotel City Center в Росаріо. Його весілля відвідало близько 260 гостей. 15 жовтня 2017 року його дружина оголосила, що очікує на третю дитину, розмістивши допис в Instagram: «Сім'я з п'ятьох». 10 березня 2018 року Мессі пропустив матч проти Малаги після народження Сіро.
Мессі підтримує тісні стосунки з найближчими членами сім'ї, особливо з матір'ю Селією, обличчя якої він татуював на лівому плечі. Його професійні справи значною мірою є частиною сімейного бізнесу: батько Хорхе був його агентом з 14 років, а найстарший брат Родріго працює над щоденним розкладом та публічністю. Мати та інший брат Матіас керують його благодійною організацією, Фондом Лео Мессі, а також опікуються особистими та професійними справами в Росаріо
Після від'їзду до Іспанії в 13 років Мессі підтримував тісні зв'язки зі своїм рідним містом Росаріо, навіть зберіг свій характерний для цієї місцевості акцент. Він зберігав право власності на старий будинок своєї родини, хоча там давно ніхто не мешкає; він підтримує квартиру в пентхаусі в ексклюзивному житловому будинку для своєї матері, а також сімейний комплекс неподалік від міста. Одного разу, коли він тренувався зі збірною в Буенос-Айресі, він здійснив тригодинну поїздку на машині до Росаріо одразу після практики, щоб пообідати з родиною, ночував з ними, а наступного дня вчасно повернувся до Буенос-Айреса на практику. Мессі підтримує щоденний зв'язок телефоном та текстовими повідомленнями з невеликою групою довірених осіб у Росаріо, більшість з яких були членами «Машини '87» у Newell's Old Boys. Нині він живе в Кастельдафелсі, селі поблизу Барселони. Хоча Мессі й вважають футболістом одного клубу, він вже довго планує повернутися в Росаріо, щоб закінчити свою ігрову кар'єру в Ньюеллс Олд Бойз. Він був у поганих стосунках з клубом після переходу в Барселону, але на 2012 рік їхня публічна ворожнеча закінчилася, клуб відновив зв'язки з Мессі й навіть видав клубний членський квиток його новонародженому синові.
Згідно з генеалогічним дослідженням, що його проведеним 2011 року провела газета Діарі Сегре, Мессі є чотириюрідним братом колишнього товариша по команді Бояна Кркіча. Ця знахідка мала дуже докладне висвітлення в іспанських ЗМІ: про неї повідомляли всі чотири основні спортивні газети, а також деякі найбільші газети загальної тематики, зокрема ABC та La Vanguardia.

### Проблеми із законом
Фінансові справи Мессі потрапили під слідство у 2013 році за підозрою в ухиленні від сплати податків. Офшорні компанії в податкових гаванях Уругвай та Беліз слугували для ухилення від сплати 4,1 млн євро податків, пов'язаних із спонсорським доходом між 2007 та 2009 роками. Завдяки Панамським документам стало відомо, що Мессі належить unrelated shell company, створена 2012 року в Панамі. Мессі заявив, що нічого не знав про підозрілу схему, і у серпні 2013 року добровільно сплатив заборгованість у розмірі 5,1 млн євро. 6 липня 2016 року Мессі та його батька визнано винними у податкових шахрайствах та винесено вирок у вигляді умовного ув'язнення строком на 21-місяць і наказано сплатити штраф у розмірі відповідно 1,7 та 1,4 млн євро. Перед обличчям судді він сказав: «Я просто грав у футбол. Я підписував договори, тому що довіряв моєму татові та адвокатам, і ми вирішили, що вони візьмуть на себе відповідальність за ці речі».
У 2016 році Мессі і його батька засудили до 21 місяця в'язниці. Відповідно до іспанського законодавства не будуть відбувати покарання, але зобов'язані при цьому заплатити великі штрафи.

## Цікаві факти
- Найкращий бомбардир в історії «Барселони» — 672 забиті м'ячі у 778 проведених матчах.
- Мессі величезний любитель приставки PlayStation[620] та комп'ютерних ігор загалом.[джерело?]
- Щоб не вважатись у клубі легіонером, Мессі 25 вересня 2005 року отримав іспанське громадянство[621][622].
- У 2010 році на Пасху в одній з каталонських пекарень було вироблено повнорозмірну скульптуру Ліонеля Мессі. Вона важить 115 кілограмів — на 50 кілограмів більше за оригінал.
- 11 березня 2010 року Лео став послом доброї волі UNICEF.
- Улюблені музичні жанри Ліонеля — самба і кумбія.
- Мессі одного разу зізнався, що ніколи не дивиться телевізор, якщо не показують футбол.
- У 2013 році Мессі зробив татуювання: на лівій нозі у нього тепер набито ім'я сина Тіаго і зображення його рук.
- Одного разу Мессі розказав, чому він дивиться на небо, коли забиває: «Я роблю це тому, що присвячую голи моїй бабусі. Саме вона порадила татові відвести мене до секції футболу, але тепер вже не бачить всього того, що відбувається зі мною. Тим не менш, вона продовжує допомагати мені і моїй сім'ї.»
- У 2014 році під час матчу 13-го тура чемпіонату Іспанії Валенсія — Барселона в Ліонеля Мессі хтось з вболівальників кинув пластикову пляшку. Інцидент стався під час святкування голу на 94-й хвилині поєдинку. Пляшка влучила футболісту в голову, проте суддя цього не помітив. Більше того, Мессі одержав жовту картку, спробувавши поскаржитись на цю подію[623][624][625][626].
- Після матчу з Болівією 30 березня 2016 працівник антидопінгового контролю попросив у Мессі посвідчення особи, тому представники збірної Аргентини, які супроводжували Лео, спочатку завмерли на місці від шоку, але, зрозумівши, що це не жарт, швидко принесли усі необхідні документи[627].
- 31 січня 2021 року мадридський часопис «Ель-Мундо» на своїй передовиці[628] опублікував інформацією[629], що від 25 листопада 2017 року[628] до 30 червня 2021-го Мессі може заробити в «Барселоні» 555 237 619 євро[630] («брутто»). Тільки за згоду продовжити угоду у 2017-му Лео отримав від клубу 115 млн[629]. За повідомленням сайту «Терикон», адвокат гравця готує позов проти газети й вивчає можливість притягнення до відповідальности посадовців клубу, які мали доступ до контракту[631].
- Ліонель Мессі, забивши пента-трик Естонії, оновив історичний рекорд результативності збірної Аргентини.
- Виграв парі в 100 євро у Войцеха Щенсного на ЧС-2022 в Катарі.[632]

## Статистика виступів

### Клубна статистика
на 17.08.2025 р.
| Клуб              | Сезон             | Чемпіонат Іспанії / Франції / МЛС | Чемпіонат Іспанії / Франції / МЛС | Чемпіонат Іспанії / Франції / МЛС | Кубок Іспанії / Франції / США | Кубок Іспанії / Франції / США | Кубок Іспанії / Франції / США | Суперкубок Іспанії / Франції | Суперкубок Іспанії / Франції | Суперкубок Іспанії / Франції | Ліга чемпіонів УЄФА / Ліга чемпіонів КОНКАКАФ | Ліга чемпіонів УЄФА / Ліга чемпіонів КОНКАКАФ | Ліга чемпіонів УЄФА / Ліга чемпіонів КОНКАКАФ | Суперкубок УЄФА | Суперкубок УЄФА | Суперкубок УЄФА | Клубний чемпіонат світу | Клубний чемпіонат світу | Клубний чемпіонат світу | Інше (Кубок Ліг, Кубок МЛС) | Інше (Кубок Ліг, Кубок МЛС) | Інше (Кубок Ліг, Кубок МЛС) | Всього | Всього | Всього | Середня результа- тивність | Гол+пас за матч |
| Клуб              | Сезон             | Ігри                              | Голи                              | Паси                              | Ігри                          | Голи                          | Паси                          | Ігри                         | Голи                         | Паси                         | Ігри                                          | Голи                                          | Паси                                          | Ігри            | Голи            | Паси            | Ігри                    | Голи                    | Паси                    | Ігри                        | Голи                        | Паси                        | Ігри   | Голи   | Паси   | Середня результа- тивність | Гол+пас за матч |
| ----------------- | ----------------- | --------------------------------- | --------------------------------- | --------------------------------- | ----------------------------- | ----------------------------- | ----------------------------- | ---------------------------- | ---------------------------- | ---------------------------- | --------------------------------------------- | --------------------------------------------- | --------------------------------------------- | --------------- | --------------- | --------------- | ----------------------- | ----------------------- | ----------------------- | --------------------------- | --------------------------- | --------------------------- | ------ | ------ | ------ | -------------------------- | --------------- |
| «Барселона»       | 2004-05           | 7                                 | 1                                 | 0                                 | 1                             | 0                             | 0                             | —                            | —                            | —                            | 1                                             | 0                                             | 0                                             | —               | —               | —               | —                       | —                       | —                       | —                           | —                           | —                           | 9      | 1      | 0      | 0.11                       | 0.11            |
| «Барселона»       | 2005-06           | 17                                | 6                                 | 3                                 | 2                             | 1                             | 0                             | 0                            | 0                            | 0                            | 6                                             | 1                                             | 1                                             | —               | —               | —               | —                       | —                       | —                       | —                           | —                           | —                           | 25     | 8      | 4      | 0.32                       | 0.48            |
| «Барселона»       | 2006-07           | 26                                | 14                                | 2                                 | 2                             | 2                             | 1                             | 2                            | 0                            | 0                            | 5                                             | 1                                             | 0                                             | 1               | 0               | 0               | 0                       | 0                       | 0                       | —                           | —                           | —                           | 36     | 17     | 3      | 0.47                       | 0.56            |
| «Барселона»       | 2007-08           | 28                                | 10                                | 12                                | 3                             | 0                             | 0                             | —                            | —                            | —                            | 9                                             | 6                                             | 1                                             | —               | —               | —               | —                       | —                       | —                       | —                           | —                           | —                           | 40     | 16     | 13     | 0.4                        | 0.73            |
| «Барселона»       | 2008-09           | 31                                | 23                                | 11                                | 8                             | 6                             | 2                             | —                            | —                            | —                            | 12                                            | 9                                             | 5                                             | —               | —               | —               | —                       | —                       | —                       | —                           | —                           | —                           | 51     | 38     | 18     | 0.75                       | 1.1             |
| «Барселона»       | 2009-10           | 35                                | 34                                | 10                                | 3                             | 1                             | 0                             | 1                            | 2                            | 0                            | 11                                            | 8                                             | 0                                             | 1               | 0               | 1               | 2                       | 2                       | 0                       | —                           | —                           | —                           | 53     | 47     | 11     | 0.89                       | 1.09            |
| «Барселона»       | 2010-11           | 33                                | 31                                | 18                                | 7                             | 7                             | 3                             | 2                            | 3                            | 0                            | 13                                            | 12                                            | 3                                             | —               | —               | —               | —                       | —                       | —                       | —                           | —                           | —                           | 55     | 53     | 24     | 0.96                       | 1.4             |
| «Барселона»       | 2011-12           | 37                                | 50                                | 16                                | 7                             | 3                             | 4                             | 2                            | 3                            | 2                            | 11                                            | 14                                            | 5                                             | 1               | 1               | 1               | 2                       | 2                       | 1                       | —                           | —                           | —                           | 60     | 73     | 29     | 1.22                       | 1.7             |
| «Барселона»       | 2012-13           | 32                                | 46                                | 12                                | 5                             | 4                             | 1                             | 2                            | 2                            | 0                            | 11                                            | 8                                             | 2                                             | —               | —               | —               | —                       | —                       | —                       | —                           | —                           | —                           | 50     | 60     | 15     | 1.2                        | 1.5             |
| «Барселона»       | 2013-14           | 31                                | 28                                | 11                                | 6                             | 5                             | 3                             | 2                            | 0                            | 0                            | 7                                             | 8                                             | 0                                             | —               | —               | —               | —                       | —                       | —                       | —                           | —                           | —                           | 46     | 41     | 14     | 0.89                       | 1.2             |
| «Барселона»       | 2014-15           | 38                                | 43                                | 18                                | 6                             | 5                             | 3                             | —                            | —                            | —                            | 13                                            | 10                                            | 5                                             | —               | —               | —               | —                       | —                       | —                       | —                           | —                           | —                           | 57     | 58     | 26     | 1.02                       | 1.47            |
| «Барселона»       | 2015-16           | 33                                | 26                                | 16                                | 5                             | 5                             | 6                             | 2                            | 1                            | 0                            | 7                                             | 6                                             | 1                                             | 1               | 2               | 0               | 1                       | 1                       | 0                       | —                           | —                           | —                           | 49     | 41     | 22     | 0.84                       | 1.29            |
| «Барселона»       | 2016-17           | 34                                | 37                                | 9                                 | 7                             | 5                             | 3                             | 2                            | 1                            | 2                            | 9                                             | 11                                            | 2                                             | —               | —               | —               | —                       | —                       | —                       | —                           | —                           | —                           | 52     | 54     | 16     | 1.04                       | 1.35            |
| «Барселона»       | 2017-18           | 36                                | 34                                | 12                                | 6                             | 4                             | 4                             | 2                            | 1                            | 0                            | 10                                            | 6                                             | 2                                             | —               | —               | —               | —                       | —                       | —                       | —                           | —                           | —                           | 54     | 45     | 18     | 0.83                       | 1.17            |
| «Барселона»       | 2018-19           | 34                                | 36                                | 13                                | 5                             | 3                             | 2                             | 1                            | 0                            | 1                            | 10                                            | 12                                            | 3                                             | —               | —               | —               | —                       | —                       | —                       | —                           | —                           | —                           | 50     | 51     | 19     | 1.02                       | 1.4             |
| «Барселона»       | 2019-20           | 33                                | 25                                | 21                                | 2                             | 2                             | 1                             | 1                            | 1                            | 0                            | 8                                             | 3                                             | 3                                             | —               | —               | —               | —                       | —                       | —                       | —                           | —                           | —                           | 44     | 31     | 25     | 0.7                        | 1.27            |
| «Барселона»       | 2020-21           | 35                                | 30                                | 9                                 | 5                             | 3                             | 1                             | 1                            | 0                            | 0                            | 6                                             | 5                                             | 2                                             | —               | —               | —               | —                       | —                       | —                       | —                           | —                           | —                           | 47     | 38     | 12     | 0.81                       | 1.06            |
| «Барселона»       | Всього            | 520                               | 474                               | 192                               | 80                            | 56                            | 34                            | 20                           | 14                           | 5                            | 149                                           | 120                                           | 35                                            | 4               | 3               | 2               | 5                       | 5                       | 1                       | —                           | —                           | —                           | 778    | 672    | 269    | 0.86                       | 1.21            |
| Парі Сен-Жермен   | 2021-22           | 26                                | 6                                 | 14                                | 1                             | 0                             | 0                             | —                            | —                            | —                            | 7                                             | 5                                             | 0                                             | —               | —               | —               | —                       | —                       | —                       | —                           | —                           | —                           | 34     | 11     | 14     | 0.32                       | 0.74            |
| Парі Сен-Жермен   | 2022-23           | 32                                | 16                                | 16                                | 0                             | 0                             | 0                             | 1                            | 1                            | 0                            | 7                                             | 4                                             | 4                                             | —               | —               | —               | —                       | —                       | —                       | —                           | —                           | —                           | 41     | 21     | 20     | 0.51                       | 1               |
| Парі Сен-Жермен   | Всього            | 58                                | 22                                | 30                                | 1                             | 0                             | 0                             | 1                            | 1                            | 0                            | 14                                            | 9                                             | 4                                             | —               | —               | —               | —                       | —                       | —                       | —                           | —                           | —                           | 75     | 32     | 34     | 0.43                       | 0.88            |
| Інтер (Маямі)     | 2023              | 6                                 | 1                                 | 2                                 | 1                             | 0                             | 2                             | —                            | —                            | —                            | —                                             | —                                             | —                                             | —               | —               | —               | —                       | —                       | —                       | 7                           | 10                          | 1                           | 14     | 11     | 5      | 0.79                       | 1.14            |
| Інтер (Маямі)     | 2024              | 19                                | 20                                | 10                                | —                             | —                             | —                             | —                            | —                            | —                            | 3                                             | 2                                             | 2                                             | —               | —               | —               | —                       | —                       | —                       | 3                           | 1                           | 1                           | 25     | 23     | 13     | 0.92                       | 1.44            |
| Інтер (Маямі)     | 2025              | 19                                | 19                                | 8                                 | —                             | —                             | —                             | —                            | —                            | —                            | 7                                             | 5                                             | 0                                             | —               | —               | —               | 4                       | 1                       | 0                       | 2                           | 0                           | 2                           | 32     | 25     | 10     | 0.78                       | 1.09            |
| Інтер (Маямі)     | Всього            | 44                                | 40                                | 20                                | 1                             | 0                             | 2                             | —                            | —                            | —                            | 10                                            | 7                                             | 2                                             | —               | —               | —               | 4                       | 1                       | 0                       | 12                          | 11                          | 4                           | 71     | 59     | 28     | 0.83                       | 1.23            |
| Всього за кар'єру | Всього за кар'єру | 622                               | 536                               | 242                               | 82                            | 56                            | 36                            | 21                           | 15                           | 5                            | 173                                           | 136                                           | 41                                            | 4               | 3               | 2               | 9                       | 6                       | 1                       | 12                          | 11                          | 4                           | 924    | 763    | 331    | 0.83                       | 1.18            |

#### Хет-трики
Матчі в яких Мессі забивав три та більше голів:
| №  | Дата              | Матч                                 | Рахунок | Голи | Турнір                            |
| 1  | 10 березня 2007   | Барселона — Реал                     | 3:3     | 3    | Ла-Ліга 2006—2007                 |
| 2  | 6 січня 2009      | Атлетіко — Барселона                 | 1:3     | 3    | Кубок Іспанії з футболу           |
| 3  | 10 січня 2010     | Тенерифе — Барселона                 | 0:5     | 3    | Ла-Ліга 2009—2010                 |
| 4  | 14 березня 2010   | Барселона — Валенсія                 | 3:0     | 3    | Ла-Ліга 2009—2010                 |
| 5  | 21 березня 2010   | Сарагоса — Барселона                 | 2:4     | 3    | Ла-Ліга 2009—2010                 |
| 6  | 6 квітня 2010     | Барселона — Арсенал                  | 4:1     | 4    | Ліга чемпіонів УЄФА 2009—2010     |
| 7  | 21 серпня 2010    | Барселона — Севілья                  | 4:0     | 3    | Суперкубок Іспанії з футболу      |
| 8  | 20 листопада 2010 | Альмерія — Барселона                 | 0:8     | 3    | Ла-Ліга 2010—2011                 |
| 9  | 12 січня 2011     | Барселона — Бетіс                    | 5:0     | 3    | Кубок Іспанії з футболу           |
| 10 | 5 лютого 2011     | Барселона — Атлетіко                 | 3:0     | 3    | Ла-Ліга 2010—2011                 |
| 11 | 17 вересня 2011   | Барселона — Осасуна                  | 8:0     | 3    | Ла-Ліга 2011—2012                 |
| 12 | 24 вересня 2011   | Барселона — Атлетіко                 | 5:0     | 3    | Ла-Ліга 2011—2012                 |
| 13 | 29 жовтня 2011    | Барселона — Мальорка                 | 5:0     | 3    | Ла-Ліга 2011—2012                 |
| 14 | 1 листопада 2011  | Вікторія — Барселона                 | 0:4     | 3    | Ліга чемпіонів УЄФА 2011—2012     |
| 15 | 22 січня 2012     | Малага — Барселона                   | 1:4     | 3    | Ла-Ліга 2011—2012                 |
| 16 | 19 лютого 2012    | Барселона — Валенсія                 | 5:1     | 4    | Ла-Ліга 2011—2012                 |
| 17 | 29 лютого 2012    | Швейцарія — Аргентина                | 1:3     | 3    | Товариський матч                  |
| 18 | 7 березня 2012    | Барселона — Баєр                     | 7:1     | 5    | Ліга чемпіонів УЄФА 2011—2012     |
| 19 | 20 березня 2012   | Барселона — Гранада                  | 5:3     | 3    | Ла-Ліга 2011—2012                 |
| 20 | 2 травня 2012     | Барселона — Малага                   | 4:1     | 3    | Ла-Ліга 2011—2012                 |
| 21 | 5 травня 2012     | Барселона — Еспаньйол                | 4:0     | 4    | Ла-Ліга 2011—2012                 |
| 22 | 9 червня 2012     | Бразилія — Аргентина                 | 3:4     | 3    | Товариський матч                  |
| 23 | 20 жовтня 2012    | Депортиво — Барселона                | 4:5     | 3    | Ла-Ліга 2012—2013                 |
| 24 | 27 січня 2013     | Барселона — Осасуна                  | 5:1     | 4    | Ла-Ліга 2012—2013                 |
| 25 | 15 червня 2013    | Гватемала — Аргентина                | 0:4     | 3    | Товариський матч                  |
| 26 | 1 вересня 2013    | Валенсія — Барселона                 | 2:3     | 3    | Ла-Ліга 2013—2014                 |
| 27 | 18 вересня 2013   | Барселона — Аякс                     | 4:0     | 3    | Ліга чемпіонів УЄФА 2013—2014     |
| 28 | 16 березня 2014   | Барселона — Осасуна                  | 7:0     | 3    | Ла-Ліга 2013—2014                 |
| 29 | 23 березня 2014   | Реал — Барселона                     | 3:4     | 3    | Ла-Ліга 2013—2014                 |
| 30 | 22 листопада 2014 | Барселона — Севілья                  | 5:1     | 3    | Ла-Ліга 2014—2015                 |
| 31 | 25 листопада 2014 | АПОЕЛ — Барселона                    | 0:4     | 3    | Ліга чемпіонів УЄФА 2014—2015     |
| 32 | 7 грудня 2014     | Барселона — Еспаньйол                | 5:1     | 3    | Ла-Ліга 2014—2015                 |
| 33 | 18 січня 2015     | Депортиво — Барселона                | 0:4     | 3    | Ла-Ліга 2014—2015                 |
| 34 | 15 лютого 2015    | Барселона — Леванте                  | 5:0     | 3    | Ла-Ліга 2014—2015                 |
| 35 | 8 березня 2015    | Барселона — Райо Вальєкано           | 6:1     | 3    | Ла-Ліга 2014—2015                 |
| 36 | 9 січня 2016      | Барселона — Гранада                  | 4:0     | 3    | Ла-Ліга 2015—2016                 |
| 37 | 3 лютого 2016     | Барселона — Валенсія                 | 7:0     | 3    | Кубок Іспанії з футболу 2015—2016 |
| 38 | 4 березня 2016    | Райо Вальєкано — Барселона           | 1:5     | 3    | Ла-Ліга 2015—2016                 |
| 39 | 10 червня 2016    | Аргентина — Панама                   | 5:0     | 3    | Кубок Америки з футболу 2016      |
| 40 | 13 вересня 2016   | Барселона — Селтік                   | 7:0     | 3    | Ліга чемпіонів УЄФА 2016—2017     |
| 41 | 19 жовтня 2016    | Барселона — Манчестер Сіті           | 4:0     | 3    | Ліга чемпіонів УЄФА 2016—2017     |
| 42 | 9 вересня 2017    | Барселона — Еспаньйол                | 5:0     | 3    | Ла-Ліга 2017—2018                 |
| 43 | 19 вересня 2017   | Барселона — Ейбар                    | 6:1     | 4    | Ла-Ліга 2017—2018                 |
| 44 | 11 жовтня 2017    | Еквадор — Аргентина                  | 1:3     | 3    | Відбірковий турнір ЧС-2018        |
| 45 | 7 квітня 2018     | Барселона — Леганес                  | 3:1     | 3    | Ла-Ліга 2017—2018                 |
| 46 | 29 квітня 2018    | Депортиво — Барселона                | 2:4     | 3    | Ла-Ліга 2017—2018                 |
| 47 | 29 травня 2018    | Аргентина — Гаїті                    | 4:0     | 3    | Товариський матч                  |
| 48 | 18 вересня 2018   | Барселона — ПСВ Ейндговен            | 4:0     | 3    | Ліга чемпіонів УЄФА 2018—2019     |
| 49 | 16 грудня 2018    | Леванте — Барселона                  | 0:5     | 3    | Ла-Ліга 2018—2019                 |
| 50 | 23 лютого 2019    | Севілья — Барселона                  | 2:4     | 3    | Ла-Ліга 2018—2019                 |
| 51 | 17 березня 2019   | Бетіс — Барселона                    | 1:4     | 3    | Ла-Ліга 2018—2019                 |
| 52 | 9 листопада 2019  | Барселона — Сельта                   | 4:1     | 3    | Ла-Ліга 2019—2020                 |
| 53 | 7 грудня 2019     | Барселона — Мальорка                 | 5:2     | 3    | Ла-Ліга 2019—2020                 |
| 54 | 22 лютого 2020    | Барселона — Ейбар                    | 5:0     | 4    | Ла-Ліга 2019—2020                 |
| 55 | 10 вересня 2021   | Аргентина — Болівія                  | 3:0     | 3    | Відбірковий турнір ЧС-2022        |
| 56 | 5 червня 2022     | Аргентина — Естонія                  | 5:0     | 5    | Товариський матч                  |
| 57 | 29 березня 2023   | Аргентина — Кюрасао                  | 7:0     | 3    | Товариський матч                  |
| 58 | 15 жовтня 2024    | Аргентина — Болівія                  | 6:0     | 3    | Відбірковий турнір ЧС-2026        |
| 59 | 19 жовтня 2024    | Інтер (Маямі) — Нью-Інгленд Революшн | 6:2     | 3    | МЛС 2024                          |

### Статистика виступів за національну збірну
на 12.06.2025 р.
| Національна збірна | Рік    | Матчі | Голи | Паси |
| ------------------ | ------ | ----- | ---- | ---- |
| Аргентина          | 2005   | 5     | 0    | 1    |
| Аргентина          | 2006   | 7     | 2    | 2    |
| Аргентина          | 2007   | 14    | 6    | 4    |
| Аргентина          | 2008   | 8     | 2    | 2    |
| Аргентина          | 2009   | 10    | 3    | 1    |
| Аргентина          | 2010   | 10    | 2    | 2    |
| Аргентина          | 2011   | 13    | 4    | 9    |
| Аргентина          | 2012   | 9     | 12   | 1    |
| Аргентина          | 2013   | 7     | 6    | 4    |
| Аргентина          | 2014   | 14    | 8    | 2    |
| Аргентина          | 2015   | 8     | 4    | 3    |
| Аргентина          | 2016   | 11    | 8    | 6    |
| Аргентина          | 2017   | 7     | 4    | 0    |
| Аргентина          | 2018   | 5     | 4    | 3    |
| Аргентина          | 2019   | 10    | 5    | 2    |
| Аргентина          | 2020   | 4     | 1    | 0    |
| Аргентина          | 2021   | 16    | 9    | 5    |
| Аргентина          | 2022   | 14    | 18   | 6    |
| Аргентина          | 2023   | 8     | 8    | 1    |
| Аргентина          | 2024   | 11    | 6    | 5    |
| Аргентина          | 2025   | 2     | 0    | 0    |
| Всього             | Всього | 193   | 112  | 59   |

Також Мессі брав участь у 9 післяматчевих серіях пенальті:
- перемог — 6; поразок — 3;
- забив — 7 пенальті; не забив — 2 пенальті.

| №   | Дата              | Суперник             | Рахунок     | Голи  | Гольові передачі | Турнір                           |
| 1   | 17 серпня 2005    | Угорщина             | 2:1         | -     | -                | Товариський матч                 |
| 2   | 3 вересня 2005    | Парагвай             | 0:1         | -     | -                | Відбірковий турнір ЧС-2006       |
| 3   | 9 жовтня 2005     | Перу                 | 2:0         | -     | -                | Відбірковий турнір ЧС-2006       |
| 4   | 12 жовтня 2005    | Уругвай              | 0:1         | -     | -                | Відбірковий турнір ЧС-2006       |
| 5   | 16 листопада 2005 | Катар                | 3:0         | -     | 1                | Товариський матч                 |
| 6   | 1 березня 2006    | Хорватія             | 2:3         | 1     | 1                | Товариський матч                 |
| 7   | 30 травня 2006    | Ангола               | 2:0         | -     | -                | Товариський матч                 |
| 8   | 16 червня 2006    | Сербія та Чорногорія | 6:0         | 1     | 1                | Фінальний турнір ЧС-2006         |
| 9   | 21 червня 2006    | Нідерланди           | 0:0         | -     | -                | Фінальний турнір ЧС-2006         |
| 10  | 24 червня 2006    | Мексика              | 2:1         | -     | -                | Фінальний турнір ЧС-2006         |
| 11  | 3 вересня 2006    | Бразилія             | 0:3         | -     | -                | Товариський матч                 |
| 12  | 11 жовтня 2006    | Іспанія              | 0:0         | -     | -                | Товариський матч                 |
| 13  | 2 червня 2007     | Швейцарія            | 1:1         | -     | 1                | Товариський матч                 |
| 14  | 5 червня 2007     | Алжир                | 4:3         | 2     | -                | Товариський матч                 |
| 15  | 28 червня 2007    | США                  | 4:1         | -     | 1                | Кубок Америки 2007               |
| 16  | 2 липня 2007      | Колумбія             | 4:2         | -     | -                | Кубок Америки 2007               |
| 17  | 5 липня 2007      | Парагвай             | 1:0         | -     | -                | Кубок Америки 2007               |
| 18  | 8 липня 2007      | Перу                 | 4:0         | 1     | -                | Кубок Америки 2007               |
| 19  | 11 липня 2007     | Мексика              | 3:0         | 1     | -                | Кубок Америки 2007               |
| 20  | 15 липня 2007     | Бразилія             | 0:3         | -     | -                | Кубок Америки 2007 (фінал)       |
| 21  | 22 серпня 2007    | Норвегія             | 1:2         | -     | -                | Товариський матч                 |
| 22  | 11 вересня 2007   | Австралія            | 1:0         | -     | 1                | Товариський матч                 |
| 23  | 13 жовтня 2007    | Чилі                 | 2:0         | -     | -                | Відбірковий турнір ЧС-2010       |
| 24  | 16 жовтня 2007    | Венесуела            | 2:0         | 1     | -                | Відбірковий турнір ЧС-2010       |
| 25  | 17 листопада 2007 | Болівія              | 3:0         | -     | 1                | Відбірковий турнір ЧС-2010       |
| 26  | 20 листопада 2007 | Колумбія             | 1:2         | 1     | -                | Відбірковий турнір ЧС-2010       |
| 27  | 4 червня 2008     | Мексика              | 4:1         | 1     | 1                | Товариський матч                 |
| 28  | 8 червня 2008     | США                  | 0:0         | -     | -                | Товариський матч                 |
| 29  | 15 червня 2008    | Еквадор              | 1:1         | -     | -                | Відбірковий турнір ЧС-2010       |
| 30  | 18 червня 2008    | Бразилія             | 0:0         | -     | -                | Відбірковий турнір ЧС-2010       |
| 31  | 6 вересня 2008    | Парагвай             | 1:1         | -     | 1                | Відбірковий турнір ЧС-2010       |
| 32  | 10 вересня 2008   | Перу                 | 1:1         | -     | -                | Відбірковий турнір ЧС-2010       |
| 33  | 11 жовтня 2008    | Уругвай              | 2:1         | 1     | -                | Відбірковий турнір ЧС-2010       |
| 34  | 15 жовтня 2008    | Чилі                 | 0:1         | -     | -                | Відбірковий турнір ЧС-2010       |
| 35  | 11 лютого 2009    | Франція              | 2:0         | 1     | -                | Товариський матч                 |
| 36  | 28 березня 2009   | Венесуела            | 4:0         | 1     | 1                | Відбірковий турнір ЧС-2010       |
| 37  | 1 квітня 2009     | Болівія              | 1:6         | -     | -                | Відбірковий турнір ЧС-2010       |
| 38  | 6 червня 2009     | Колумбія             | 1:0         | -     | -                | Відбірковий турнір ЧС-2010       |
| 39  | 10 червня 2009    | Еквадор              | 0:2         | -     | -                | Відбірковий турнір ЧС-2010       |
| 40  | 5 вересня 2009    | Бразилія             | 1:3         | -     | -                | Відбірковий турнір ЧС-2010       |
| 41  | 9 вересня 2009    | Парагвай             | 0:1         | -     | -                | Відбірковий турнір ЧС-2010       |
| 42  | 10 жовтня 2009    | Перу                 | 2:1         | -     | -                | Відбірковий турнір ЧС-2010       |
| 43  | 14 жовтня 2009    | Уругвай              | 1:0         | -     | -                | Відбірковий турнір ЧС-2010       |
| 44  | 14 листопада 2009 | Іспанія              | 1:2         | 1     | -                | Товариський матч                 |
| 45  | 3 березня 2010    | Німеччина            | 1:0         | -     | -                | Товариський матч                 |
| 46  | 12 червня 2010    | Нігерія              | 1:0         | -     | -                | Фінальний турнір ЧС-2010         |
| 47  | 17 червня 2010    | Південня Корея       | 4:1         | -     | 1                | Фінальний турнір ЧС-2010         |
| 48  | 23 червня 2010    | Греція               | 2:0         | -     | -                | Фінальний турнір ЧС-2010         |
| 49  | 28 червня 2010    | Мексика              | 3:1         | -     | 1                | Фінальний турнір ЧС-2010         |
| 50  | 3 липня 2010      | Німеччина            | 0:4         | -     | -                | Фінальний турнір ЧС-2010         |
| 51  | 11 серпня 2010    | Ірландія             | 1:0         | -     | -                | Товариський матч                 |
| 52  | 7 вересня 2010    | Іспанія              | 4:1         | 1     | -                | Товариський матч                 |
| 53  | 8 жовтня 2010     | Японія               | 0:1         | -     | -                | Товариський матч                 |
| 54  | 17 листопада 2010 | Бразилія             | 1:0         | 1     | -                | Товариський матч                 |
| 55  | 9 лютого 2011     | Португалія           | 2:1         | 1     | 1                | Товариський матч                 |
| 56  | 26 березня 2011   | США                  | 1:1         | -     | -                | Товариський матч                 |
| 57  | 20 червня 2011    | Албанія              | 4:0         | 1     | 2                | Товариський матч                 |
| 58  | 1 липня 2011      | Болівія              | 1:1         | -     | -                | Кубок Америки 2011               |
| 59  | 6 липня 2011      | Колумбія             | 0:0         | -     | -                | Кубок Америки 2011               |
| 60  | 11 липня 2011     | Коста-Рика           | 3:0         | -     | 2                | Кубок Америки 2011               |
| 61  | 16 липня 2011     | Уругвай              | 1:1 (п.4:5) | - (1) | 1                | Кубок Америки 2011               |
| 62  | 2 вересня 2011    | Венесуела            | 1:0         | -     | 1                | Товариський матч                 |
| 63  | 6 вересня 2011    | Нігерія              | 3:1         | -     | 1                | Товариський матч                 |
| 64  | 7 жовтня 2011     | Чилі                 | 4:1         | 1     | 1                | Відбірковий турнір ЧС-2014       |
| 65  | 11 жовтня 2011    | Венесуела            | 0:1         | -     | -                | Відбірковий турнір ЧС-2014       |
| 66  | 11 листопада 2011 | Болівія              | 1:1         | -     | -                | Відбірковий турнір ЧС-2014       |
| 67  | 15 листопада 2011 | Колумбія             | 2:1         | 1     | -                | Відбірковий турнір ЧС-2014       |
| 68  | 29 лютого 2012    | Швейцарія            | 3:1         | 3     | -                | Товариський матч                 |
| 69  | 2 червня 2012     | Еквадор              | 4:0         | 1     | 1                | Відбірковий турнір ЧС-2014       |
| 70  | 9 червня 2012     | Бразилія             | 4:3         | 3     | -                | Товариський матч                 |
| 71  | 15 серпня 2012    | Німеччина            | 3:1         | 1     | -                | Товариський матч                 |
| 72  | 7 вересня 2012    | Парагвай             | 3:1         | 1     | -                | Відбірковий турнір ЧС-2014       |
| 73  | 11 вересня 2012   | Перу                 | 1:1         | -     | -                | Відбірковий турнір ЧС-2014       |
| 74  | 13 жовтня 2012    | Уругвай              | 3:0         | 2     | -                | Відбірковий турнір ЧС-2014       |
| 75  | 16 жовтня 2012    | Чилі                 | 2:1         | 1     | -                | Відбірковий турнір ЧС-2014       |
| 76  | 14 листопада 2012 | Саудівська Аравія    | 0:0         | -     | -                | Товариський матч                 |
| 77  | 6 лютого 2013     | Швеція               | 3:2         | -     | -                | Товариський матч                 |
| 78  | 23 березня 2013   | Венесуела            | 3:0         | 1     | 2                | Відбірковий турнір ЧС-2014       |
| 79  | 26 березня 2013   | Болівія              | 1:1         | -     | -                | Відбірковий турнір ЧС-2014       |
| 80  | 8 червня 2013     | Колумбія             | 0:0         | -     | -                | Відбірковий турнір ЧС-2014       |
| 81  | 12 червня 2013    | Еквадор              | 1:1         | -     | -                | Відбірковий турнір ЧС-2014       |
| 82  | 15 червня 2013    | Гватемала            | 4:0         | 3     | 1                | Товариський матч                 |
| 83  | 10 вересня 2013   | Парагвай             | 5:2         | 2     | 1                | Відбірковий турнір ЧС-2014       |
| 84  | 6 березня 2014    | Румунія              | 0:0         | -     | -                | Товариський матч                 |
| 85  | 4 червня 2014     | Тринідад і Тобаго    | 3:0         | -     | -                | Товариський матч                 |
| 86  | 7 червня 2014     | Словенія             | 2:0         | 1     | -                | Товариський матч                 |
| 87  | 17 червня 2014    | Боснія і Герцеговина | 2:1         | 1     | -                | Фінальний турнір ЧС-2014         |
| 88  | 21 червня 2014    | Іран                 | 1:0         | 1     | -                | Фінальний турнір ЧС-2014         |
| 89  | 25 червня 2014    | Нігерія              | 3:2         | 2     | -                | Фінальний турнір ЧС-2014         |
| 90  | 1 липня 2014      | Швейцарія            | 1:0         | -     | 1                | Фінальний турнір ЧС-2014         |
| 91  | 5 липня 2014      | Бельгія              | 1:0         | -     | -                | Фінальний турнір ЧС-2014         |
| 92  | 9 липня 2014      | Нідерланди           | 0:0 (п.4:2) | - (1) | -                | Фінальний турнір ЧС-2014         |
| 93  | 13 липня 2014     | Німеччина            | 0:1         | -     | -                | Фінальний турнір ЧС-2014 (фінал) |
| 94  | 11 жовтня 2014    | Бразилія             | 0:2         | -     | -                | Товариський матч                 |
| 95  | 14 жовтня 2014    | Гонконг              | 7:0         | 2     | 1                | Товариський матч                 |
| 96  | 12 листопада 2014 | Хорватія             | 2:1         | 1     | -                | Товариський матч                 |
| 97  | 18 листопада 2014 | Португалія           | 0:1         | -     | -                | Товариський матч                 |
| 98  | 13 червня 2015    | Парагвай             | 2:2         | 1     | -                | Кубок Америки 2015               |
| 99  | 16 червня 2015    | Уругвай              | 1:0         | -     | -                | Кубок Америки 2015               |
| 100 | 20 червня 2015    | Ямайка               | 1:0         | -     | -                | Кубок Америки 2015               |
| 101 | 26 червня 2015    | Колумбія             | 0:0 (п.5:4) | - (1) | -                | Кубок Америки 2015               |
| 102 | 30 червня 2015    | Парагвай             | 6:1         | -     | 3                | Кубок Америки 2015               |
| 103 | 4 липня 2015      | Чилі                 | 0:0 (п.1:4) | - (1) | -                | Кубок Америки 2015 (фінал)       |
| 104 | 4 вересня 2015    | Болівія              | 7:0         | 2     | -                | Товариський матч                 |
| 105 | 9 вересня 2015    | Мексика              | 2:2         | 1     | -                | Товариський матч                 |
| 106 | 25 березня 2016   | Чилі                 | 2:1         | -     | -                | Відбірковий турнір ЧС-2018       |
| 107 | 30 березня 2016   | Болівія              | 2:0         | 1     | -                | Відбірковий турнір ЧС-2018       |
| 108 | 28 травня 2016    | Гондурас             | 1:0         | -     | -                | Товариський матч                 |
| 109 | 10 червня 2016    | Панама               | 5:0         | 3     | -                | Кубок Америки 2016               |
| 110 | 14 червня 2016    | Болівія              | 3:0         | -     | -                | Кубок Америки 2016               |
| 111 | 18 червня 2016    | Венесуела            | 4:1         | 1     | 2                | Кубок Америки 2016               |
| 112 | 21 червня 2016    | США                  | 4:0         | 1     | 2                | Кубок Америки 2016               |
| 113 | 26 червня 2016    | Чилі                 | 0:0 (п.2:4) | - (-) | -                | Кубок Америки 2016 (фінал)       |
| 114 | 1 вересня 2016    | Уругвай              | 1:0         | 1     | -                | Відбірковий турнір ЧС-2018       |
| 115 | 11 листопада 2016 | Бразилія             | 0:3         | -     | -                | Відбірковий турнір ЧС-2018       |
| 116 | 16 листопада 2016 | Колумбія             | 3:0         | 1     | 2                | Відбірковий турнір ЧС-2018       |
| 117 | 24 березня 2017   | Чилі                 | 1:0         | 1     | -                | Відбірковий турнір ЧС-2018       |
| 118 | 9 червня 2017     | Бразилія             | 1:0         | -     | -                | Товариський матч                 |
| 119 | 1 вересня 2017    | Уругвай              | 0:0         | -     | -                | Відбірковий турнір ЧС-2018       |
| 120 | 6 вересня 2017    | Венесуела            | 1:1         | -     | -                | Відбірковий турнір ЧС-2018       |
| 121 | 6 жовтня 2017     | Перу                 | 0:0         | -     | -                | Відбірковий турнір ЧС-2018       |
| 122 | 11 жовтня 2017    | Еквадор              | 3:1         | 3     | -                | Відбірковий турнір ЧС-2018       |
| 123 | 11 листопада 2017 | Росія                | 1:0         | -     | -                | Товариський матч                 |
| 124 | 29 травня 2018    | Гаїті                | 4:0         | 3     | 1                | Товариський матч                 |
| 125 | 16 червня 2018    | Ісландія             | 1:1         | -     | -                | Фінальний турнір ЧС-2018         |
| 126 | 21 червня 2018    | Хорватія             | 0:3         | -     | -                | Фінальний турнір ЧС-2018         |
| 127 | 23 червня 2018    | Нігерія              | 2:1         | 1     | -                | Фінальний турнір ЧС-2018         |
| 128 | 30 червня 2018    | Франція              | 3:4         | -     | 2                | Фінальний турнір ЧС-2018         |
| 129 | 22 березня 2019   | Венесуела            | 1:3         | -     | -                | Товариський матч                 |
| 130 | 8 червня 2019     | Нікарагуа            | 5:1         | 2     | -                | Товариський матч                 |
| 131 | 16 червня 2019    | Колумбія             | 0:2         | -     | -                | Кубок Америки 2019               |
| 132 | 19 червня 2019    | Парагвай             | 1:1         | 1     | -                | Кубок Америки 2019               |
| 133 | 23 червня 2019    | Катар                | 2:0         | -     | -                | Кубок Америки 2019               |
| 134 | 28 червня 2019    | Венесуела            | 2:0         | -     | -                | Кубок Америки 2019               |
| 135 | 2 липня 2019      | Бразилія             | 0:2         | -     | -                | Кубок Америки 2019               |
| 136 | 6 липня 2019      | Чилі                 | 2:1         | -     | 1                | Кубок Америки 2019               |
| 137 | 15 листопада 2019 | Бразилія             | 1:0         | 1     | -                | Товариський матч                 |
| 138 | 18 листопада 2019 | Уругвай              | 2:2         | 1     | 1                | Товариський матч                 |
| 139 | 9 жовтня 2020     | Еквадор              | 1:0         | 1     | -                | Відбірковий турнір ЧС-2022       |
| 140 | 13 жовтня 2020    | Болівія              | 2:1         | -     | -                | Відбірковий турнір ЧС-2022       |
| 141 | 13 листопада 2020 | Парагвай             | 1:1         | -     | -                | Відбірковий турнір ЧС-2022       |
| 142 | 18 листопада 2020 | Перу                 | 2:0         | -     | -                | Відбірковий турнір ЧС-2022       |
| 143 | 3 червня 2021     | Чилі                 | 1:1         | 1     | -                | Відбірковий турнір ЧС-2022       |
| 144 | 9 червня 2021     | Колумбія             | 2:2         | -     | -                | Відбірковий турнір ЧС-2022       |
| 145 | 15 червня 2021    | Чилі                 | 1:1         | 1     | -                | Кубок Америки 2021               |
| 146 | 19 червня 2021    | Уругвай              | 1:0         | -     | 1                | Кубок Америки 2021               |
| 147 | 22 червня 2021    | Парагвай             | 1:0         | -     | -                | Кубок Америки 2021               |
| 148 | 29 червня 2021    | Болівія              | 4:1         | 2     | 1                | Кубок Америки 2021               |
| 149 | 4 липня 2021      | Еквадор              | 3:0         | 1     | 2                | Кубок Америки 2021               |
| 150 | 7 липня 2021      | Колумбія             | 1:1 (п.3:2) | - (1) | 1                | Кубок Америки 2021               |
| 151 | 11 липня 2021     | Бразилія             | 1:0         | -     | -                | Кубок Америки 2021 (фінал)       |
| 152 | 3 вересня 2021    | Венесуела            | 3:1         | -     | -                | Відбірковий турнір ЧС-2022       |
| 153 | 10 вересня 2021   | Болівія              | 3:0         | 3     | -                | Відбірковий турнір ЧС-2022       |
| 154 | 8 жовтня 2021     | Парагвай             | 0:0         | -     | -                | Відбірковий турнір ЧС-2022       |
| 155 | 11 жовтня 2021    | Уругвай              | 3:0         | 1     | -                | Відбірковий турнір ЧС-2022       |
| 156 | 15 жовтня 2021    | Перу                 | 1:0         | -     | -                | Відбірковий турнір ЧС-2022       |
| 157 | 13 листопада 2021 | Уругвай              | 1:0         | -     | -                | Відбірковий турнір ЧС-2022       |
| 158 | 17 листопада 2021 | Бразилія             | 0:0         | -     | -                | Відбірковий турнір ЧС-2022       |
| 159 | 26 березня 2022   | Венесуела            | 3:0         | 1     | -                | Відбірковий турнір ЧС-2022       |
| 160 | 30 березня 2022   | Еквадор              | 1:1         | -     | -                | Відбірковий турнір ЧС-2022       |
| 161 | 1 червня 2022     | Італія               | 3:0         | -     | 2                | Фіналіссіма 2022                 |
| 162 | 5 червня 2022     | Естонія              | 5:0         | 5     | -                | Товариський матч                 |
| 163 | 24 вересня 2022   | Гондурас             | 3:0         | 2     | -                | Товариський матч                 |
| 164 | 28 вересня 2022   | Ямайка               | 3:0         | 2     | -                | Товариський матч                 |
| 165 | 16 листопада 2022 | ОАЕ                  | 5:0         | 1     | 1                | Товариський матч                 |
| 166 | 22 листопада 2022 | Саудівська Аравія    | 1:2         | 1     | -                | Фінальний турнір ЧС-2022         |
| 167 | 26 листопада 2022 | Мексика              | 2:0         | 1     | 1                | Фінальний турнір ЧС-2022         |
| 168 | 30 листопада 2022 | Польща               | 2:0         | -     | -                | Фінальний турнір ЧС-2022         |
| 169 | 3 грудня 2022     | Австралія            | 2:1         | 1     | -                | Фінальний турнір ЧС-2022         |
| 170 | 9 грудня 2022     | Нідерланди           | 2:2 (п.4:3) | 1 (1) | 1                | Фінальний турнір ЧС-2022         |
| 171 | 13 грудня 2022    | Хорватія             | 3:0         | 1     | 1                | Фінальний турнір ЧС-2022         |
| 172 | 18 грудня 2022    | Франція              | 3:3 (п.4:2) | 2 (1) | -                | Фінальний турнір ЧС-2022 (фінал) |
| 173 | 24 березня 2023   | Панама               | 2:0         | 1     | -                | Товариський матч                 |
| 174 | 29 березня 2023   | Кюрасао              | 7:0         | 3     | 1                | Товариський матч                 |
| 175 | 15 червня 2023    | Австралія            | 2:0         | 1     | -                | Товариський матч                 |
| 176 | 7 вересня 2023    | Еквадор              | 1:0         | 1     | -                | Відбірковий турнір ЧС-2026       |
| 177 | 13 жовтня 2023    | Парагвай             | 1:0         | -     | -                | Відбірковий турнір ЧС-2026       |
| 178 | 18 жовтня 2023    | Перу                 | 2:0         | 2     | -                | Відбірковий турнір ЧС-2026       |
| 179 | 17 листопада 2023 | Уругвай              | 0:2         | -     | -                | Відбірковий турнір ЧС-2026       |
| 180 | 17 листопада 2023 | Бразилія             | 1:0         | -     | -                | Відбірковий турнір ЧС-2026       |
| 181 | 9 червня 2024     | Еквадор              | 1:0         | -     | -                | Товариський матч                 |
| 182 | 14 червня 2024    | Гватемала            | 4:1         | 2     | 1                | Товариський матч                 |
| 183 | 21 червня 2024    | Канада               | 2:0         | -     | 1                | Кубок Америки 2024               |
| 184 | 26 червня 2024    | Чилі                 | 1:0         | -     | -                | Кубок Америки 2024               |
| 185 | 5 липня 2024      | Еквадор              | 1:1 (п.4:2) | - (-) | -                | Кубок Америки 2024               |
| 186 | 9 липня 2024      | Канада               | 2:0         | 1     | -                | Кубок Америки 2024               |
| 187 | 14 липня 2024     | Колумбія             | 1:0         | -     | -                | Кубок Америки 2024 (фінал)       |
| 188 | 10 жовтня 2024    | Венесуела            | 1:1         | -     | -                | Відбірковий турнір ЧС-2026       |
| 189 | 15 жовтня 2024    | Болівія              | 6:0         | 3     | 2                | Відбірковий турнір ЧС-2026       |
| 190 | 15 листопада 2024 | Парагвай             | 1:2         | -     | -                | Відбірковий турнір ЧС-2026       |
| 191 | 20 листопада 2024 | Перу                 | 1:0         | -     | 1                | Відбірковий турнір ЧС-2026       |
| 192 | 6 червня 2025     | Чилі                 | 1:0         | -     | -                | Відбірковий турнір ЧС-2026       |
| 193 | 11 червня 2025    | Колумбія             | 1:1         | -     | -                | Відбірковий турнір ЧС-2026       |

## Титули та досягнення

### Командні
Барселона (35 титулів):
- Переможець Ліги чемпіонів (4): 2005/2006, 2008/2009, 2010/2011, 2014/2015
- Володар Суперкубка УЄФА (3): 2008/2009, 2010/2011, 2014/2015
- Переможець Клубного чемпіонату світу з футболу (3): 2009, 2011, 2015
- Чемпіон Іспанії (10): 2004/2005, 2005/2006, 2008/09, 2009/10, 2010/11, 2012/13, 2014/15, 2015/16, 2017/18, 2018/19
- Володар Кубка Іспанії (7): 2008/2009, 2011/2012, 2014/15, 2015/16, 2016/17, 2017/18, 2020/21
- Володар Суперкубка Іспанії (8): 2005, 2006, 2009, 2010, 2011, 2013, 2016, 2018

«Парі Сен-Жермен» (3 титули):
- Чемпіон Франції (2): — 2021/22, 2022/23
- Володар Суперкубка Франції (1): 2022

«Інтер Маямі» (2 титули):
- Supporters' Shield (1): — 2024
- Кубок Ліг (1): — 2023

Збірна Аргентини (6 титулів):
- Переможець чемпіонату світу з футболу (1): 2022
- Переможець Копа Америка (2): 2021, 2024
- Переможець Кубка чемпіонів КОНМЕБОЛ–УЄФА (1): 2022
- Чемпіон світу серед юніорів (U-20) (1): 2005
- Олімпійський чемпіон (1): 2008
- Переможець Суперкласіко де лас Амерікас (2): 2017, 2019
- Фіналіст чемпіонату світу з футболу: 2014
- Фіналіст Копа Америка: 2007, 2015, 2016
- Бронзовий призер Копа Америка: 2019

### Особисті
- Найкращий футболіст світу за версією ФІФА (у тому числі об'єднана нагорода ФІФА та «France Football» — «Золотий м'яч ФІФА») (8): 2009, 2010, 2011, 2012, 2015, 2019, 2022, 2023
- Найкращий футболіст світу «Золотий м'яч» (у тому числі об'єднана нагорода ФІФА та «France Football» — «Золотий м'яч ФІФА») (8): 2009, 2010, 2011, 2012, 2015, 2019, 2021, 2023
- Найкращий футболіст року в Європі (2): 2010—2011, 2014—2015
- Найкращий футболіст чемпіонату світу з футболу (2): 2014, 2022
- Найкращий футболіст «Копа Америка» (2): 2015 (відмовився від нагороди[633]), 2021 (спільно з Неймаром)
- Найкращий плеймейкер світу за версією IFFHS (5): 2015, 2016, 2017, 2019, 2022
- Найкращий спортсмен Аргентини (4): 2011, 2021, 2022, 2023
- Найкращий футболіст Аргентини (16): 2005, 2007, 2008, 2009, 2010, 2011, 2012, 2013, 2015, 2016, 2017, 2019, 2020, 2021, 2022, 2023
- Спортсмен року (Laureus World Sports Awards) (2): 2020, 2023
- Найкращий Аргентинський футболіст за кордоном (4): 2008, 2009, 2010, 2011
- Найкращий бомбардир молодіжного чемпіонату світу (1): 2005 (6 м'ячів)
- Найкращий гравець молодіжного чемпіонату світу (1): 2005
- Найкращий молодий футболіст за версією FIFPro (3): 2006, 2007, 2008
- Найкращий молодий футболіст за версією World Soccer (3): 2006, 2007, 2008
- Найкращий футболіст світу за версією World Soccer (4): 2009, 2011, 2012, 2015
- Найкращий молодий футболіст в Європі (Трофей Браво) 2007 року
- Найкращий молодий футболіст в Європі («Golden Boy») 2005 року
- Найкращий молодий гравець Кубка Америки з футболу (1): 2007
- Найкращий іноземний футболіст року в Іспанії (Дон Балон) (3): 2007, 2009, 2010
- Найкращий південноамериканський гравець в чемпіонаті Іспанії (трофей ЕФЕ) (4): 2007, 2009, 2010, 2011
- Найкращий футболіст чемпіонату Іспанії (Трофей Ді Стефано) (7): 2008/09, 2009/10, 2010/11, 2014/15, 2016/17, 2017/18, 2018/19
- «Найцінніший гравець МЛС(інші мови)» (1): 2024
- Найкращий гравець Клубного чемпіонату світу з футболу (2): 2009, 2011
- Ввійшов до складу символічної збірної світу за версією ФІФА (8): 2007, 2008, 2009, 2010, 2011, 2012, 2013, 2014
- Найкращий футболіст та нападник єврокубкового сезону 2008/09
- Найкращий футболіст Кубка Ліг (1): 2023
- Володар «Золотого бутса» (6): 2009/10, 2011/12, 2012/2013, 2016/2017, 2017/2018, 2018/2019
- Найкращий бомбардир чемпіонату Іспанії «Трофей Пічічі» (8): 2009/10 (34 голи), 2011/12 (50 голів), 2012/13 (46 голів), 2016/17 (37 голів), 2017/18 (34 голи), 2018/19 (36 голів), 2019/20 (25 голів), 2020/21 (30 голів)
- Найкращий асистент чемпіонату Іспанії (6): 2010/11 (18 гол.передач), 2014/15 (18 гол.передач), 2015/16 (16 гол.передач), 2017/18 (12 гол.передач), 2018/19 (13 гол.передач), 2019/20 (21 гол.передача)
- Найкращий асистент чемпіонату Франції (1): 2022/23 (16 гол.передач),
- Найкращий бомбардир Ліги Чемпіонів (6): 2008/09 (9 голів), 2009/10 (8 голів), 2010/11 (12 голів), 2011/12 (14 голів), 2014/15 (10 голів), 2018/19 (12 голів)
- Найкращий асистент Ліги Чемпіонів (1): 2014/15 (5 гол.передач)
- Найкращий бомбардир Кубка Ліг (1): 2023 (10 голів)
- Найкращий гравець фінального матчу Ліги чемпіонів УЄФА 2010/2011
- Найкращий зарубіжний (крім США) спортсмен за версією ESPN (Премія ESPY[en] (3): 2012, 2015, 2019